# Seznam ulic v Třebíči
Seznam pojmenovaných ulic a náměstí v Třebíči

## Historický vývoj
V roce 1991 mělo dojít k přejmenování či zpětnému pojmenování ulic v Třebíči, nicméně kulturně historická komise Městského úřadu usoudila, že se nemůže plně vracet k původním názvům, protože ty byly zvoleny nahodile a ne systematicky. Změny v roce 1991 tak byly zvoleny po konzultaci s veřejností a po dohodě s městským úřadem, který z ekonomických důvodů nechtěl přejmenovávat mnoho ulic. Po listopadu roku 1991 došlo ke schválení jednotlivých změn a docházelo tak postupně ke změnám názvů jednotlivých ulic. V roce 2017 došlo k pojmenování ulic v zahrádkářských koloniích v okolí Třebíče. V lednu roku 2021 bylo rozhodnuto, že nově postavené ulice v lokalitě u polikliniky Vltavínská v části Horka-Domky budou pojmenovány podle osob, které jsou spojeny s příběhem Antonína Kaliny.

## Vnitřní Město
| Název             | Obrázek                                                                     | Umístění      | Kód    | Galerie                                                      | Poznámka |
| ----------------- | --------------------------------------------------------------------------- | ------------- | ------ | ------------------------------------------------------------ | --- |
| Bedřicha Václavka | Severní pohled do ulice Bedřicha Václavka                                   | Vnitřní Město | 603171 | Kategorie „Bedřicha Václavka“ na Wikimedia Commons           | Ulice Bedřicha Václavka vychází jižně z křižovatky ulic Smila Osovského, Soukenická a Jejkovská brána, posléze vyúsťuje do Masarykova náměstí. Pojmenována je podle třebíčského rodáka, literárního kritika a historika Bedřicha Václavka, působil také jako levicový estetik a redaktor. Studoval na Gymnáziu Třebíč, zemřel v roce 1943 v Osvětimi. V době letních prázdnin roku 2021 byly rekonstruovány chodníky a přechody pro chodce v křižovatce ulic Jihlavská brána, Soukenická, Smila Osovského a Bedřicha Václavka. V roce 2022 byly na křižovatce ulic Bedřicha Václavka, Smila Osovského, Soukenická a Jejkovská brána instalovány chytré semafory s prioritizací městské hromadné dopravy. Také jsou součástí semaforů místa určená pro jízdní kola. |
| Hasskova          | Hasskova ulice, pohled k jihu, směrem ke Karlovu náměstí a Městské knihovně | Vnitřní Město | 603627 | Kategorie „Hasskova (Třebíč)“ na Wikimedia Commons           | Hasskova ulice vychází jižně z Karlova náměstí, následně prochází přes Martinské náměstí a rozvětvuje se, první větev vyúsťuje do Masarykova náměstí, druhá větev vyúsťuje do křižovatky s Přerovského a Soukopovou ulicí. Na ulici stojí Malovaný dům, Městská knihovna v Třebíči, městská věž, kostel svatého Martina z Tours a další kulturní památky. Pojmenována je třebíčském továrníkovi a vlastenci Alojsovi Martinu Hasskovi, ten se stal starostou v roce 1882. Ulice dřív byla pojmenována jako Kostelní či Panská. V roce 2023 je v plánu rekonstrukce ulic Hasskova, Kotlářská, Martinské náměstí, Nerudova, Mrštíkova a Úvoz. |
| Jejkovská brána   | Východní pohled od Jejkovské brány                                          | Vnitřní Město | 605719 | Kategorie „Jejkovská brána‎“ na Wikimedia Commons             | Jejkovská brána je vychází západně z křižovatky ulic Smila Osovského, Bedřicha Václavka a Soukenická, následně vyúsťuje do Karlova náměstí, je tak krátkou spojkou mezi Karlovým náměstím a ulicí Smila Osovského. Pojmenována je dle městské brány, která zde stávala do roku 1898 jako poslední ze tří bran, dříve pak byla zbořena při bitvě o Třebíč v roce 1468, byla však znovu postavena v roce 1878. Dříve byla pojmenována také jako Brněnská brána. V roce 2022 byly na křižovatce ulic Bedřicha Václavka, Smila Osovského, Soukenická a Jejkovská brána instalovány chytré semafory s prioritizací městské hromadné dopravy. Také jsou součástí semaforů místa určená pro jízdní kola. |
| Jihlavská brána   | Západní pohled do Jihlavské brány                                           | Vnitřní Město | 603791 | Kategorie „Jihlavská brána‎“ na Wikimedia Commons             | Jihlavská brána vychází západně z Karlova náměstí, následně končí křižovatkou s Žerotínovým náměstím, Komenského náměstím a ulicí Vítězslava Nezvala. Je krátkou spojnicí mezi Karlovým a Žerotínovým náměstím. Pojmenována je po Jihlavské bráně, která byla tvořena v roce 1868, dříve však byla zbořena v roce 1868 při bitvě o Třebíč, o několik let později však byla postavena znovu. Byla také pojmenována Klášterní či Stařečská. V době letních prázdnin roku 2021 byly rekonstruovány chodníky a přechody pro chodce v křižovatce ulic Jihlavská brána, Soukenická, Smila Osovského a Bedřicha Václavka. |
| Karlovo nám.      | Karlovo náměstí, pohled na východ                                           | Vnitřní Město | 603856 | Kategorie „Karlovo náměstí (Třebíč)‎“ na Wikimedia Commons    | Karlovo náměstí je centrální náměstí v Třebíči, do Karlova náměstí se napojují ulice Jihlavská brána, Hasskova, Přerovského, Kotlářská a Jejkovská brána. Na náměstí je mnoho kulturních památek, například budova radnice, bývalá městská spořitelna (nynější OSSZ), Národní dům, sousoší svatých Cyrila a Metoděje, mnoho domů a dalších institucí či obchodů. Pojmenováno je po císaři a králi Karlovi IV., ten byl důležitým vládcem českých zemí. |
| Komenského nám.   | Jižní pohled na Komenského náměstí                                          | Vnitřní Město | 603902 | Kategorie „Komenského náměstí (Třebíč)“ na Wikimedia Commons | Komenského náměstí vychází jižně z Podklášterského mostu (tj. z Žerotínova náměstí), následně se rozvětvuje a vede cestou k Autobusovému nádraží, kde končí jako slepá. Další větvení se nachází na křižovatce před Úřadem práce, kde se větví a následně z náměstí vychází Bráfova třída resp. Masarykovo náměstí a Sucheniova ulice. Přes náměstí vede silnice I/23. Pojmenována je po filozofovi a školském reformátorovi Janu Amosi Komenském, jeho druhá manželka Dorota pocházela z Třebíče. Byl autorem mnoha děl, jako jsou Velká didaktika, Brána jazyků otevřená a Orbis Pictus. Komenského náměstí bylo rekonstruováno v roce 2023, byla uzavřena křižovatka se Sucheniovou ulicí. |
| Kotlářská         | Kotlářská ulice, pohled na sever, směrem na Karlovo náměstí                 | Vnitřní Město | 603945 | Kategorie „Kotlářská (Třebíč)“ na Wikimedia Commons          | Kotlářská ulice vychází jižně ze Soukopovy ulice, následně jako pěší ulice vyúsťuje do Karlova náměstí. Pojmenována je z toho důvodu, že v Kotlářské ulici působili výrobci kotlů, kotláři v Třebíči ukončili svoji činnost v souvislosti s ukončením používání černých kuchyní a také z důvodu přesunu výroby kotlů do tovární výroby. V roce 2023 je v plánu rekonstrukce ulic Hasskova, Kotlářská, Martinské náměstí, Nerudova, Mrštíkova a Úvoz. |
| Martinské nám.    | Jižní pohled na Martinské náměstí                                           | Vnitřní Město | 604127 | Kategorie „Martinské náměstí (Třebíč)“ na Wikimedia Commons  | Martinské náměstí stojí u kostela sv. Martina z Tours a u městské věže, spojena je s Hasskovou a Přerovského ulicí. Pojmenováno je podle opata Martina, ten byl ve 13. století opatem třebíčského kláštera, ten nechal postavit původní kostel sv. Martina. V roce 2023 je v plánu rekonstrukce ulic Hasskova, Kotlářská, Martinské náměstí, Nerudova, Mrštíkova a Úvoz. |
| Masarykovo nám.   | Severní pohled na Masarykovo náměstí                                        | Vnitřní Město | 604356 | Kategorie „Masarykovo náměstí (Třebíč)“ na Wikimedia Commons | Masarykovo náměstí leží pod divadlem Pasáž, leží na křižovatce ulice Bedřicha Václavka a Bráfovy třídy, ze západu se dotýká Komenského náměstí, severně z Masarykova náměstí vystupuje Hasskova ulice. Na náměstí se dříve nacházel rybník Jordán, dle něj bylo náměstí dříve pojmenováno. Na náměstí se pak nachází bývalá Střední zdravotní škola, Gymnázium Třebíč, Divadlo Pasáž a další kulturní památky. Pojmenováno je po prezidentovi Tomáši Garrigue Masarykovi, ten byl mezi lety 1882 a 1914 profesorem filozofie na Univerzitě Karlově, po roce 1918 se stal prvním prezidentem Československa, tím byl až do roku 1935. Navštívil i Třebíč, to bylo v roce 1928. V druhé polovině roku 1991 bylo znovu pojmenováno Masarykovo, do té doby se jmenovalo nám. Čs. Armády. |
| Přerovského       | Jižní pohled do Přerovského ulice                                           | Vnitřní Město | 605280 | Kategorie „Přerovského (Třebíč)“ na Wikimedia Commons        | Přerovského ulice vychází jižně z Karlova náměstí, končí vyústěním do křižovatky s Hasskovou a Soukopovou ulicí. Dříve byla ulice pojmenována Masné krámy, ty tu dříve stávaly. Pojmenována je po třebíčském purkmistrovi Ignáci Přerovském, ten město vedl mezi lety 1867 a 1873 a byl prvním českým purkmistrem. |
| Soukenická        | Severní pohled do Soukenické ulice                                          | Vnitřní Město | 604593 | Kategorie „Soukenická (Třebíč)“ na Wikimedia Commons         | Soukenická ulice vychází severně z křižovatky ulic Jejkovská brána, Bedřicha Václavka a Smila Osovského, následně po nově rekonstruované lávce překonává řeku Jihlavu a vyúsťuje do Zdislaviny ulice. Na začátku ulice stojí třebíčská hlavní pošta, ulice pak vede pod návrším Hrádek a přes Hasskovu zahradu. Pojmenována je po soukenickém cechu, který byl v Třebíči ustanoven kolem 70. let 15. století, posléze se třebíčským soukeníkům povedlo prodávat i do zahraničí. V době letních prázdnin roku 2021 byly rekonstruovány chodníky a přechody pro chodce v křižovatce ulic Jihlavská brána, Soukenická, Smila Osovského a Bedřicha Václavka. V roce 2022 byly na křižovatce ulic Bedřicha Václavka, Smila Osovského, Soukenická a Jejkovská brána instalovány chytré semafory s prioritizací městské hromadné dopravy. Také jsou součástí semaforů místa určená pro jízdní kola. |
| Soukopova         | Východní pohled do Soukopovy ulice                                          | Vnitřní Město | 604607 | Kategorie „Soukopova (Třebíč)“ na Wikimedia Commons          | Soukopova ulice vychází z křižovatky ulic Hasskovy a Přerovského, následně vyúsťuje do ulice Bedřicha Václavka. Na ulici se nachází ZUŠ, dříve se také na ulici nacházela budova České spořitelny a Komerční banka. Pojmenována je po spisovateli, básníkovi a knězi Janovi Nepomuku Soukopovi, ten je znám také jako sběratel lidových písní a vlastivědných povídek, byl také překladatelem z němčiny, francouzštiny a polštiny. V Třebíči se narodil, nadále zde působil a při příležitosti slavnostního otevření Gymnázia Třebíč a Národního domu pronesl projev, to bylo dne 29. října 1871. V roce 2020 bude ulice rekonstruována. |

## Borovina
| Název                  | Obrázek                                                          | Umístění | Kód     | Galerie                                                       | Poznámka |
| ---------------------- | ---------------------------------------------------------------- | -------- | ------- | ------------------------------------------------------------- | --- |
| Alšova                 | Jižní pohled do Alšovy ulice                                     | Borovina | 604941  | Kategorie „Alšova (Třebíč)“ na Wikimedia Commons              | Alšova ulice vychází severně z Revoluční ulice, následně vyúsťuje do Pražské ulice. Pojmenována je po malíři a ilustrátorovi Mikoláši Alšovi. Působil jako ilustrátor knih např. Aloise Jiráska či Karla Václava Raise. |
| Bartuškova             | Západní pohled do Bartuškovy ulice u ZŠ Bartuškova               | Borovina | 604950  | Kategorie „Bartuškova‎“ na Wikimedia Commons                   | Bartuškova ulice vychází z křižovatky ulic Spojenců, Revoluční a Kollárova, následně končí křižovatkou s ulicemi U Větrníku a Dvorského. Pojmenována je po třebíčském historikovi, překladateli a spisovateli Antonínu Bartuškovi. Ten se zabýval historií Třebíče a od roku 1956 působil jako ředitel muzea v Třebíči, v roce 1961 pak byl odvolán na nátlak OV KSČ. V druhé polovině roku 1991 byla ulice přejmenována na ulici Bartuškovu, do té doby byla pojmenována jako Zápotockého ulice. Původně se spekulovalo o použití názvu ulice Dr. A. Bartuška. V roce 2017 bylo postaveno nové parkoviště na Bartuškově ulici. V listopadu roku 2019 byla ulice rekonstruována. |
| Budischowského         | Západní pohled do Budischowského ulice                           | Borovina | 789453  | Kategorie „Budischowského“ na Wikimedia Commons               | Budischowského ulice se nachází v bývalém areálu továrny BOPO, kde vychází z ulice Tomáše Bati, kam po obkroužení jedné z budov znovu vyúsťuje. Pojmenována je po zakladateli a majiteli koželužny Karlu Budischowském, byl jedním z průkopníků sériové výroby obuvi. Vybudoval pak továrnu Borovině. |
| Dělnické nám.          | Centrální část Dělnického náměstí s kulturním domem              | Borovina | 604976  | Kategorie „Dělnické náměstí (Třebíč)“ na Wikimedia Commons    | Dělnické náměstí je náměstím v třebíčské Borovině, nachází se na něm tzv. Dělnický dům. Vychází z něj či do něj vyúsťují ulice Pražská, Spojenců, Na Špitálce a Lidická. V roce 2022 bylo náměstí rekonstruováno, byly vybudovány parkovací místa a instalovány podzemní kontejnery. Pojmenována je dle velké továrny v Borovině, kde pracovalo a také žilo mnoho dělníků. |
| Dvorského              | Východní pohled do dolní části Dvorského ulice                   | Borovina | 604984  | Kategorie „Dvorského (Třebíč)“ na Wikimedia Commons           | Dvorského ulice severovýchodně z ulice Na Špitálce, následně vyúsťuje do ulice U Větrníku. Pojmenována je po třebíčském přírodopisci a pedagogovi Františku Dvorském, ten mezi lety 1875 a 1886 učil na Gymnáziu Třebíč. Byl také jedním z redaktorů Vlastivědy moravské, pro kterou připravil část o okresu Třebíč. V letech 2023 a 2024 byla ulice rekonstruována. |
| Erbenova               | Severní pohled o Erbenovy ulice                                  | Borovina | 604992  | Kategorie „Erbenova (Třebíč)“ na Wikimedia Commons            | Erbenova ulice vychází severně z Vrchlického ulice, posléze končí vyústěním do Fibichovy ulice. Pojmenována je po básníkovi Karlovi Jaromíru Erbenovi, byl také archivářem a sběratelem lidové slovesnosti. Je autorem balad ze souboru Kytice. |
| Fibichova              | Západní pohled do Fibichovy ulice                                | Borovina | 605328  | Kategorie „Fibichova (Třebíč)‎“ na Wikimedia Commons           | Fibichova ulice vychází jihozápadně z Vrchlického ulice, následně končí vyústěním do Koželužské ulice. Pojmenována je po hudebním skladateli Zdeňku Fibichovi, působil jako dirigent, sbormistr, pedagog a spisovatel. Je autorem skladby Poem. |
| Hájenky                | Ulice Hájenky, pohled na severozápad                             | Borovina | 605000  | Kategorie „Hájenky (Třebíč)‎“ na Wikimedia Commons             | Ulice Hájenky vychází východně z Vrchlického ulice, posléze se stáčí a vyúsťuje do Koželužské ulice. Pojmenována je podle vzhledu typických domků z počátku 50. let 20. století, které mají připomínat typické hájenky. |
| Hlavinkova             | Západní pohled do Hlavinkovy ulice                               | Borovina | 605018  | Kategorie „Hlavinkova (Třebíč)“ na Wikimedia Commons          | Hlavinkova ulice vychází západně z křižovatky ulic Krajíčkova a Na Strži, následně vyúsťuje do Pražské ulice. Pojmenována je po staviteli Vincenci Hlavinkovi, byl profesorem brněnské techniky, v roce 1917 připravil projekt kanalizace Třebíče. |
| Holasova               | Východní pohled do Holasovy ulice                                | Borovina | 605034  | Kategorie „Holasova (Třebíč)“ na Wikimedia Commons            | Holasova ulice vychází severně z Pražské ulice, končí vyústěním do Zavřelovy ulice. Pojmenována je po třebíčském pedagogovi Aloisi Holasovi, byl znalcem těsnopisu a byl autorem učebnice Nástin české soustavy rychlopisu. |
| Horova                 | Severní pohled do Horovy ulice                                   | Borovina | 605051  | Kategorie „Horova (Třebíč)“ na Wikimedia Commons              | Horova ulice vychází severně z Revoluční ulice, následně končí jako slepá u Pražské ulice. Pojmenována je po básníkovi a prozaikovi Josefu Horovi, působil také jako kritik a novinář, psal primárně sociální romány a překládal z ruštiny. |
| Chelčického            | Severní pohled do Chelčického ulice                              | Borovina | 605069  | Kategorie „Chelčického (Třebíč)“ na Wikimedia Commons         | Chelčického ulice vychází severně z Revoluční ulice, posléze končí jako slepá u Pražské ulice. Pojmenována je po náboženském filozofovi Petru Chelčickém, ten odmítal třídní boj a ovlivnil Jednotu bratrskou. |
| Kollárova              | Severní pohled do Kollárovy ulice                                | Borovina | 605107  | Kategorie „Kollárova (Třebíč)“ na Wikimedia Commons           | Kollárova ulice vychází severně z křižovatky ulic Spojenců, Revoluční a Bartuškova, končí vyústěním do Pražské ulice. Pojmenována je po básníkovi Janu Kollárovi, ten byl autorem národního klasicismu, byl také evangelickým kazatelem a profesorem ve Vídni. |
| Koželužská             | Západní pohled do Koželužské ulice nedaleko Borovinského rybníka | Borovina | 605115  | Kategorie „Koželužská (Třebíč)‎“ na Wikimedia Commons          | Koželužská ulice vychází jihozápadně jako pokračování ulice Dr. Antonína Hobzy, začíná přibližně pod Borovinským mostem a následně pokračuje Libušiným údolím kolem areálu BOPO a následně končí jako počátek silnice II/410 u Borovinského rybníka na západním okraji městské zástavby. Pojmenována je kvůli tomu, že vede kolem bývalého areálu BOPO resp. Budischowského továrny. V druhé polovině roku 1991 byla ulice znovu pojmenována Koželužská, do té doby se jmenovala ulice Rudé armády. |
| Krajíčkova             | Západní pohled do Krajíčkovy ulice                               | Borovina | 605131  | Kategorie „Krajíčkova“ na Wikimedia Commons                   | Krajíčkova ulice vychází severozápadně z Pražské ulice, začíná nad přejezdem železniční tratě Brno–Jihlava, následně vyúsťuje na křižovatce s ulicemi Na Strži a Hlavinkova, vede nad Krajíčkovou strání. Pojmenována je po třebíčské mlynářské rodině, jejich mlýn stával u řeky Jihlavy na Polance, byli také majiteli stráně nad řekou, která je později známá jako Krajíčkova stráň. |
| Křižíkova              | Jižní pohled do Křižíkovy ulice                                  | Borovina | 605140  | Kategorie „Křižíkova (Třebíč)“ na Wikimedia Commons           | Křižíkova ulice vychází severně z Revoluční ulice, následně končí vyústěním do Pražské ulice. V ulici stojí tzv. Baťovy domy. Pojmenována je po vynálezci a technikovi Františku Křižíkovi, vynalezl mimo jiné regulátor elektrické obloukovky a také první tramvaj vedoucí z Letné do Stromovky v Praze. |
| Libušino údolí         | Libušino údolí u Hluchého mlýna, pohled na sever                 | Borovina | 604062  | Kategorie „Libušino údolí‎“ na Wikimedia Commons               | Libušino údolí vychází jižně z cesty Libušiným údolím a začíná pod Borovinským mostem. Na ulici se nachází několik mlýnů, prochází kolem Stařečského potoka a Máchova jezírka. Pojmenována je po kněžně Libuši, pojmenováno bylo Okrašlovacím spolkem. |
| Lidická                | Jižní pohled do Lidické ulice od křižovatky s Mánesovou ulicí    | Borovina | 605158  | Kategorie „Lidická (Třebíč)“ na Wikimedia Commons             | Lidická ulice vychází jihozápadně z Mánesovy ulice, následně křižuje jednu z odboček Dělnického náměstí a posléze končí jako slepá mezi domy. Pojmenována je podle obce Lidice, která se nachází nedaleko Kladna. Ta byla vypálena v červnu roku 1942, celkem bylo zastřeleno 184 mužů a přes 300 lidí bylo odvlečeno. Obec byla po druhé světové válce znovu postavena. |
| Mánesova               | Západní pohled do Mánesovy ulice                                 | Borovina | 605174  | Kategorie „Mánesova (Třebíč)“ na Wikimedia Commons            | Mánesova ulice vychází jihovýchodně z křižovatky ulic Dvorského a U Kříže, posléze vyúsťuje do Bartuškovy ulice. Pojmenována je podle malíře Josefa Mánese, ten byl autorem medailonů na Staroměstském orloji v Praze. |
| Na Strži               | Jižní pohled do ulice Na Strži                                   | Borovina | 605191  | Kategorie „Na Strži (Třebíč)“ na Wikimedia Commons            | Ulice Na Strži vychází severozápadně z Pražské ulice, končí křižovatkou s ulicemi Krajíčkova a Hlavinkova. Pojmenována je podle umístění a toho, že je ve svahu, dříve v místech ulice byla strž. |
| Na Špitálce            | Východní pohled do ulice Na Špitálce                             | Borovina | 605204  | Kategorie „Na Špitálce (Třebíč)“ na Wikimedia Commons         | Ulice Na Špitálce vychází jihovýchodně z Pražské ulice, končí vyústěním do Mánesovy ulice. Pojmenována je podle špitálu, který v místech ulice byl založen v roce 1405, měl být založen třebíčským měšťanem Janken, pole mělo být pojmenováno Špitálské pole. |
| Okružní                | Zápafní pohled do Okružní ulice                                  | Borovina | 605212  | Kategorie „Okružní (Třebíč)“ na Wikimedia Commons             | Okružní ulice vychází severně z Koželužské ulice, následně vytváří okruh kolem mateřské školy. Ulice vznikla při stavbě sídliště Borovina na počátku osmdesátých let. Na ulici stála ZŠ Za Rybníkem, později v této budově byla umístěna Západomoravská vysoká škola. Pojmenována je kvůli okruhu, který vytváří okolo mateřské školy. |
| Pražská                | Penny Market na Pražské ulici, pohled na východ                  | Borovina | 605263  | Kategorie „Pražská (Třebíč)‎“ na Wikimedia Commons             | Pražská ulice vychází jihozápadně ze Sucheniovy ulice (je jejím pokračováním nad přejezdem přes železniční trať Brno–Jihlava, následně vede kolem Dělnického náměstí a u železničního přejezdu končí a přechází do silnice I/23. Pojmenovaná je podle směru své cesty, kdy vede na Prahu, Jihlavu, Telč a České Budějovice. V roce 2021 byl opraven povrch na Pražské ulici. |
| Revoluční              | Západní pohled do Revoluční ulice                                | Borovina | 605301  | Kategorie „Revoluční (Třebíč)“ na Wikimedia Commons           | Revoluční ulice vychází severovýchodně z Řípovské ulice, následně je ukončena křižovatkou s ulicemi Kollárova, Spojenců, Bartuškova a Spojenců. Pojmenována je zřejmě jako pocta světovým revolucím. V roce 2019 v rámci projektů participativního rozpočtu bylo v ulici vybudováno nové parkoviště. Na konci roku 2021 bylo oznámeno, že ulice bude roku 2022 pokryta novým povrchem. |
| Řípovská               | Jižní pohled do Řípovské ulice                                   | Borovina | 605654  | Kategorie „Řípovská‎“ na Wikimedia Commons                     | Řípovská ulice začíná u fotbalového hřiště nedaleko železniční zastávky Třebíč-Borovina, následně vyúsťuje křižovatkou do Koželužské ulice. Pojmenována je podle toho, že byla spojnicí průmyslových areálů v Borovině a železniční zastávky, ta leží v katastru Řípova. Křižovatka Řípovské a Seifertovy ulice byla v roce 2017 rekonstruována. Dolní část ulice byla rekonstruována v roce 2019. |
| Seifertova             | Severní pohled do Seifertovy ulice                               | Borovina | 605344  | Kategorie „Seifertova (Třebíč)“ na Wikimedia Commons          | Seifertova ulice vychází severně z Řípovské ulice, následně končí vyústěním do křižovatky s Pražskou ulicí resp. silnicí I/23 nedaleko železničního přejezdu tratě Brno–Jihlava. Pojmenována je po básníkovi a spisovateli Jaroslavu Seifertovi, ten v roce 1984 obdržel Nobelovu cenu. V druhé polovině roku 1991 byla ulice přejmenována na ulici Seifertova, do té doby se jmenovala Leninova. Původně se spekulovalo o přejmenování na Müllerova, nebylo k tomu přistoupeno, protože osoba pana Müllera již nebyla známa. Křižovatka Seifertovy a Řípovské ulice byla v roce 2017 rekonstruována.                                                                            |
| Spojenců               | Západní pohled na dolní část ulice Spojenců                      | Borovina | 605409  | Kategorie „Spojenců (Třebíč)“ na Wikimedia Commons            | Ulice Spojenců vychází jihozápadně z Dělnického náměstí, následně se sklání doleva a vyúsťuje do Řípovské ulice. Pojmenována je podle protihitlerovské koalice v době druhé světové války. Na konci roku 2021 bylo oznámeno, že ulice bude roku 2022 pokryta novým povrchem. |
| Tomáše Bati            | Východní pohled do ulice Tomáše Bati                             | Borovina | 789470  | Kategorie „Tomáše Bati (Třebíč)“ na Wikimedia Commons         | Ulice Tomáše Bati vychází jižně z Koželužské ulice, prochází přes bývalý areál společnosti BOPO a končí vyústěním zpět do Koželužské ulice u ekotechnologického centra Alternátor. Pojmenována je po podnikateli Tomáši Baťovi, ten byl členem rodiny Baťů. |
| U Kříže                | Západní pohled na schodiště ulice U Kříže                        | Borovina | 605506  | Kategorie „U Kříže (Třebíč)“ na Wikimedia Commons             | Ulice U Kříže vychází jihovýchodně z Pražské ulice, končí vyústěním do ulice Dvorského. Pojmenována je podle kamenného kříže z roku 1848, který stojí v těsné blízkosti ulice, kříž připomíná zrušení roboty. |
| U Větrníku             | Východní pohled do ulice U Větrníku                              | Borovina | 605514  | Kategorie „U Větrníku (Třebíč)“ na Wikimedia Commons          | Ulice U Větrníku vychází východně z Pražské ulice, následně končí vyústěním do Dvorského ulice. Pojmenována byla podle větrného mlýna, tzv. Větrníku, který byl na místě ulice postaven rodinou Budischowských kolem roku 1836, sloužil na mletí třísla pro činění kůží. Posléze byl mlýn zakoupen městem Třebíč. V listopadu roku 2024 bylo v ulici postaveno nové parkoviště. |
| V Loučkách             | Severní pohled do ulice V Loučkách                               | Borovina | 727423  | Kategorie „V Loučkách“ na Wikimedia Commons                   | Ulice V Loučkách se nachází na vyvýšené výspě nad řekou Jihlavou nedaleko ulice Poušov a poušovského splavu. Byla postavena v 21. století, pojmenována je po místním pojmenování lokality. |
| Vančurova              | Východní pohled do Vančurovy ulice                               | Borovina | 605531  | Kategorie „Vančurova (Třebíč)“ na Wikimedia Commons           | Vančurova ulice vychází jihovýchodně z Dvorského ulice a konči vyústěním do Bartuškovy ulice. Na ulici se nachází rodinné domy. Pojmenováno je po lékaři a spisovateli Vladislavu Vančurovi, ten byl popraven v roce 1942. |
| Vrchlického            | Jižní pohled do Vrchlického ulice                                | Borovina | 605557  | Kategorie „Vrchlického (Třebíč)“ na Wikimedia Commons         | Vrchlického ulice vychází jižně z Fibichovy ulice, na kterou se posléze opět napojuje, končí pak na křižovatce s Řípovskou ulicí. Na Vrchlického ulici se nachází rodinné domy a leží v tzv. Staré Borovině. Pojmenována je podle básníka Jaroslava Vrchlického, byl také dramatikem, překladatelem a profesorem literatury. |
| Zahraničního odboje    | Ulice Zahraničního odboje, pohled na západ                       | Borovina | 605565  | Kategorie „Zahraničního odboje (Třebíč)“ na Wikimedia Commons | Ulice Zahraničního odboje byla vystavěna v sedmdesátých letech 20. století při stavbě Sídliště Borovina. Vychází severozápadně z Okružní ulice. Nazvána je podle aktivní práce zahraničního odboje v Československu. V druhé polovině roku 1991 byla ulice přejmenována na ulici Zahraničního odboje, do té doby byla pojmenována J. Švermy. Původně měla ulice být přejmenována na Kružíkovu ulici, z důvodu, že z Třebíče a okolí pochází více odbojářů, tak bylo rozhodnuto, že čest jím bude vzdána pomocí pojmenování ulice Zahraničního odboje. |
| Zámeček                | Jižní pohled do začátku ulice Zámeček                            | Borovina | 605671  | Kategorie „Zámeček (Třebíč)“ na Wikimedia Commons             | Ulice vybíhá jižně z nově postaveného kruhového objezdu v bývalém areálu podniku BOPO, končí pak u tzv. zámečku. Zámeček je původně vila rodiny Budischowských, později soukromý dům s malou galerií. |
| Zavřelova              | Severní pohled do Zavřelovy ulice                                | Borovina | 605573  | Kategorie „Zavřelova (Třebíč)“ na Wikimedia Commons           | Zavřelova ulice vybíhá severně z Pražské ulice a končí nad údolím řeky Jihlavy. Pojmenována je po botanikovi Františku Zavřelovi a hydrobiologovi Janu Zavřelovi. František Zavřel byl znalcem rostlin z povodí Jihlavy a Oslavy, pracoval také na Hadcové stepi u Mohelna. Jan Zavřel byl rektorem brněnské univerzity a hydrobiolog. |
| ZK Borovina Pod Tratí  | Západní pohled do ZK Borovina Pod Tratí                          | Borovina | 2079551 | Kategorie „ZK Borovina Pod Tratí“ na Wikimedia Commons        | Borovina – Pod Tratí je jednou ze zahrádkářských kolonií, které byl v květnu 2017 navrženy jako nové ulice a schváleny usnesením zastupitelstva města 11. května 2017. |
| ZK Jan Žižka           | Východní pohled do ZK Jan Žižka                                  | Borovina | 2079631 | Kategorie „ZK Jan Žižka“ na Wikimedia Commons                 | Jan Žižka je jednou ze zahrádkářských kolonií, které byl v květnu 2017 navrženy jako nové ulice a schváleny usnesením zastupitelstva města 11. května 2017. |
| ZK Nad Janovým mlýnem  | Severní pohled do ZK Nad Janovým mlýnem                          | Borovina | 2079739 | Kategorie „ZK Nad Janovým mlýnem“ na Wikimedia Commons        | Nad Janovým mlýnem je jednou ze zahrádkářských kolonií, které byl v květnu 2017 navrženy jako nové ulice a schváleny usnesením zastupitelstva města 11. května 2017. |
| ZK Poušov u elektrárny | Západní pohled do ZK Poušov u elektrárny                         | Borovina | 2079879 | Kategorie „ZK Poušov u elektrárny“ na Wikimedia Commons       | Poušov u elektrárny je jednou ze zahrádkářských kolonií, které byl v květnu 2017 navrženy jako nové ulice a schváleny usnesením zastupitelstva města 11. května 2017. |
| ZK Přemysl I.          | Východní pohled do ZK Přemysl I.                                 | Borovina | 2079895 | Kategorie „ZK Přemysl I.“ na Wikimedia Commons                | Přemysl I. je jednou ze zahrádkářských kolonií, které byl v květnu 2017 navrženy jako nové ulice a schváleny usnesením zastupitelstva města 11. května 2017. |
| ZK Přemysl II.         | Severní pohled do ZK Přemysl II.                                 | Borovina | 2079917 | Kategorie „ZK Přemysl II.“ na Wikimedia Commons               | Přemysl II. je jednou ze zahrádkářských kolonií, které byl v květnu 2017 navrženy jako nové ulice a schváleny usnesením zastupitelstva města 11. května 2017. |
| ZK Zámeček Borovina    | Západní pohled do ZK Zámeček Borovina                            | Borovina | 2080133 | Kategorie „ZK Zámeček Borovina“ na Wikimedia Commons          | Zámeček Borovina je jednou ze zahrádkářských kolonií, které byl v květnu 2017 navrženy jako nové ulice a schváleny usnesením zastupitelstva města 11. května 2017. |

## Horka-Domky
| Název                 | Obrázek | Umístění    | Kód     | Galerie                                                      | Poznámka |
| --------------------- | --- | ----------- | ------- | ------------------------------------------------------------ | --- |
| Arbesova              | Západní pohled do Arbesovy ulice, pohled směrem na Strážnou horu                                               | Horka-Domky | 603121  | Kategorie „Arbesova (Třebíč)“ na Wikimedia Commons           | Arbesova ulice vychází západně ze Štefánikovy ulice, následně křižuje Ruskou ulici a končí užitnou cestou k vodojemu na Strážné hoře. Pojmenována je po spisovateli a novináři Jakubu Arbesovi. Působil také jako dramaturg Prozatímního divadla, psal primárně sociální romány a fantastická romaneta. V roce 2020 bylo v ulici rekonstruováno plynové potrubí. |
| Antonína Kaliny       | Západní pohled do ulice Antonína Kaliny                                                                        | Horka-Domky | 2773821 | Kategorie „Antonína Kaliny“ na Wikimedia Commons             | Ulice Antonína Kaliny je součástí nové výstavby rodinných domů u lokality nedaleko Polikliniky Vltavínská. Vychází východně z nově zbudované spojky u ulice Vltavínská a následně kříží ulici Jindřicha Flussera a vyúsťuje do ulice Pavla Kohna. Pojmenována je podle Antonína Kaliny. |
| Bezručova             | Východní pohled do Bezručovy ulice                                                                             | Horka-Domky | 603180  | Kategorie „Bezručova (Třebíč)“ na Wikimedia Commons          | Bezručova ulice vychází západně ze Znojemské ulice, následně vyúsťuje do ulice Svatopluka Čecha. Pojmenována je po básníkovi Petru Bezručovi, ten se jmenoval vlastním jménem Vladimír Vašek. Působil primárně jako autor básní s národnostním a sociálním zaměřením. |
| Bráfova tř.           | Západní pohled na Bráfovu třídu s pohledem na Bráfovu akademii Třebíč, pohled od křižovatky s Litoltovou ulicí | Horka-Domky | 603830  | Kategorie „Bráfova (Třebíč)‎“ na Wikimedia Commons            | Bráfova třída vychází východně z Masarykova náměstí, vede po silnici I/23, následně vyúsťuje do Purkyňova náměstí u Nemocnice Třebíč. Na ulici se nachází Bráfova akademie Třebíč, Evangelický kostel, Okresní soud a další budovy. Pojmenována je po právníkovi a národohospodářovi Albínu Bráfovi, působil také ve vedení Staročechů. Učil také na Karlově univerzitě, byl poslancem Moravského zemského sněmu a ministrem zemědělství. V Třebíči je připomenut pojmenováním obchodní akademie, pamětní deskou ve vchodu této akademie – ta byla přenesena z jeho rodného domu na Komenského náměstí. V druhé polovině roku 1991 byla ulice znovu pojmenována Bráfova, do té doby se jmenovala třída Julia Fučíka. |
| Březinova             | Východní pohled na Březinovu ulici                                                                             | Horka-Domky | 603279  | Kategorie „Březinova (Třebíč)“ na Wikimedia Commons          | Březinova ulice vychází východně ze Znojemské ulice, následně vyúsťuje do Kosmákovy ulice. Pojmenována je po básníkovi Otokaru Březinovi, ten se vlastním jménem jmenoval Václav Ignác Jebavý. Působil také jako učitel v Jinošově, Nové Říši a v Jaroměřicích nad Rokytnou, kde zemřel. V Jaroměřicích nad Rokytnou je také umístěno muzeum Otokara Březiny. Na konci roku 2021 bylo oznámeno, že ulice bude roku 2022 pokryta novým povrchem. |
| Čelakovského          | Severní pohled do Čelakovského ulice                                                                           | Horka-Domky | 603341  | Kategorie „Čelakovského (Třebíč)“ na Wikimedia Commons       | Čelakovského ulice vychází jižně z Šafaříkovy ulice, posléze křižuje Křížkovského ulici a vyúsťuje do Bezručovy ulice. Pojmenována je po básníkovi Františkovi Ladislavu Čelakovském, působil také jako profesor slavistiky. Sbíral lidovou slovesnost. |
| Čeloudova             | Jižní pohled do Čeloudovy ulice směrem na budovu bývalého obchodního domu                                      | Horka-Domky | 604968  | Kategorie „Čeloudova (Třebíč)“ na Wikimedia Commons          | Čeloudova ulice vychází jižně z Kubišovy ulice, následně vytváří okruh a vyúsťuje zpět do téže ulice. Pojmenována je po třebíčském betlémáři Antonínu Čeloudovi, ten byl mimo jiné autorem betléma v kostele svatého Martina z Tours. Další jeho betlémy pak jsou uloženy ve sbírkách Muzea Vysočiny Třebíč. Syn Antonína Cyril Čeloud působil také jako betlémář. V druhé polovině roku 1991 byla ulice přejmenována na ulici Čeloudova, do té doby se jmenovala T. Kuchtíka. Původně se spekulovalo o přejmenování ulici A. Čelouda. |
| Demlova               | Východní pohled na Demlovu ulici, pohled na obchodní dům                                                       | Horka-Domky | 603511  | Kategorie „Demlova (Třebíč)‎“ na Wikimedia Commons            | Demlova ulice vychází západně ze Znojemské ulice, následně se rozvětvuje, kdy první větev vyúsťuje do Družstevní ulice. Druhá větev vyúsťuje do kruhového objezdu na Václavském náměstí. Na ulici se nachází budova, kde působila Střední škola řemesel Třebíč, později v téže budově působila Střední průmyslová škola Třebíč. Pojmenována je po třebíčském básníkovi a prozaikovi Jakubu Demlovi, byl farářem a působil pak v Tasově. Byl autorem mnoha knih. V druhé polovině roku 1991 byla ulice přejmenována na ulici Demlova, do té doby se jmenovala Engelsova. K přejmenování na Demlovu ulici mělo dojít ne kvůli tomu, že Jakub Deml byl farářem, ale že byl spisovatelem. V roce 2019 byla Demlova ulice opravena. Na konci roku 2021 bylo oznámeno, že ulice bude roku 2022 pokryta novým povrchem. V dubnu roku 2022 byla ulice rekonstruována. |
| Dobrovského           | Jižní pohled do Dobrovského ulice, napravo továrna ÚP závodů                                                   | Horka-Domky | 603384  | Kategorie „Dobrovského (Třebíč)‎“ na Wikimedia Commons        | Dobrovského ulice vychází jižně ze Sušilovy ulice, následně křižuje Šafaříkovu a Křížkovského ulici a vyúsťuje do Bezručovy ulice. Na ulici se nachází továrna UP závodů. Pojmenována je po filologovi Josefu Dobrovském, ten byl zakladatelem slavistiky a historikem. Byl tím, kdo stanovil česká mluvnická pravidla. V roce 2024 byla ulice rekonstruována, resp. její horní část mezi Bezručovou a Křížkovského ulicí. V roce 2025 pak byla opravena dolní část ulice. |
| Dreuschuchova         | Východní pohled do Dreuschuchovy ulice                                                                         | Horka-Domky | 603431  | Kategorie „Dreuschuchova“ na Wikimedia Commons               | Dreuschuchova ulice vychází západně z ulice Svatopluka Čecha, následně křižuje Štefánikovu a Ruskou ulici a končí vyústěním do ulice Pod Vodojemem. Pojmenována je po třebíčském lékaři Františku Dreuschuchovi, nebyl studovaným lékařem, pouze vojenským ranhojičem s titulem magistra chirurgie. Byl uznávaným lékařem v Třebíči. |
| Družstevní            | Východní pohled do Družstevní ulice                                                                            | Horka-Domky | 603449  | Kategorie „Družstevní (Třebíč)“ na Wikimedia Commons         | Družstevní ulice vychází západně ze Znojemské ulice, následně křižuje Vltavínskou ulici a končí jako slepá u zahrádkářské osady za tzv. Domem zahrádkářů. Posléze z ní pokračuje pěší stezka do Libušina údolí. Pojmenována je dle typických družstevních domů v zástavbě ulice, dříve ukončovala městskou zástavbu na jižní straně města. V roce 1991 bylo navrženo a odloženo pojmenování východní části Družstevní ulice jako Kiliánovy ulice, prostranství nebylo hotovo a navíc nebylo vhodné použít toto pojmenování. |
| Dvořeckého            | Západní pohled na Dvořeckého ulice                                                                             | Horka-Domky | 603473  | Kategorie „Dvořeckého“ na Wikimedia Commons                  | Dvořeckého ulice vychází východně ze Sokolské ulice, následně vyúsťuje do Nádražní ulice. Pojmenována je po třebíčském faráři a historikovi Jakubu Dvořeckém. Byl také historikem a v Třebíči působil od roku 1784 jako první kněz farnosti Jejkov a posléze od roku 1798 působil jako kněz farnosti u kostela svatého Martina z Tours. |
| Eliščina              | Východní pohled do Eliščiny ulice                                                                              | Horka-Domky | 603490  | Kategorie „Eliščina (Třebíč)“ na Wikimedia Commons           | Eliščina ulice vychází východně z Oldřichovy ulice, následně křižuje Chlumeckého ulici a vyúsťuje křižovatkou se Střelkovou ulicí a Bráfovou třídou. Pojmenována je po manželce Buriana Osovského z Doubravice Elišce Bítovské z Lichtenburka. Působila v Třebíči mezi lety 1557 a 1563 a nechala zřídit útulek pro chudé. |
| Fügnerova             | Západní pohled na Fügnerovu ulici, v pozadí sokolský stadion                                                   | Horka-Domky | 603546  | Kategorie „Fügnerova (Třebíč)“ na Wikimedia Commons          | Fügnerova ulice vychází západně z Ruské ulice, končí vyústěním do Máchalovy ulice, začíná nedaleko Starého hřbitova, na ulici se nachází sportovní hala Leopolda Pokorného a sokolský stadion. Pojmenována je po prvním starostovi pražské pobočky spolku Sokol Jindřichu Fügnerovi, byl také tím, kdo spolu s Miroslavem Tyršem zakládal spolek Sokol. |
| Gorazdovo nám.        | Gorazdovo náměstí, centrální část                                                                              | Horka-Domky | 603601  | Kategorie „Gorazdovo náměstí (Třebíč)“ na Wikimedia Commons  | Gorazdovo náměstí se nachází nad Divadlem Pasáž a je obklopen Tyršovými sady, vstupují do něj Kofránkova, Ruská a Sokolská ulice. Na Gorazdově náměstí je umístěn chrám svatého Václava a svaté Ludmily. Pojmenována je po prvním biskupu české pravoslavné církve Gorazdovi, v druhé světové válce pomáhal ukrývat parašutisty po atentátu na Reinharda Heydricha. Byl za tento čin v září 1942 popraven. |
| Hálkova               | Severní pohled do Hálkovy ulice                                                                                | Horka-Domky | 603643  | Kategorie „Hálkova (Třebíč)“ na Wikimedia Commons            | Hálkova ulice vychází jižně z Riegrovy ulice, končí vyústěním do Nerudovy ulice. Pojmenována je po básníkovi a prozaikovi Vítězslavu Hálkovi. Byl také dramatikem a novinářem. |
| Hartmannova           | Jižní pohled do Hartmannovy ulice                                                                              | Horka-Domky | 603210  | Kategorie „Hartmannova (Třebíč)“ na Wikimedia Commons        | Hartmannova ulice vychází jižně z Kubišovy ulice, posléze vytváří okruh a vyúsťuje do zpět do téže ulice. Pojmenována je podle malířů Václava Hartmanna a Františka Hartmanna, ti byli malíři kostelních obrazů. Mimo jiné také malovali kostelní obrazy v některých kostele v okrese Třebíč. Jsou také autoři dvou betlémů ze sbírek Muzea Vysočiny Třebíč. V druhé polovině roku 1991 byla ulice přejmenována na ulici Hartmannova, do té doby se jmenovala ulice B. Netoličky. Původně se spekulovalo o přejmenování ulici F. Hartmanna, také proběhly námitky, kdy bylo namítnuto, že osoba Františka Hartmanna již není známa. |
| Heliadova             | Východní pohled do Heliadovy ulice                                                                             | Horka-Domky | 603651  | Kategorie „Heliadova“ na Wikimedia Commons                   | Heliadova ulice vychází západně z Nádražní ulice, končí křižovatkou s ulicemi Sokolská a Janouškova. Pojmenována je po správci třebíčské městské školy Mikulášovi Heliadu Netolickém, ten byl ustanoven správcem školy v roce 1607, připomenut je pamětní deskou v Hasskově čp. 15. |
| Hladíkova             | Západní pohled do Hladíkovy ulice pod Strážnou Horou                                                           | Horka-Domky | 603678  | Kategorie „Hladíkova (Třebíč)“ na Wikimedia Commons          | Hladíkova ulice vychází západně z ulice Svatopluka Čecha, následně křižuje Štefánikovu a Ruskou ulici, posléze končí jako slepá pod svahem Strážné hory, pokračuje z ní pěší stezka. Pojmenována je podle třebíčské rodiny Hladíkových, kdy Ludvík Hladík byl primátorem města, další členové se také zasloužili o rozvoj města. V roce 2020 bylo v ulici rekonstruováno plynové potrubí. |
| Hrotovická            | Severní pohled do Hrotovické ulice                                                                             | Horka-Domky | 603708  | Kategorie „Hrotovická (Třebíč)“ na Wikimedia Commons         | Hrotovická ulice vychází jižně z nadjezdu nad Sportovní ulicí, druhá větev vychází z křižovatky Riegrovy a Sedlákovy ulice, tyto větve se spojují na kruhovém objezdu. Hrotovická ulice pak pokračuje až k jižnímu okraji města. Prochází převážně průmyslovými areály. Pojmenována je podle směru, na který míří, ulice byla výpadovkou na Hrotovice. Její část leží v bývalé městské části Kožichovice, další část pak v městské části Střítež – tam je nazvána jako Hrotovická-Průmyslová zóna. U areálu PBS bylo v listopadu 2022 otevřeno nové parkoviště i s cvičištěm pro autoškoly. |
| Husova                | Severní pohled do Husovy ulice                                                                                 | Horka-Domky | 603716  | Kategorie „Husova (Třebíč)“ na Wikimedia Commons             | Husova ulice vychází jihovýchodně z Jungmannovy ulice, následně odbočuje a v prudkém kopci vyúsťuje do Bráfovy třídy. Na ulici leží Evangelický kostel. Pojmenována je po kazateli a reformátorovi Janu Husovi, ten byl rektorem pražské univerzity a následně byl odsouzen a upálen v Kostnici. V Třebíči je připomínán na nedalekém Evangelickém kostele pamětní deskou. Na konci roku 2021 bylo oznámeno, že ulice bude roku 2022 pokryta novým povrchem. |
| Chlumeckého           | Severní pohled do Chlumeckého ulice, směrem k Bráfově třídě                                                    | Horka-Domky | 603309  | Kategorie „Chlumeckého (Třebíč)“ na Wikimedia Commons        | Chlumeckého ulice vychází severně z Bráfovy třídy, následně se schodištěm napojuje na Nádražní ulici u budovy třebíčského železničního nádraží. Pojmenována je po kvardiánovi kapucínského kláštera na Jejkově Albertu Chlumeckém, ten působil v klášteře mezi lety 1877 a 1891, nechal postavit věž u kostela Proměnění Páně u kláštera, věnoval na ni finanční prostředky. |
| Janouškova            | Západní pohled do Janouškovy ulice                                                                             | Horka-Domky | 603741  | Kategorie „Janouškova (Třebíč)“ na Wikimedia Commons         | Janouškova ulice vychází západně z Nádražní ulice, následně končí vyústěním do Heliadovy ulice. Pojmenována je po třebíčském faráři Janu Janouškovi, pocházel z Moravských Budějovic a působil v kostele svatého Martina z Tours, podporoval školství a vlastenectví. |
| Jindřicha Flussera    | Západní pohled do ulice Jindřicha Flussera                                                                     | Horka-Domky | 2773848 | Kategorie „Jindřicha Flussera“ na Wikimedia Commons          | Ulice Jindřicha Flussera je součástí nové výstavby rodinných domů u lokality nedaleko Polikliniky Vltavínská. Vychází východně z ulice Pavla Kohna a následně kříží ulici Antonína Kaliny a vyúsťuje opět do ulice Pavla Kohna. Pojmenována je podle Jindřicha Flussera. |
| Jiráskova             | Východní pohled do Jiráskovy ulice                                                                             | Horka-Domky | 603813  | Kategorie „Jiráskova (Třebíč)“ na Wikimedia Commons          | Jiráskova ulice vychází západně z křižovatky s ulicemi Svatopluka Čecha a Křížkovského, následně křižuje Štefánikovu a Ruskou ulici, posléze končí ve svahu pod Strážnou horou, z ní pak vychází pěší stezka do Zborovské ulice. Pojmenována je po spisovateli Aloisi Jiráskovi, ten působil jako dramatik a romanopisec. Byl primárně prozaikem, který se zabýval historickými romány, husitskou dobou, pobělohorskou dobou a dobou národního obrození. V roce 2020 bylo v ulici rekonstruováno plynové potrubí. V roce 2023 byl opraven povrch ulice a to v úseku od Ruské ulice po ulici Svatopluka Čecha. |
| Karoliny Světlé       | Západní pohled do ulice Karolíny Světlé                                                                        | Horka-Domky | 603864  | Kategorie „Karolíny Světlé (Třebíč)“ na Wikimedia Commons    | Ulice Karoliny Světlé vychází západně z Ruské ulice, následně konči jako slepá ve svahu Strážné hory. Pojmenována je podle spisovatelky Karolíny Světlé, ta byla zakladatelkou tzv. venkovského románu, mimo jiné je autorkou románu Kříž u potoka. |
| Kateřiny z Valdštejna | Východní pohled na část ulice Kateřiny z Valdštejna, která se nachází v částí města Horka-Domky                | Horka-Domky | 603350  | Kategorie „Kateřiny z Valdštejna“ na Wikimedia Commons       | Ulice Kateřiny z Valdštejna vychází jižně z křižovatky ulic Smila Osovského, Hlavova a Cyrilometodějská, následně křižovatkou vyúsťuje do Husovy ulice. Na této ulici stojí Zimní stadion, ulice také vede okolo Máchových sadů. Pojmenována je po druhé manželce Smila Osovského z Doubravice Kateřině z Valdštejna, ta působila jako majitelka panství v Třebíči, zemřela v roce 1636 a je pohřbena v Třebíči. V druhé polovině roku 1991 byla ulice přejmenována na ulici Kateřiny z Valdštejna, do té doby se jmenovala Československo-sovětského přátelství. Důvod pojmenování navazujících ulic Kateřiny z Valdštejna a Smila Osovského bylo to, že tito byli manžely. Na konci roku 2021 bylo oznámeno, že ulice bude roku 2022 pokryta novým povrchem.                                                                                                |
| Kofránkova            | Východní pohled do Kofránkovy ulice                                                                            | Horka-Domky | 603899  | Kategorie „Kofránkova“ na Wikimedia Commons                  | Kofránkova ulice vychází západně z parkoviště severně před Divadlem Pasáž, následně vede kolem Tyršových sadů, křižuje Gorazdovo náměstí a končí pěší stezkou, která vyúsťuje do ulice Na Potoce. Pojmenována je po třebíčském advokátovi Juliu Kofránkovi, ten pocházel z Telče, ale přestěhoval se do Třebíče, postupně se stal jedním ze zastupitelů Třebíče v obecním výboru a posléze také poslancem v Zemském sněmu za obvod Třebíč. Také nechal v Třebíči v roce 1879 založit český sbor dobrovolných hasičů. V roce 2025 byl opraven povrch silnice. |
| Komenského nám.       | Komenského náměstí                                                                                             | Horka-Domky | 603902  | Kategorie „Komenského náměstí (Třebíč)“ na Wikimedia Commons | Komenského náměstí vychází jižně z Podklášterského mostu (tj. z Žerotínova náměstí), následně se rozvětvuje a vede cestou k Autobusovému nádraží, kde končí jako slepá. Další větvení se nachází na křižovatce před Úřadem práce, kde se větví a následně z náměstí vychází Bráfova třída resp. Masarykovo náměstí a Sucheniova ulice. Přes náměstí vede silnice I/23. Pojmenována je po filozofovi a školském reformátorovi Janovi Amosi Komenském, jeho druhá manželka Dorota pocházela z Třebíče. Byl autorem mnoha děl, jako jsou Velká didaktika, Brána jazyků otevřená a Orbis Pictus. |
| Kosmákova             | Východní pohled do Kosmákovy ulice                                                                             | Horka-Domky | 603929  | Kategorie „Kosmákova (Třebíč)“ na Wikimedia Commons          | Kosmákova ulice vychází východně z Hrotovické ulice, následně odbočuje a vyúsťuje do Znojemské ulice. Na konci ulice se nachází depozitář Muzea Vysočiny Třebíč. V dubnu roku 2020 byly v ulici rekonstruovány chodníky. Pojmenována je po knězi a spisovateli Václavu Kosmákovi. Pocházel z vesnice Martínkov nedaleko města Třebíč. Byl autorem mnoha děl, například Chrt a Eugenie. |
| Kostnická             | Severní pohled do Kostnické ulice                                                                              | Horka-Domky | 603937  | Kategorie „Kostnická (Třebíč)“ na Wikimedia Commons          | Kostnická ulice vychází severně z Bráfovy třídy, následně končí jako slepá a pokračuje schodištěm do ulice Kateřiny z Valdštejna. Pojmenována je podle města Kostnice, kde byl odsouzen a upálen Mistr Jan Hus. |
| Křížkovského          | Východní pohled do Křížkovského ulice                                                                          | Horka-Domky | 603988  | Kategorie „Křížkovského (Třebíč)“ na Wikimedia Commons       | Křížkovského ulice vychází západně ze Znojemské ulice, následně křižuje Čelakovského a Dobrovského ulice a vyúsťuje do ulice Svatopluka Čecha. Pojmenována je po hudebním skladateli Pavlu Křížkovském, ten byl autorem skladeb církevních i světských. V roce 2023 byl opraven povrch ulice. |
| Kubešova              | Jižní pohled do Kubešovy ulice                                                                                 | Horka-Domky | 604003  | Kategorie „ Kubešova“ na Wikimedia Commons                   | Kubešova ulice vychází jižně z Bezručovy ulice, následně křižuje Zahradníčkovu ulici a vyúsťuje do Demlovy ulice. Pojmenována je pod třebíčského starosty Jana Františka Kubeše a podle školního inspektora Adolfa Kubeše. Jan František Kubeš byl mezi lety 1883 a 1907 starostou města, kdy za jeho vedení byla postavena pošta, gymnázium Třebíč, nemocnice, elektrárna, školy, vodovod a mnoho dalšího. Adolf Kubeš pak byl inspektorem a ředitelem školy v Brně a také napsal první knihy o historii města Třebíče. |
| Kubišova              | Východní pohled do Kubišovy ulice                                                                              | Horka-Domky | 604011  | Kategorie „Kubišova (Třebíč)‎“ na Wikimedia Commons           | Kubišova ulice vychází východně z křižovatky ulic Dělnická a Znojemská, následně se rozvětvuje, kdy druhá větev pokračuje kolem mateřské školy dvěma větvemi do Okrajové ulice, druhá větev pak pokračuje kolem Střední školy stavební a přes průmyslové areály do vyúsťuje do Hrotovické ulice. Pojmenována je podle vojáka Jana Kubiše, který se narodil v nedalekých Dolních Vilémovicích, v květnu roku 1942 spolu s Jozefem Gabčíkem spáchali atentát na Reinharda Heydricha, zemřel v kryptě pravoslavného chrámu svatého Cyrila a Metoděje v Praze. Obdržel in memoriam Řád Bílého lva. V druhé polovině roku 1991 byla ulice přejmenována na ulici Modřínová, do té doby se jmenovala K. Konráda. Původně se spekulovalo o přejmenování ulici J. Kubiše.                                                                                              |
| Langfortova           | Severní pohled do Langfortovy ulice                                                                            | Horka-Domky | 604046  | Kategorie „ Langfortova“ na Wikimedia Commons                | Langfortova vychází východně ze Sokolské ulice, následně vyúsťuje do Heliadovy ulice. Pojmenována je podle faráře Františka Langforta, ten působil jako třebíčský kronikář a farář v kostele sv. Martina z Tours. |
| Libušino údolí        | Libušino údolí se Stařečským potokem, část v městské části Horka-Domky                                         | Horka-Domky | 604062  | Kategorie „Libušino údolí“ na Wikimedia Commons              | Libušino údolí vychází jižně z cesty Libušiným údolím a začíná pod Borovinským mostem. Na ulici se nachází několik mlýnů, prochází kolem Stařečského potoka a Máchova jezírka. Pojmenována je po kněžně Libuši, pojmenováno bylo Okrašlovacím spolkem. |
| Litoltova             | Západní pohled na Litoltovu ulici, směrem k Bráfově třídě                                                      | Horka-Domky | 604071  | Kategorie „Litoltova (Třebíč)“ na Wikimedia Commons          | Litoltova ulice vychází jihovýchodně z Bráfovy třídy, končí vyústěním do Nádražní ulice, na ulici stojí Kubešova vila. Ulice vede do příkrého kopce. Pojmenována je podle knížete Litolta Znojemského, ten s bratrem Oldřichem Brněnským měl v roce 1101 založit třebíčský klášter. |
| Máchalova             | Východní pohled do Máchalovy ulice                                                                             | Horka-Domky | 604151  | Kategorie „Máchalova (Třebíč)“ na Wikimedia Commons          | Máchalova ulice vychází západně z Ruské ulice, následně končí změnou na pěší cestu na Borovinský most. Pojmenována je po sokolském činovníkovi a pedagogovi na Gymnáziu Třebíč, ten učil na gymnáziu tělocvik, dlouho působil v hnutí Sokol jako činovník, cvičitel, hudebník a kapelník, byl také zvolen jako dočasný předseda Okresního národního výboru v Třebíči hned po vzniku republiky v říjnu 1918. |
| Masarykovo nám.       | Severní pohled na Masarykovo náměstí                                                                           | Horka-Domky | 604356  | Kategorie „Masarykovo náměstí (Třebíč)“ na Wikimedia Commons | Masarykovo náměstí leží pod divadlem Pasáž, leží na křižovatce ulice Bedřicha Václavka a Bráfovy třídy, ze západu se dotýká Komenského náměstí, severně z Masarykova náměstí vystupuje Hasskova ulice. Na náměstí se dříve nacházel rybník Jordán, dle něj bylo náměstí dříve pojmenováno. Na náměstí se pak nachází bývalá Střední zdravotní škola, Gymnázium Třebíč, Divadlo Pasáž a další kulturní památky. Pojmenováno je po prezidentovi Tomáši Garrigue Masarykovi, ten byl mezi lety 1882 a 1914 profesorem filozofie na Univerzitě Karlově, po roce 1918 se stal prvním prezidentem Československa, tím byl až do roku 1935. Navštívil i Třebíč, to bylo v roce 1928. |
| Mlýnská               | Západní pohled do Mlýnské ulice                                                                                | Horka-Domky | 604194  | Kategorie „Mlýnská (Třebíč)“ na Wikimedia Commons            | Mlýnská ulice vychází západně z ulice Na Potoce, následně se stáčí zpět na ulici Na Potoce, kde končí. Pojmenována je podle toho, že dříve směřovala k mlýnu a také na místě ulice vedl náhon, který přiváděl vodu k mlýnu z vod Stařečského potoka. |
| Mrštíkova             | Severní pohled na horní část Mrštíkovy ulice                                                                   | Horka-Domky | 604216  | Kategorie „Mrštíkova (Třebíč)“ na Wikimedia Commons          | Mrštíkova ulice vychází jižně z Riegrovy ulice, křižuje Nerudovu ulici a vyúsťuje do Březinovy ulice. Pojmenována je podle spisovatelů a bratrů Aloise Mrštíka a Viléma Mrštíka, kdy Alois Mrštík byl autorem románové kroniky Rok na vsi, Vilém Mrštík byl kritikem, spisovatelem a překladatelem, byl autorem Pohádky máje. Spolu posléze napsali divadelní hru Maryša. V roce 2019 byla Mrštíkova ulice opravena. V roce 2023 je v plánu rekonstrukce ulic Hasskova, Kotlářská, Martinské náměstí, Nerudova, Mrštíkova a Úvoz. |
| Na Hvězdě             | Západní pohled do ulice Na Hvězdě                                                                              | Horka-Domky | 817228  | Kategorie „Na Hvězdě (Třebíč)‎“ na Wikimedia Commons          | Ulice Na Hvězdě vychází západně ze Znojemské ulice, následně končí jako slepá u pole za městskou zástavbou. U ulice se nachází nový areál baseballového klubu Třebíč Nuclears a obchodní domy. Pojmenována je podle fotbalového areálu policejního klubu Rudá Hvězda. Ulice byla prodloužena a nově se spojuje i s ulicí Vltavínskou. |
| Na Potoce             | Pohled do ulice Na Potoce z Borovinského mostu                                                                 | Horka-Domky | 603554  | Kategorie „Na potoce“ na Wikimedia Commons                   | Ulice Na Potoce vychází severovýchodně z ulice Dr. Antonína Hobzy, následně končí rozdělením na ulice Mlýnský a Pod Strážnou horou. Na ulici se nachází budova VZP a okresního archivu. Pojmenována je podle Stařečského potoka, který protékal příkopem pod touto ulicí. V druhé polovině roku 1991 byla ulice znovu pojmenována Na Potoce, do té doby se jmenovala G. Klimenta. |
| Nádražní              | Nádražní ulice, horní část od křižovatky s Oldřichovou ulicí od tzv. železničního viaduktu                     | Horka-Domky | 604330  | Kategorie „Nádražní (Třebíč)‎“ na Wikimedia Commons           | Nádražní ulice vychází jihozápadně z Bráfovy třídy, následně pokračuje k viaduktu a kolem třebíčského vlakového nádraží, posléze vede přes Transportní terminál a končí na křižovatce Purkyňova náměstí a Bráfovy třídy. Pojmenována je podle toho, že vede kolem vlakového nádraží. |
| Nerudova              | Východní pohled do Nerudovy ulice                                                                              | Horka-Domky | 604372  | Kategorie „Nerudova (Třebíč)“ na Wikimedia Commons           | Nerudova ulice vychází východně z Vaňkova náměstí, následně křižuje ulice Úvoz a Mrštíkova, končí vyústěním do Sedlákovy ulice. Pojmenována je po spisovateli a básníkovi Janu Nerudovi. V roce 2019 bylo oznámeno. že se připravuje komplexní rekonstrukce ulice. V květnu roku 2020 byla ulcie drobně rekonstruována. Velkou rekonstrukcí ulice projde v letech 2023 a 2024. V roce 2023 je v plánu rekonstrukce ulic Hasskova, Kotlářská, Martinské náměstí, Nerudova, Mrštíkova a Úvoz. |
| Nikodémova            | Severní pohled do Nikodémovy ulice                                                                             | Horka-Domky | 604381  | Kategorie „Nikodémova“ na Wikimedia Commons                  | Nikodémova ulice vychází jižně z Bezručovy ulice, následně křižuje Zahradníčkovu ulici a vyúsťuje do Demlovy ulice. Pojmenována je po třebíčském archiváři, kronikáři a historikovi Vilému Nikodémovi, ten napsal Dějiny města Třebíče a o Třebíči psal do Ottova slovníku naučného, spolu s Adolfem Kubešem se zasloužil o pojmenování ulic po třebíčských a českých osobnostech. V roce 2019 byla Nikodémova ulice opravena. |
| Okrajová              | Východní pohled do Okrajové ulice                                                                              | Horka-Domky | 604429  | Kategorie „Okrajová (Třebíč)“ na Wikimedia Commons           | Okrajová ulice vychází východně z křižovatky ulic Znojemské a Demlovy, posléze je ukončena vyústěním do slepého ramene Hrotovické ulice. Pojmenována je kvůli tomu, že leží na jižním okraji města, přímo na okraji města byla do té doby, než byly postaveny okolní panelové domy. V roce 2025 byl opraven povrch silnice. |
| Oldřichova            | Severní pohled do Oldřichovy ulice                                                                             | Horka-Domky | 604437  | Kategorie „Oldřichova (Třebíč)“ na Wikimedia Commons         | Oldřichova ulice vychází jižně ze slepého konce ulice poblíž křižovatky Nádražní ulice a Bráfovy třídy, posléze končí na křižovatce s ulicemi Nádražní a Janouškovou. Pojmenována je podle brněnského knížete Oldřicha Brněnského, který spolu s bratrem Litoldem Znojemským založil v roce 1101 klášter v Třebíči. |
| Pavla Kohna           | Severní pohled do ulice Pavla Kohna                                                                            | Horka-Domky | 2773945 | Kategorie „Pavla Kohna“ na Wikimedia Commons                 | Ulice Pavla Kohna je součástí nové výstavby rodinných domů u lokality nedaleko Polikliniky Vltavínská. Vychází severně z ulice Antonína Kaliny a následně se spojuje s ulicí Pavla Kohna. Pojmenována je podle Pavla Kohna. |
| Pod Strážnou horou    | Západní pohled do ulice Pod Strážnou Horou                                                                     | Horka-Domky | 604488  | Kategorie „Pod Strážnou Horou“ na Wikimedia Commons          | Ulice Pod Strážnou horou vychází jihozápadně z křižovatky ulic Na Potoce a Mlýnská, následně končí zúžením a pěší stezkou vedoucí nad okrajem Libušina údolí. Pojmenována je podle Strážné hory, na jejímž úpatí vede, dnes je oddělena od Strážné hory železniční tratí Brno–Jihlava, na Strážné hoře stojí kaple sv. Jana a vodojem. |
| Pod Vodojemem         | Severní pohled do ulice Pod Vodojemem                                                                          | Horka-Domky | 604496  | Kategorie „Pod Vodojemem (Třebíč)“ na Wikimedia Commons      | Ulice Pod Vodojemem vychází severovýchodně z Jiráskovy ulice, následně vyúsťuje do západní části Zborovské ulice. Pojmenována je podle podzemního vodojemu z roku 1937, kdy se stal součástí městského vodojemu. V roce 2020 bylo v ulici rekonstruováno plynové potrubí. |
| Purkyňovo nám.        | Východní pohled na Purkyňovo náměstí                                                                           | Horka-Domky | 605298  | Kategorie „Purkyňovo náměstí (Třebíč)‎“ na Wikimedia Commons  | Purkyňovo náměstí se nachází východně od konce Bráfovy třídy, na křižovatce s novým vyústěním Nádražní ulice a silnice I/23. Na náměstí se nachází vstup do Nemocnice Třebíč. Pojmenována je po přírodovědci a spisovateli Janovi Evangelistu Purkyněmu, ten se věnoval primárně stavbě buněk a stal se zakladatelem několika českých vědeckých časopisů. Od roku 2018 má novou podobu, která souvisí s přestavbou Nemocnice Třebíč. Odstraněna byla socha svatého Václava, ta byla umístěna do depozitáře a rozhoduje se o jejím dalším umístění. |
| Riegrova              | Východní pohled do Riegrovy ulice                                                                              | Horka-Domky | 605310  | Kategorie „Riegrova (Třebíč)“ na Wikimedia Commons           | Riegrova ulice vychází východně z Vaňkova náměstí, končí na křižovatce s Hrotovickou a Sedlákovou ulicí. Následuje železniční trať Brno–Jihlava. Pojmenována je po politikovi, poslanci a vůdci Staročechů Františkovi Ladislavu Riegerovi, ten se angažoval o rakouskou-české vyrovnání v roce 1867, později pak vydal Riegrův slovník naučný, v roce 1861 získal čestné občanství města Třebíče a byl tchánem Albína Bráfa. |
| Ruská                 | Severní pohled do Ruské ulice                                                                                  | Horka-Domky | 605662  | Kategorie „Ruská (Třebíč)‎“ na Wikimedia Commons              | Ruská ulice vychází jižně z Gorazdova náměstí, následně vede kolem Starého hřbitova, křižuje zelezniční trať Brno–Jihlava, Zborovskou, Dreuschuchovu, Jiráskovu, Hladíkovu a Arbesovu ulici, končí sloučením se Švabinského ulicí. Na ulici leží pravoslavný chrám svatého Václava a svaté Ludmily, Starý hřbitov a třebíčská hvězdárna. V roce 1938 byla ulice přejmenována na ulici Generála Jana Syrového, později však byla přejmenována opět na název Ruská ulice. Pojmenována je podle pravoslavného kostela, jehož náboženství pochází primárně z Ruska. Podle jiných zdrojů měla být pojmenována podle Ruska jako spojence českých armád v první světové válce. V Ruské ulici žili rodiče Jana Syrového. V roce 2020 bylo v ulici rekonstruováno plynové potrubí. V roce 2023 byly na železniční přejezd v ulici přidány závory.                      |
| Sadová                | Severní pohled do Sadové ulice                                                                                 | Horka-Domky | 605646  | Kategorie „Sadová (Třebíč)“ na Wikimedia Commons             | Sadová ulice vychází severně z Bráfovy třídy, následně končí jako slepá ulice nad Máchovými sady. Pojmenována je podle přilehlého parku, tj. Máchových sadů. |
| Sedlákova             | Severní pohled do Sedlákovy ulice                                                                              | Horka-Domky | 605336  | Kategorie „Sedlákova (Třebíč)“ na Wikimedia Commons          | Sedlákova ulice vychází jižně z křižovatky ulic Hrotovická a Riegrova, následně končí křižovatkou s ulicemi Kosmákova a Březinova. Pojmenována je po třebíčském historikovi, spisovateli a knězi Janu Sedlákovi, ten byl profesorem teologie v Brně a autorem spisu Mistr Jan Hus – jeho život a dílo. Připomíná se pamětní deskou na ulici Vítězslava Nezvala, pohřben pak byl na třebíčském Starém hřbitově. V dubnu a květnu roku 2020 byla ulice rekonstruována. |
| Schöllhornova         | Severní pohled do Schöllhornovy ulice                                                                          | Horka-Domky | 605352  | Kategorie „ Schöllhormova“ na Wikimedia Commons              | Schöllhornova ulice vychází severně z Hladíkovy ulice, následně vyúsťuje do Jiráskovy ulice. Pojmenována je po třebíčském rychtáři a konšelovi Janovi Jakubu Schöllhornovi, ten se narodil v Plzni a kolem 80. let 17. století se přestěhoval do Třebíče, kde zakoupil Malovaný dům, byl vězněn za své názory proti vrchnostenským názorům. |
| Sirotčí               | Severní pohled do Sirotčí ulice                                                                                | Horka-Domky | 605361  | Kategorie „Sirotčí (Třebíč)‎“ na Wikimedia Commons            | Sirotčí ulice vychází jižně z ulice Bedřicha Václavka, následně vyúsťuje do Bráfovy třídy, na ulici je umístěna Centrální jídelna, Hotelová škola a vstup do Gymnázia Třebíč. Pojmenována je po sirotčinci, který dříve stál v prostorech parkoviště u vstupu do ulice, byl otevřen v roce 1891. |
| Smrtelná              | Smrtelná ulice, pohled na sever směrem k Divadlu Pasáž                                                         | Horka-Domky | 605387  | Kategorie „Smrtelná (Třebíč)“ na Wikimedia Commons           | Smrtelná ulice vychází západně ze Sokolské ulice, ulice pak končí v průchodu pod Divadlem Pasáž, ulice vede pod Tyršovými sady, následně kolem bývalého kina Moravia do podchodu pod Divadlo Pasáž, kde se pak spojuje schody s Masarykovým náměstím. Nad ulicí se nachází Starý hřbitov. Pojmenována je podle toho, že do konce 50. let 20. století jí procházely pohřební průvody na Starý hřbitov. Dříve byly ve výklencích v ulici obrazy křížové cesty, ty namaloval Eduard Knaus. |
| Sokolská              | Severní pohled do Sokolské ulice                                                                               | Horka-Domky | 605395  | Kategorie „Sokolská (Třebíč)“ na Wikimedia Commons           | Sokolská ulice vychází jižně z Bráfovy třídy, následně vyúsťuje do ulic Heliadovy a Svatopluka Čecha. Pojmenována je po telocvičné jednotě Sokol, v Třebíči Sokol působil od roku 1882, na místě této ulice stávala sokolovna, kdy ta byla zbořena při stavbě Divadla Pasáž v roce 1991. |
| Spojovací             | Východní pohled do Spojovací ulice                                                                             | Horka-Domky | 605417  | Kategorie „Spojovací (Třebíč)“ na Wikimedia Commons          | Spojovací ulice vychází západně z Hrotovické ulice, následně vyúsťuje do Znojemské ulice, slouží také jako spojka mezi silnicemi II/360 a II/351. Nachází se částečně také na katastru obce Střítež. Pojmenována je právě z toho důvodu, že spojuje dvě důležité ulice a patří k nejvytíženějším ulicím ve městě Třebíč. V roce 2020 by měla být ulice rekonstruována. V září roku 2020 byla ulice rekonstruována. |
| Stavební              | Západní pohled do Stavební ulice                                                                               | Horka-Domky | 894435  | Kategorie „Stavební (Třebíč)“ na Wikimedia Commons           | Stavební ulice vychází západně z Hrotovické ulice a prochází bývalým areálem okresního stavebního podniku, má dvě větve. Vytvořena byla schválením zastupitelstva města Třebíče 21. června 2012. Pojmenována je z toho důvodu, že v areálu působily a působí firmy, které se zabývají stavebnictvím. |
| Strmá                 | Severní pohled na schodiště Strmé ulice                                                                        | Horka-Domky | 820393  | Kategorie „Strmá (Třebíč)“ na Wikimedia Commons              | Strmá ulice vychází jižně ze Sucheniovy ulice, je celá tvořena schodištěm, kdy následně vyúsťuje do Kofránkovy ulice resp. Tyršových sadů. Pojmenována je z důvodu velké strmosti schodiště. |
| Střelkova             | Severní pohled do Střelkovy ulice                                                                              | Horka-Domky | 605433  | Kategorie „Střelkova (Třebíč)“ na Wikimedia Commons          | Střelkova ulice vychází severně z Bráfovy třídy, následně je ukončena u garážových stání, je umístěna nad Máchovými sady. Pojmenována je po městském písaři a třebíčském kronikáři Eliáši Střelkovi Náchodském, existuje tzv. Střelkova kronika, která zaznamenává historii města do roku 1574. |
| Sušilova              | Západní pohled do Sušilovy ulice                                                                               | Horka-Domky | 605441  | Kategorie „Sušilova (Třebíč)‎“ na Wikimedia Commons           | Sušilova ulice vychází západně z Vaňkova náměstí a vyúsťuje do ulice Svatopluka Čecha, vede nad železniční tratí Brno–Jihlava. Na ulici se na křižovatce s Dobrovského ulicí nachází továrna UP závodů. Pojmenována je po básníkovi, překladateli a knězi Františku Sušilovi, byl znám také jako sběratel lidových písní a organizátor národního hnutí na Moravě. |
| Sv. Čecha             | Severní pohled do ulice Svatopluka Čecha                                                                       | Horka-Domky | 605450  | Kategorie „Svatopluka Čecha (Třebíč)“ na Wikimedia Commons   | Ulice Svatopluka Čecha vychází jižně z křižovatky Sušilovy a Zborovské ulice, následně vyúsťuje do Václavského náměstí. Původně se ulice nazývala ulicí Slavickou, vedla směrem do Slavic. Pojmenována je po spisovateli a redaktorovi Svatopluku Čechovi, byl jedním z ruchovců a národních buditelů. V roce 2023 byly na železniční přejezd v ulici přidány závory. |
| Šafaříkova            | Západní pohled do Šafaříkovy ulice                                                                             | Horka-Domky | 604640  | Kategorie „Šafaříkova (Třebíč)“ na Wikimedia Commons         | Šafaříkova ulice vychází západně z Vaňkova náměstí, křižuje Dobrovského ulici a vyúsťuje do ulice Svatopluka Čecha. Pojmenováno je po slovenském vědci a básníkovi Pavlu Josefu Šafaříkovi, zabýval se dějinami Slovanů, kdy se mu povedlo dokázat, že Slované jsou spolutvůrci evropské kultury. |
| Štefánikova           | Severní pohled do Štefánikovy ulice                                                                            | Horka-Domky | 605476  | Kategorie „Štefánikova (Třebíč)“ na Wikimedia Commons        | Štefánikova ulice vychází jižně ze Zborovské ulice, křižuje Dreuschuchovu, Jiráskovu a Hladíkovu ulici a následně vyúsťuje do Václavského náměstí. Pojmenována je po slovenském politikovi, astronomovi a odbojářovi Milanovi Rastislavu Štefánikovi, ten byl představitelem československého zahraničního odboje v první světové válce a stal se ministrem vojenství. Zahynul při letecké nehodě. V druhé polovině roku 1991 byla ulice znovupojmenována na ulici Štefánikova, do té doby byla pojmenována jako ulice S. K. Neumanna. Původně se spekulovalo o použití názvu ulice M. R. Štefánikova. |
| Švabinského           | Východní pohled do Švabinského ulice                                                                           | Horka-Domky | 605484  | Kategorie „Švabinského (Třebíč)“ na Wikimedia Commons        | Švabinského ulice vychází západně z Václavského náměstí, posléze končí křižovatkou s Ruskou ulicí. Na Švabinského ulici se do roku 2016 nacházel Dům dětí a mládeže, tzv. Domek, také se na této ulici nachází budova třebíčské hvězdárny a skautské klubovny střediska Srdíčko. Pojmenována je po malíři a grafikovi Maxi Švabinském, stal se profesorem Akademie výtvarných umění v Praze a mimo jiné portrétoval české osobnosti. Ulice by měla být rekonstruována v roce 2025. |
| Úvoz                  | Severní pohled do ulice Úvoz                                                                                   | Horka-Domky | 605522  | Kategorie „Úvoz (Třebíč)“ na Wikimedia Commons               | Ulice Úvoz vychází jižně z Riegrovy ulice, křižuje Nerudovu ulici a končí vyústěním do Březinovy ulice. Pojmenována je po tom, že v místě ulice byl úvoz s polní cestou. V roce 2019 byla ulice Úvoz opravena. V roce 2023 je v plánu rekonstrukce ulic Hasskova, Kotlářská, Martinské náměstí, Nerudova, Mrštíkova a Úvoz. |
| Václavské nám.        | Jižní pohled na Václavské náměstí                                                                              | Horka-Domky | 604364  | Kategorie „Václavské náměstí (Třebíč)‎“ na Wikimedia Commons  | Václavské náměstí vychází jižně z ulic Svatopluka Čecha a Štefánikova, následně končí křižovatkou s ulicemi Vltavínská a Družstevní. Na náměstí stojí ZŠ Horka-Domky. Pojmenováno je po sv. Václavovi, který byl prohlášen za svatého a za patrona českých zemí. V druhé polovině roku 1991 bylo náměstí přejmenováno na Václavské náměstí, do té doby bylo pojmenováno jako náměstí Osvobození. V roce 2023 mělo být náměstí rekonstruováno, rekonstrukce parčíku, silnice a inženýrských sítí byla odložena na rok 2024. |
| Vaňkovo nám.          | Severní pohled na Vaňkovo náměstí                                                                              | Horka-Domky | 605549  | Kategorie „Vaňkovo náměstí (Třebíč)“ na Wikimedia Commons    | Vaňkovo náměstí vychází jižně z Nádražní ulice pod tzv. železničním viaduktem, končí počátkem Znojemské ulice. Pojmenováno je po třebíčském starostovi Josefu Vaňkovi, ten byl později i poslancem Národního shromáždění, stal se jedním z hybatelů vytvoření městské spořitelny, říčních lázní, vodovodu. Zemřel v roce 1944 v koncentračním táboře Buchenwald. |
| Vltavínská            | Vltavínská ulice s konečnou zastávkou autobusů, pohled na jih                                                  | Horka-Domky | 604828  | Kategorie „Vltavínská (Třebíč)‎“ na Wikimedia Commons         | Vltavínská ulice vychází jižně z Družstevní ulice, prochází kolem Polikliniky Třebíč, končí nedaleko začátku turistických tras. Pojmenována je po mnohých nálezech vltavínů v oblasti této ulice. V září roku 2024 byl opraven povrch ulice. |
| Zahradníčkova         | Západní pohled do Zahradníčkovy ulice                                                                          | Horka-Domky | 604135  | Kategorie „Zahradníčkova (Třebíč)“ na Wikimedia Commons      | Zahradníčkova ulice vychází západně ze Znojemské ulice, křižuje Nikodémovu a Kubešovu ulici a končí vyústěním na Václavské náměstí. Pojmenována je podle básníka Jana Zahradníčka, který se narodil v Mastníku. Byl katolickým spisovatelem, básníkem a překladatelem a v roce 1951 byl uvězněn a po propuštění v roce 1960 zemřel. V druhé polovině roku 1991 byla ulice přejmenována na ulici Zahradníčkova, do té doby byla pojmenována jako Marxova ulice. Původně se spekulovalo o použití názvu ulice J. Zahradníčka. V roce 2019 bylo oznámeno. že se připravuje komplexní rekonstrukce ulice. |
| Zborovská             | Východní pohled do Zborovské ulice                                                                             | Horka-Domky | 605581  | Kategorie „Zborovská (Třebíč)“ na Wikimedia Commons          | Zborovská ulice kopíruje profil železniční tratě Brno–Jihlava, vybíhá západně z ulice Svatopluka Čecha, křižuje Ruskou ulici a končí nad východním okrajem Libušina údolí. Nazvána je podle Zborova na Ukrajině, kde 2. července 1917 proběhla bitva u Zborova, tj. bitva rakousko-německých vojsk a českých a slovenských legionářů, mezi kterými bylo také 39 občanů Třebíče či okolních obcí. Bitva je připomenuta v Třebíči pamětní deskou z roku 1937 na budově třebíčské radnice na Karlově náměstí, znovuodhalena po druhé světové válce pak byla v roce 1947. |
| Znojemská             | Severní pohled do Znojemské ulice                                                                              | Horka-Domky | 605590  | Kategorie „Znojemská (Třebíč)‎“ na Wikimedia Commons          | Znojemská ulice vychází jižně z Vaňkova náměstí, následně pokračuje severně jako výpadovka na Znojmo, končí v katastru obce Střítež, jehož je částečně součástí. Znojemská ulice by měla být v roce 2020 rekonstruována. Bude opraven úsek od archivu muzea Vysočiny po železniční viadukt. Pojmenována je podle města Znojmo. V říjnu roku 2020 byl rekonstruován povrch ulice. |
| Ztracená              | Severní pohled do Ztracené ulice                                                                               | Horka-Domky | 605603  | Kategorie „Ztracená (Třebíč)“ na Wikimedia Commons           | Ztracená ulice vybíhá jižně z ulice Dvořeckého a končí křižovatkou s Heliadovou ulicí. Má být pojmenována podle toho, že je umístěna samostatně severně od ulice Heliadovy. |
| ZK Bořivoj            | Východní pohled do ZK Bořivoj                                                                                  | Horka-Domky | 2079577 | Kategorie „ZK Bořivoj“ na Wikimedia Commons                  | Bořivoj je jednou ze zahrádkářských kolonií, které byl v květnu 2017 navrženy jako nové ulice a schváleny usnesením zastupitelstva města 11. května 2017. |
| ZK Dalibor            | Východní pohled do ZK Dalibor                                                                                  | Horka-Domky | 2079593 | Kategorie „ZK Dalibor“ na Wikimedia Commons                  | Dalibor je jednou ze zahrádkářských kolonií, které byl v květnu 2017 navrženy jako nové ulice a schváleny usnesením zastupitelstva města 11. května 2017. |
| ZK J. Fučíka          | Západní pohled do ZK J. Fučíka                                                                                 | Horka-Domky | 2079615 | Kategorie „ZK J. Fučíka“ na Wikimedia Commons                | J. Fučíka je jednou ze zahrádkářských kolonií, které byl v květnu 2017 navrženy jako nové ulice a schváleny usnesením zastupitelstva města 11. května 2017. |
| ZK Libuše             | Východní pohled do ZK Libuše                                                                                   | Horka-Domky | 2079658 | Kategorie „ZK Libuše“ na Wikimedia Commons                   | Libuše je jednou ze zahrádkářských kolonií, které byl v květnu 2017 navrženy jako nové ulice a schváleny usnesením zastupitelstva města 11. května 2017. |
| ZK Mašovský           | Východní pohled do ZK Mašovský                                                                                 | Horka-Domky | 2079691 | Kategorie „ZK Mašovský“ na Wikimedia Commons                 | Mašovský je jednou ze zahrádkářských kolonií, které byl v květnu 2017 navrženy jako nové ulice a schváleny usnesením zastupitelstva města 11. května 2017. |
| ZK Mojmír             | Západní pohled do ZK Mojmír                                                                                    | Horka-Domky | 2079712 | Kategorie „ZK Mojmír“ na Wikimedia Commons                   | Mojmír je jednou ze zahrádkářských kolonií, které byl v květnu 2017 navrženy jako nové ulice a schváleny usnesením zastupitelstva města 11. května 2017. |
| ZK Pod Kotrbovem      | Severní pohled do ZK Pod Kotrbovem                                                                             | Horka-Domky | 2079771 | Kategorie „ZK Pod Kotrbovem“ na Wikimedia Commons            | Pod Kotrbovem je jednou ze zahrádkářských kolonií, které byl v květnu 2017 navrženy jako nové ulice a schváleny usnesením zastupitelstva města 11. května 2017. |
| ZK Spytihněv          | Východní pohled do ZK Spytihněv                                                                                | Horka-Domky | 2079933 | Kategorie „ZK Spytihněv“ na Wikimedia Commons                | Spytihněv je jednou ze zahrádkářských kolonií, které byl v květnu 2017 navrženy jako nové ulice a schváleny usnesením zastupitelstva města 11. května 2017. |
| ZK Sv. Čecha          | Západní pohled do ZK Sv. Čecha                                                                                 | Horka-Domky | 2079950 | Kategorie „ZK Sv. Čecha“ na Wikimedia Commons                | Sv. Čecha je jednou ze zahrádkářských kolonií, které byl v květnu 2017 navrženy jako nové ulice a schváleny usnesením zastupitelstva města 11. května 2017. |
| ZK Šárka              | Východní pohled do ZK Šárka                                                                                    | Horka-Domky | 2079976 | Kategorie „ZK Šárka“ na Wikimedia Commons                    | Šárka je jednou ze zahrádkářských kolonií, které byl v květnu 2017 navrženy jako nové ulice a schváleny usnesením zastupitelstva města 11. května 2017. |
| ZK Terůvky            | Východní pohled do ZK Terůvky                                                                                  | Horka-Domky | 2079992 | Kategorie „ZK Terůvky“ na Wikimedia Commons                  | Terůvky je jednou ze zahrádkářských kolonií, které byl v květnu 2017 navrženy jako nové ulice a schváleny usnesením zastupitelstva města 11. května 2017. |
| ZK Za Poliklinikou A  | Východní pohled do ZK Za Poliklinikou A                                                                        | Horka-Domky | 2080079 | Kategorie „ZK Za Poliklinikou A“ na Wikimedia Commons        | Za Poliklinikou A je jednou ze zahrádkářských kolonií, které byl v květnu 2017 navrženy jako nové ulice a schváleny usnesením zastupitelstva města 11. května 2017. |
| ZK Za Poliklinikou B  | Východní pohled do ZK Za Poliklinikou B                                                                        | Horka-Domky | 2080095 | Kategorie „ZK Za Poliklinikou B“ na Wikimedia Commons        | Za Poliklinikou B je jednou ze zahrádkářských kolonií, které byl v květnu 2017 navrženy jako nové ulice a schváleny usnesením zastupitelstva města 11. května 2017. |
| ZK Za Poliklinikou C  | Jižní pohled do ZK Za Poliklinikou C                                                                           | Horka-Domky | 2080117 | Kategorie „ZK Za Poliklinikou C“ na Wikimedia Commons        | Za Poliklinikou C je jednou ze zahrádkářských kolonií, které byl v květnu 2017 navrženy jako nové ulice a schváleny usnesením zastupitelstva města 11. května 2017. |
| ZK Zelený kopec       | Východní pohled do ZK Zelený kopec                                                                             | Horka-Domky | 2080150 | Kategorie „ZK Zelený kopec“ na Wikimedia Commons             | Zelený kopec je jednou ze zahrádkářských kolonií, které byl v květnu 2017 navrženy jako nové ulice a schváleny usnesením zastupitelstva města 11. května 2017. |

## Jejkov
| Název                 | Obrázek                                                                        | Umístění | Kód    | Galerie                                                        | Poznámka |
| --------------------- | ------------------------------------------------------------------------------ | -------- | ------ | -------------------------------------------------------------- | --- |
| Bedřicha Václavka     | Bedřicha Václavka, pohled směrem na křižovatku s ulicí Smila Osovského         | Jejkov   | 603171 | Kategorie „Bedřicha Václavka‎“ na Wikimedia Commons             | Ulice Bedřicha Václavka vychází jižně z křižovatky ulic Smila Osovského, Soukenická a Jejkovská brána, posléze vyúsťuje do Masarykova náměstí. Pojmenována je podle třebíčského rodáka, literárního kritika a historika Bedřicha Václavka, působil také jako levicový estetik a redaktor. Studoval na Gymnáziu Třebíč, zemřel v roce 1943 v Osvětimi. V době letních prázdnin roku 2021 byly rekonstruovány chodníky a přechody pro chodce v křižovatce ulic Jihlavská brána, Soukenická, Smila Osovského a Bedřicha Václavka. V roce 2022 byly na křižovatce ulic Bedřicha Václavka, Smila Osovského, Soukenická a Jejkovská brána instalovány chytré semafory s prioritizací městské hromadné dopravy. Také jsou součástí semaforů místa určená pro jízdní kola. |
| Hlavova               | Hlavova ulice, pohled směrem k jihu, od křižovatky s ulicí Smila Osovského     | Jejkov   | 605026 | Kategorie „Hlavova (Třebíč)“ na Wikimedia Commons              | Hlavova ulice vychází východně z ulice Smila Osovského, následně vyúsťuje do křižovatky ulic Smila Osovského a Kateřiny z Valdštejna. Pojmenována je po třebíčském správci sboru Janu Kapitovi. Ten patřil k překladatelům Bible kralické, byl autorem dvoudílné Postily. Ulice je pojmenována po českém překladu jeho příjmení, tj. Hlaváč či Hlava. |
| Hrotovická            | Severní pohled do Hrotovické ulice                                             | Jejkov   | 603708 | Kategorie „Hrotovická (Třebíč)“ na Wikimedia Commons           | Hrotovická ulice vychází jižně z nadjezdu nad Sportovní ulicí, druhá větev vychází z křižovatky Riegrovy a Sedlákovy ulice, tyto větve se spojují na kruhovém objezdu. Hrotovická ulice pak pokračuje až k jižnímu okraji města. Prochází převážně průmyslovými areály. Pojmenována je podle směru, na který míří, ulice byla výpadovkou na Hrotovice. Její část leží v bývalé městské části Kožichovice, další část pak v městské části Střítež – tam je nazvána jako Hrotovická-Průmyslová zóna. U areálu PBS bylo v listopadu 2022 otevřeno nové parkoviště i s cvičištěm pro autoškoly. |
| Husova                | Západní pohled do Husovy ulice                                                 | Jejkov   | 603716 | Kategorie „Husova (Třebíč)“ na Wikimedia Commons               | Husova ulice vychází jihovýchodně z Jungmannovy ulice, následně odbočuje a v prudkém kopci vyúsťuje do Bráfovy třídy. Na ulici leží Evangelický kostel. Pojmenována je po kazateli a reformátorovi Janu Husovi, ten byl rektorem pražské univerzity a následně byl odsouzen a upálen v Kostnici. V Třebíči je připomínán na nedalekém Evangelickém kostele pamětní deskou. Na konci roku 2021 bylo oznámeno, že ulice bude roku 2022 pokryta novým povrchem. |
| Chmelova              | Východní pohled do Chmelovy ulice                                              | Jejkov   | 605077 | Kategorie „Chmelova (Třebíč)‎“ na Wikimedia Commons             | Chmelova ulice vychází východně z ulice Kateřiny z Valdštejna, následně po svahem parku Lísčí končí jako slepá. Pojmenována je po třebíčském pedagogovi Josefu Chmelovi, zen působil v Hradci Králové jako národní buditel, překládal díla pro ochotnická divadla. |
| Janáčkovo stromořadí  | Janáčkovo stromořadí, pohled na východ                                         | Jejkov   | 605697 | Kategorie „Janáčkovo stromořadí (Třebíč)‎“ na Wikimedia Commons | Janáčkovo stromořadí vychází západně z lávky nad Sportovní ulicí, následně končí jako pěší stezka vedoucí na Purkyňovo náměstí kolem Nemocnice Třebíč. Je jedním z městských parků. Pojmenováno je po hudebním skladateli Leoši Janáčkovi, ten byl profesorem Brněnské konzervatoře. Byl autorem oper Její pastorkyňa, Káťa Kabanová, Příhody lišky Bystroušky, Věc Makropulos a dalších. |
| Jungmannova           | Západní pohled do Jungmannovy ulice                                            | Jejkov   | 605085 | Kategorie „Jungmannova (Třebíč)“ na Wikimedia Commons          | Jungmannova ulice vychází jihovýchodně z ulice Bedřicha Václavka, končí vyústěním do Bráfovy třídy. V listopadu roku 2019 byla ulice rekonstruována. Pojmenována je po jazykovědci a básníkovi Josefu Jungmannovi, byl také básníkem a jednou z osobností národního obrození. Také sestavil učebnici literární teorie a byl autorem velkého Slovníku česko-německého. V roce 2020 byl v ulici opraven plynovod. V druhé polovině roku 2020 byla ulice rekonstruována. Dokončení rekonstrukce ulice bylo plánováno na rok 2021. Rekonstrukce pak byla dokončena v tomto roce a následně byl v roce 2022 opraven povrch silnice. |
| Kateřiny z Valdštejna | Jižní pohled do ulice Kateřiny z Valdštejna                                    | Jejkov   | 603350 | Kategorie „Kateřiny z Valdštejna“ na Wikimedia Commons         | Ulice Kateřiny z Valdštejna vychází jižně z křižovatky ulic Smila Osovského, Hlavova a Cyrilometodějská, následně křižovatkou vyúsťuje do Husovy ulice. Na této ulici stojí Zimní stadion, ulice také vede okolo Máchových sadů. Pojmenována je po druhé manželce Smila Osovského z Doubravice Kateřině z Valdštejna, ta působila jako majitelka panství v Třebíči, zemřela v roce 1636 a je pohřbena v Třebíči. V druhé polovině roku 1991 byla ulice přejmenována na ulici Kateřiny z Valdštejna, do té doby se jmenovala Československo-sovětského přátelství. Důvod pojmenování navazujících ulic Kateřiny z Valdštejna a Smila Osovského bylo to, že tito byli manžely. Na konci roku 2021 bylo oznámeno, že ulice bude roku 2022 pokryta novým povrchem. |
| Otmarova              | Otmarova ulice, pohled na východ od křižovatky s ulicí Bedřicha Václavka       | Jejkov   | 605221 | Kategorie „Otmarova (Třebíč)“ na Wikimedia Commons             | Otmarova ulice vychází východně z ulice Bedřicha Václavka, posléze vyúsťuje do ulice Smila Osovského. Pojmenována je podle kapucínského mnicha z blízkého kláštera Otmara Sochora, ten mezi lety 1860 a 1875 učil žáky v němčině. Působil v kapucínském klášteře. |
| Průmyslová            | Východní pohled do Průmyslové ulice                                            | Jejkov   | 605271 | Kategorie „Průmyslová (Třebíč)“ na Wikimedia Commons           | Průmyslová ulice vychází severovýchodně z Hrotovické ulice, následně končí jako slepá ulice na kruhovém objezdu. Na ulici se nachází celní úřad a Západomoravská vysoká škola. Pojmenována je z toho důvodu, že po obou stranách ulice se nacházely a nachází průmyslové objekty. |
| Purkyňovo nám.        | Východní pohled na Purkyňovo náměstí                                           | Jejkov   | 605298 | Kategorie „Purkyňovo náměstí (Třebíč)‎“ na Wikimedia Commons    | Purkyňovo náměstí se nachází východně od konce Bráfovy třídy, na křižovatce s novým vyústěním Nádražní ulice a silnice I/23. Na náměstí se nachází vstup do Nemocnice Třebíč. Pojmenována je po přírodovědci a spisovateli Janovi Evangelistu Purkyněmu, ten se věnoval primárně stavbě buněk a stal se zakladatelem několika českých vědeckých časopisů. Od roku 2018 má novou podobu, která souvisí s přestavbou Nemocnice Třebíč. Odstraněna byla socha svatého Václava, ta byla umístěna do depozitáře a rozhoduje se o jejím dalším umístění. |
| Sirotčí               | Jižní část Sirotčí ulice s centrální jídelnou                                  | Jejkov   | 605361 | Kategorie „Sirotčí (Třebíč)“ na Wikimedia Commons              | Sirotčí ulice vychází jižně z ulice Bedřicha Václavka, následně vyúsťuje do Bráfovy třídy, na ulici je umístěna Centrální jídelna, Hotelová škola a vstup do Gymnázia Třebíč. Pojmenována je po sirotčinci, který dříve stál v prostorech parkoviště u vstupu do ulice, byl otevřen v roce 1891. |
| Smila Osovského       | Východní pohled do ulice Smila Osovského                                       | Jejkov   | 605379 | Kategorie „Smila Osovského‎“ na Wikimedia Commons               | Ulice Smila Osovského vychází východně z křižovatky ulic Bedřicha Václavka, Soukenická a Jejkovská Brána, posléze konči na Smetanově mostě, kde křižuje řeku Jihlavu. Pojmenována je podle šlechtice a majitele třebíčského panství Smila Osovského z Doubravice, byl synem Buriana Osovského a podporoval Jednotu bratrskou. Podporoval také cechy v Třebíči a také nechal založit urbář a vydal městské zřízení. V druhé polovině roku 1991 byla ulice znovu pojmenována Smila Osovského, do té doby se jmenovala Malinovského. V květnu roku 2019 byl na ulici položen nový povrch. V době letních prázdnin roku 2021 byly rekonstruovány chodníky a přechody pro chodce v křižovatce ulic Jihlavská brána, Soukenická, Smila Osovského a Bedřicha Václavka. V roce 2022 byly na křižovatce ulic Bedřicha Václavka, Smila Osovského, Soukenická a Jejkovská brána instalovány chytré semafory s prioritizací městské hromadné dopravy. Také jsou součástí semaforů místa určená pro jízdní kola. |
| Soukenická            | Soukenická ulice, most přes řeku Jihlavu, pohled na jih                        | Jejkov   | 604593 | Kategorie „Soukenická (Třebíč)‎“ na Wikimedia Commons           | Soukenická ulice vychází severně z křižovatky ulic Jejkovská brána, Bedřicha Václavka a Smila Osovského, následně po nově rekonstruované lávce překonává řeku Jihlavu a vyúsťuje do Zdislaviny ulice. Na začátku ulice stojí třebíčská hlavní pošta, ulice pak vede pod návrším Hrádek a přes Hasskovu zahradu. Pojmenována je po soukenickém cechu, který byl v Třebíči ustanoven kolem 70. let 15. století, posléze se třebíčským soukeníkům povedlo prodávat i do zahraničí. V roce 2020 byla v ulici položena přípojka optického kabelu. V době letních prázdnin roku 2021 byly rekonstruovány chodníky a přechody pro chodce v křižovatce ulic Jihlavská brána, Soukenická, Smila Osovského a Bedřicha Václavka. V roce 2022 byly na křižovatce ulic Bedřicha Václavka, Smila Osovského, Soukenická a Jejkovská brána instalovány chytré semafory s prioritizací městské hromadné dopravy. Také jsou součástí semaforů místa určená pro jízdní kola.                                           |
| Sportovní             | Sportovní ulice, pohled na severovýchod směrem ke křižovatce s ulicí Brněnskou | Jejkov   | 605425 | Kategorie „Sportovní (Třebíč)‎“ na Wikimedia Commons            | Sportovní ulice vychází východně z Bráfovy třídy a křižovatky s Hrotovickou ulicí, posléze pokračuje jako průtah Třebíčí a silnice I/23 směrem ke křižovatce s Rafaelovou (silnice II/360) a Brněnskou ulicí. Pojmenována je podle toho, že vede kolem hřiště Horáckého fotbalového klubu, vede kolem Janáčkova stromořadí a parku Lísčí, byla vybudována v devadesátých letech 20. století. V roce 1991 bylo navrženo a odloženo pojmenování nově budované části ulice spojující Brněnskou a Hrotovickou ulici jako Konečného ulice či ulice J. Konečného. V tu dobu v těch místech probíhaly stavební úpravy a nebylo jasné, jaká bude konečná podoba ulice. |
| Tylovo nábřeží        | Východní pohled na Tylovo nábřeží                                              | Jejkov   | 820407 | Kategorie „Tylovo nábřeží (Třebíč)‎“ na Wikimedia Commons       | |

## Nové Dvory
| Název            | Obrázek                                                     | Umístění   | Kód     | Galerie                                                         | Poznámka |
| ---------------- | ----------------------------------------------------------- | ---------- | ------- | --------------------------------------------------------------- | --- |
| Aug. Kratochvíla | Západní pohled do ulice Augustina Kratochvíla               | Nové Dvory | 603139  | Kategorie „Augustina Kratochvíla‎“ na Wikimedia Commons          | Ulice Augustina Kratochvíla vychází východně z Velkomeziříčské ulice, následně vyúsťuje do Benešovy ulice. Pojmenována je po faráři a historikovi Augustinu Kratochvílovi, působil jako redaktor Vlastivědy moravské a jako člen České královské společnosti nauk. Mezi lety 1915 a 1945 působil jako farář farnosti v Budišově u Třebíče. Na konci roku 2021 bylo oznámeno, že ulice bude roku 2022 pokryta novým povrchem. |
| Bartošova        | Východní pohled do Bartošovy ulice                          | Nové Dvory | 603147  | Kategorie „Bartošova (Třebíč)“ na Wikimedia Commons             | Bartošova ulice vychází západně z Velkomeziříčské ulice, následně křižuje Náhorní a Mezníkovu ulici a vyúsťuje do Mládežnické ulice. Pojmenována je po sběrateli lidových písní Františku Bartošovi, ten působil spolu s Leošem Janáčkem jako sběratel písní. Napsal sbírku Moravské písně. V roce 2024 byl rekonstruován povrch ulice. |
| Benešova         | Jižní pohled do Benešovy ulice                              | Nové Dvory | 603562  | Kategorie „Benešova (Třebíč)‎“ na Wikimedia Commons              | Benešova ulice vychází severně z Myslbekovy ulice, následně se rozvětvuje, kdy první větev končí jako slepá pěší stezka mezi panelovými domy. Druhá větev pak vyúsťuje do Velkomeziříčské ulice. Nachází se na ní mateřská škola a Základní škola Benešova. Pojmenována je po politikovi Edvardu Benešovi, ten působil jako ministr zahraničních věcí a od roku 1935 jako prezident Československa. Za druhé světové války emigroval a v Londýně vytvořil emigrantskou vládu, v roce pak byl zvolen prezidentem. V druhé polovině roku 1991 byla ulice přejmenována na ulici Benešova, do té doby se jmenovala Gagarinova. Původně se spekulovalo o použití názvu ulice Dr. E. Beneše, případně také podle malíře z Krahulova Bedřicha Vaníčka. K přejmenování na Vaníčkovu ulici nedošlo, neboť malíř již nebyl znám veřejnosti. Na konci roku 2021 bylo oznámeno, že ulice bude roku 2022 pokryta novým povrchem. |
| Branka           | Jižní pohled do ulice Branka                                | Nové Dvory | 603252  | Kategorie „Branka (Třebíč)“ na Wikimedia Commons                | Ulice Branka vychází severně z Cyrilometodějské ulice, následně vyúsťuje do Velkomeziříčské ulice. Pojmenována je podle tradiční branky do předměstské čtvrti Nové Dvory. |
| Brněnská         | Východní pohled do Brněnské ulice                           | Nové Dvory | 603261  | Kategorie „Brněnská (Třebíč)“ na Wikimedia Commons              | Brněnská ulice vychází západně z kruhového objezdu, kde se křižují ulice Cyrilometodějská, Velkomeziříčská a Brněnská. Následně prochází přes křižovatku s Rafaelovou a Sportovní ulicí, kde se zároveň křižují silnice II/360 a I/23, posléze pokračuje západně k okraji městské zástavby. Její část se nachází v bývalé městské části Kožichovice. Pojmenována je podle svého směru na Brno, kdy je výpadovkou na tento směr. V druhé polovině roku 1991 vznikla ulice rozdělením ulice B. Šmerala od křižovatky s Velkomeziříčskou ulicí k tehdejší křižovatce s Brněnskou ulicí. O vhodnosti přejmenování se dlouho diskutovalo, neboť význam Bohumíra Šmerala byl značný. Brněnská ulice v délce 200 metrů nedaleko supermarketu Kaufland byla v roce 2017 rekonstruována. Dále pak proběhla první část rekonstrukce mostku při výpadovce na Vladislav. V květnu 2019 byly zahájeny práce na nové, 26 metrů v průměru velké, kruhové křižovatce s ulicemi Cyrilometodějská a Velkomeziříčská. V roce 2020 by měla být ulice opravena, od nového kruhového objezdu až po supermarket Lidl. V květnu 2020 byl na ulici Brněnskou položen nový povrch. |
| C. Boudy         | Východní pohled do ulice Cyrila Boudy                       | Nové Dvory | 604836  | Kategorie „Cyrila Boudy (Třebíč)“ na Wikimedia Commons          | Ulice Cyrila Boudy vychází západně z Velkomeziříčské ulice a následně vyúsťuje do Dukovanské ulice. Pojmenována je dle malíři a grafikovi Cyrilu Boudovi, který učil výtvarné umění na Karlově univerzitě. Primárně byl knižním ilustrátorem a také namaloval velký obraz celkového pohledu na Třebíč z návrší Hrádek. V roce 1961 měl velkou výstavu v kamenném sálu Zámku Třebíč a pak v letech 1966 a 1976 v Knihovně Třebíč. Jeho manželka pocházela z Třebíče. V druhé polovině roku 1991 byla ulice přejmenována na ulici Cyrila Boudy, do té doby byla pojmenována jako Voroněžská ulice. Původně se spekulovalo o použití názvu ulice C. Boudy. |
| Cyrilometodějská | Východní pohled do Cyrilometodějské ulice                   | Nové Dvory | 603228  | Kategorie „Cyrilometodějská (Třebíč)‎“ na Wikimedia Commons      | Cyrilometodějská ulice vychází západně z kruhového objezdu, kde se křižují ulice Cyrilometodějská, Velkomeziříčská a Brněnská. Následně se na Smetanově mostě transformuje v ulici Smila Osovského. Pojmenována je podle svatých Cyrila a Metoděje, kteří přišli v 9. století na Moravu. V Třebíči jsou připomenuti sousoším Cyrila a Metoděje na Karlově náměstí. V druhé polovině roku 1991 vznikla ulice rozdělením ulice B. Šmerala od Smetanova mostu ke křižovatce s Velkomeziříčskou ulicí. O vhodnosti přejmenování se dlouho diskutovalo, neboť význam Bohumíra Šmerala byl značný. V květnu 2019 byly zahájeny práce na nové, 26 metrů v průměru velké, kruhové křižovatce s ulicemi Velkomeziříčská a Brněnská. V červnu byla stavba ukončena, navíc byl opraven povrch ulice Cyrilometodějská. |
| Cyrilova         | Západní pohled do Cyrilovy ulice                            | Nové Dvory | 603325  | Kategorie „Cyrilova (Třebíč)“ na Wikimedia Commons              | Cyrilova ulice vychází z křižovatky ulic Zdislavina a Viktorinova v třebíčské Kočičině, následně vede podél Týnského potoka do Týnského údolí, končí ve východní části Týnského údolí pod mostem. Pojmenována je po kazateli Janovi Cyrilu Třebíčském, ten korunoval Bedřicha Falckého a jeho dcera se stala manželkou J. A. Komenského. Zemřel v Lešně. |
| Čajkovského      | Východní pohled do Čajkovského ulice                        | Nové Dvory | 603333  | Kategorie „Čajkovského (Třebíč)“ na Wikimedia Commons           | Čajkovského ulice vychází východně z Benešovy ulice, následně končí jako slepá parkovištěm u Rafaelovy ulice. Pojmenována je po ruském hudebním skladateli Petrovi Iljiči Čajkovském, ten skládal primárně opery a baletní hry. Mimo jiné je autorem baletní hry Labutí jezero. |
| Dr. Holubce      | Jižní pohled do ulice Dr. Holubce                           | Nové Dvory | 603414  | Kategorie „Dr. Holubce (Třebíč)“ na Wikimedia Commons           | Ulice Dr. Holubce vychází jihozápadně z Míčovy ulice, následně vyúsťuje do ulice Jaroslava Heyrovského. Pojmenována je po třebíčském lékaři Karlu Holubcovi, ten působil jako primář v Nemocnici Třebíč. V době občanské války ve Španělsku s manželkou působil v lazaretu J. A. Komenského ve Španělsku. V druhé světové válce působil ve Vinohradské nemocnici v Praze. |
| Dukovanská       | Jižní pohled do Dukovanské ulice                            | Nové Dvory | 603465  | Kategorie „Dukovanská (Třebíč)“ na Wikimedia Commons            | Dukovanská ulice vychází jižně z Míčovy ulice přes parkoviště, následně vyúsťuje do ulice Jaroslava Heyrovského. Pojmenována je stejně jako ulice Energetiků z důvodu, že první obyvatelé domů na těchto ulicích pracovali v Jaderné elektrárně Dukovany. |
| Eliášova         | Západní pohled do Eliášovy ulice                            | Nové Dvory | 603481  | Kategorie „Eliášova (Třebíč)“ na Wikimedia Commons              | Eliášova ulice vychází západně z Viktorinovy ulice, následně končí jako slepá, kdy z ní vychází pěší stezka, která vyúsťuje zpět do Viktorinovy ulice. Pojmenována je po hudebním skladateli Eliáši Histurgicovi, ten byl mimo jiné správcem luteránské církve v Třebíči. |
| Energetiků       | Severní pohled do ulice Energetiků                          | Nové Dvory | 603503  | Kategorie „Energetiků (Třebíč)“ na Wikimedia Commons            | Ulice Energetiků vychází severně z Mládežnické ulice, končí jako slepá. Pojmenována je podobně jako Dukovanská ulice v souvislosti, že většina původních obyvatel pracovala v Jaderné elektrárně Dukovany. Ulice nebyla po sametové revoluci přejmenována, neboť, povolání energetiků bylo dříve i po revoluci v Třebíči časté. |
| Fr. Hrubína      | Východní pohled do ulice Františak Hrubína                  | Nové Dvory | 603538  | Kategorie „Fr. Hrubína (Třebíč)“ na Wikimedia Commons           | Ulice Františka Hrubína vychází jižně z ulice Marie Majerové, následně vytváří okruh kolem mateřské školy a končí jako slepá pod počátkem mostu přes Týnské údolí, vede po okraji Týnského údolí. Pojmenována je po básníkovi a prozaikovi Františku Hrubínovi, působil také jako překladatel a dětský spisovatel. |
| Gen. Fanty       | Západní pohled do ulice Generála Fanty                      | Nové Dvory | 603571  | Kategorie „Gen. Fanty (Třebíč)“ na Wikimedia Commons            | Ulice Generála Fanty vychází jihovýchodně z ulice Kapitána Nálepky, následně končí jako slepá mezi řadovými domy. Pojmenována je po třebíčském legionáři Františku Fantovi, ten se účastnil prvního i druhého národního odboje, v první světové válce bojoval v Rusku. V druhé světové válce pak bojoval ve Francii. |
| Gen. Sochora     | Východní pohled do ulice Generála Sochora                   | Nové Dvory | 603589  | Kategorie „Gen. Sochora (Třebíč)“ na Wikimedia Commons          | Ulice Generála Sochora vychází jihozápadně z ulice Kapitána Nálepky, následně končí vyústěním do ulice Generála Fanty. Pojmenována je po legionáři Antonínu Sochorovi, ten bojoval v bitvách u Sokolova, Kyjeva a na Dukle. Obdržel ocenění Hrdina SSSR, zemřel při autonehodě. |
| Gen. Svobody     | Východní pohled do ulice Generála Svobody                   | Nové Dvory | 603597  | Kategorie „Gen. Svobody (Třebíč)“ na Wikimedia Commons          | Ulice Generála Svobody vychází severozápadně z ulice Kapitána Jaroše, následně se rozvětvuje, kdy první větev končí u lesa u okraje Týnského údolí, druhá větev pak vyúsťuje do ulice Kapitána Nálepky. Pojmenována je po prezidentovi a vojákovi Ludvíku Svobodovi, ten se narodil v Hroznatíně nedaleko Třebíče. Bojoval v první světové válce, bojoval v bitvě u Zborova a v druhé světové válce řídil československou legii v SSSR. Bojoval v bitvách u Sokolova, u Kyjeva a také na Dukle. Později se stal ministrem národní obrany a také prezidentem ČSSR. |
| Hybešova         | Východní pohled do Hybešovy ulice                           | Nové Dvory | 603724  | Kategorie „Hybešova (Třebíč)“ na Wikimedia Commons              | Hybešova ulice vychází západně z ulice Branka, následně vyúsťuje do Náhorní ulice. Pojmenována je po spoluzakladateli české sociální demokracie Josefu Hybešovi, ten byl pracovníkem dělnického hnutí. Byl také redaktorem dělnických novin, později byl poslancem říšské rady. Působil také v třebíčském dělnickém hnutí. Roku 2019 byl opraven povrch ulice. |
| I. Olbrachta     | Západní pohled do ulice Ivana Olbrachta                     | Nové Dvory | 603732  | Kategorie „Ivana Olbrachta (Třebíč)“ na Wikimedia Commons       | Ulice Ivana Olbrachta vychází západně z ulice Jaroslava Haška, následně vyúsťuje na parkovišti do téže ulice. Pojmenována je po spisovateli Ivanu Olbrachtovi, primárně psal povídky a sociální romány, napsal román Nikola Šuhaj loupežník. |
| Jar. Haška       | Západní pohled do ulice Jaroslava Haška                     | Nové Dvory | 603759  | Kategorie „Jaroslava Haška (Třebíč)“ na Wikimedia Commons       | Ulice Jaroslava Haška vychází severně z ulice Marie Majerové, následně se rozvětvuje, kdy první větev vede zpět do ulice Marie Majerové, druhá větev vede k dalšímu rozvětvení k lesu nad Týnským údolím, vede kolem ZŠ Kpt. Jaroše, končí pak u mateřské školy. Pojmenována je po spisovateli a novináři Jaroslavu Haškovi, ten psal mimo jiné i romány, z nichž nejznámější je román Osudy dobrého vojáka Švejka za světové války. |
| Jar. Heyrovského | Západní pohled do ulice Jaroslava Heyrovského               | Nové Dvory | 603767  | Kategorie „Jaroslava Heyrovského (Třebíč)“ na Wikimedia Commons | Ulice Jaroslava Heyrovského vychází západně z parkoviště u ulice Míčova, následně se rozvětvuje, kdy první větev vede do východní části Týnského údolí, druhá větev pak vyúsťuje do ulice Kapitána Jaroše. Pojmenována je po fyzikovi Jaroslavu Heyrovském, ten působil na Univerzitě Karlově a v Československé akademii věd. V roce 1959 získal Nobelovu cenu za chemii, za objev polarografické metody. |
| Jelínkova        | Západní pohled do Jelínkovy ulice                           | Nové Dvory | 603783  | Kategorie „Jelínkova (Třebíč)“ na Wikimedia Commons             | Jelínkova ulice vychází západně z křižovatky ulic Velkomeziříčská a Modřínová, následně křižuje Náhorní a Mezníkovu ulici, vede kolem Zdravotního střediska Hájek a končí na mostě nad východní částí Týnského údolí. Pojmenována je po třebíčském učiteli Janovi Jaroslavu Jelínkovi, ten v Třebíči působil mezi lety 1857 a 1896, v roce 1871 založil Učitelskou jednotu okresu Třebíč a v roce 1882 pokračovací školu. Byl včelařem. V roce 2021 proběhla plánovaná rekonstrukce ulice. Další část ulice byla rekonstruována část Jelínkovy ulice, kde se vyměnily inženýrské sítě. |
| Kpt. Jaroše      | Severní pohled do ulice Kapitána Jaroše                     | Nové Dvory | 603953  | Kategorie „Kpt. Jaroše (Třebíč)“ na Wikimedia Commons           | Ulice Kpt. Jaroše vychází severovýchodně z ulice Marie Majerové, následně vyúsťuje křižovatkou do Míčovy ulice. Pojmenována je po vojákovi Otakaru Jarošovi, ten padl v bitvě u Sokolova v březnu 1943. Obdržel in memoriam ocenění Hrdina SSSR. |
| Kpt. Nálepky     | Jižní pohled do ulice Kapitána Nálepky                      | Nové Dvory | 603961  | Kategorie „Kpt. Nálepky (Třebíč)“ na Wikimedia Commons          | Ulice Kpt. Nálepky vychází severovýchodně od okraje Týnského údolí, následně křižovatkou vyúsťuje do Krajinovy ulice. Pojmenována je po slovenském vojákovi Jánu Nálepkovi, ten byl organizátorem protifašistického hnutí a působil ve slovenské armádě, zemřel na Ukrajině. Obdržel in memoriam ocenění Hrdina SSSR a Řád Bílého lva. |
| Krajinova        | Západní pohled do Krajinovy ulice                           | Nové Dvory | 603295  | Kategorie „Krajinova (Třebíč)“ na Wikimedia Commons             | Krajinova ulice vychází severozápadně z ulice Kpt. Jaroše, následně končí jako slepá u průmyslové budovy. V ulici stojí řadové domy. Pojmenována je po třebíčském pedagogovi Emanuelu Krajinovi, ten působil jako ředitel třebíčské Masarykovy školy, jako dirigent a jednatel Okrašlovacího spolku. V roce 1942 byl popraven v Brně. Emanuel Krajina mladší pak působil v armádě a posléze zahynul při dopravní nehodě. V druhé polovině roku 1991 byla ulice přejmenována na ulici Krajinova, do té doby se jmenovala Buzulucká. Pojmenována byla podle Emanuelu Krajinovi, kdy bylo nutné zmínit, že ten zahynul v Kounicových kolejích a ne v koncentračním táboře. |
| Křížová          | Jižní pohled do Křížové ulice                               | Nové Dvory | 603996  | Kategorie „Křížová (Třebíč)“ na Wikimedia Commons               | Křížová ulice vychází severovýchodně z Tkalcovské ulice následně vede do příkrého kopce a vyúsťuje do křižovatky ulic Branka a Wolkerova. Pojmenována je podle velkého kamenného kříže stávajícího v dolní částí ulice (ten byl povalen a na jeho místě byl v roce 1970 postaven nový kamenný kříž), na druhém konci ulice pak stojí železný kříž z roku 1810. V roce 2019 bylo oznámeno. že se připravuje komplexní rekonstrukce ulice. |
| Kyjevská         | Severní pohled do Kyjevské ulice                            | Nové Dvory | 604020  | Kategorie „Kyjevská (Třebíč)“ na Wikimedia Commons              | Kyjevská vychází východně ze Školní ulice, na kterou se pak následně znovu napojuje. Pojmenována je podle Kyjevu, ten je hlavním městem Ukrajiny. V květnu roku 2022 byla ulice rekonstruována. |
| M. Majerové      | Západní pohled do ulice Marie Majerové                      | Nové Dvory | 604101  | Kategorie „Marie Majerové (Třebíč)“ na Wikimedia Commons        | Ulice Marie Majerové vychází západně z mostu nad východní částí Týnského údolí, posléze vede dále přes most přes západní část Týnského údolí a končí na kruhovém objezdu, kde křižuje Budíkovickou a Táborskou ulici. Pojmenována je po spisovatelce a novinářce Marie Majerové, ta psala primárně témata sociální. V roce 1991 se uvažovalo o přejmenování ulice na ulici Dr. M. Horákové, případně na ulici Na Čápce, k přejmenování nedošlo, neboť původní pojmenování Na Čápce již obyvatelstvo neznalo. V roce 2019 v rámci projektů z participativního rozpočtu byl v ulici opraven chodník. V roce 2021 je plánována rekonstrukce ulice. |
| Manž. Curieových | Jižní pohled do ulice Manželů Curieových                    | Nové Dvory | 604119  | Kategorie „Manž. Curieových“ na Wikimedia Commons               | Ulice Manželů Curieových vychází severně z Míčovy ulice, následně se rozvětvuje a končí jako slepá, druhá větev vyúsťuje do Velkomeziříčské ulice. Na ulici se nachází SPŠT Třebíč. Pojmenována je podle manželů Curieových, tj. vědkyně Marie Curie-Sklodowské a vědce Pierra Curie. Oba získali Nobelovu cenu. |
| Maxima Gorkého   | Východní pohled do Maxima Gorkého                           | Nové Dvory | 604143  | Kategorie „Maxima Gorkého (Třebíč)“ na Wikimedia Commons        | Ulice Maxima Gorkého vychází východně z Benešovy ulice, posléze končí jako slepá na blízkém parkovišti. Pojmenována je po ruském spisovateli Maximu Gorkém, ten působil ve 20. století. |
| Mezníkova        | Jižní pohled do Mezníkovy ulice                             | Nové Dvory | 604160  | Kategorie „Mezníkova (Třebíč)“ na Wikimedia Commons             | Mezníkova ulice vychází severně z Jelínkovy ulice, křižuje Bartošovu ulici a následně končí vyústěním v ulici U Studánky. Pojmenována je po právníkovi a politikovi Antonínu Mezníkovi, byl poslancem za Třebíč. |
| Míčova           | Východní pohled do Míčovy ulice                             | Nové Dvory | 605182  | Kategorie „Míčova (Třebíč)“ na Wikimedia Commons                | Míčova ulice vychází západně z kruhového objezdu na Velkomeziříčské ulici, posléze prochází celým horním okrajem města, kdy následně vyúsťuje do Táborské ulice. Poblíž ulice se nachází SPŠT Třebíč a také domov pro seniory. Pojmenována je po hudebním skladateli Františkovi Václavu Míčovi, ten mimo jiné řídil zámeckou kapelu v Jaroměřicích nad Rokytnou. |
| Mikuláškova      | Západní pohled do Mikuláškovy ulice                         | Nové Dvory | 604453  | Kategorie „Mikuláškova (Třebíč)“ na Wikimedia Commons           | Mikuláškova ulice vychází západně z Velkomeziříčské ulice, následně končí jako slepá mezi panelovými domy. Pojmenována je po básníkovi Oldřichu Mikuláškovi, byl redaktorem novin a časopisů, mimo jiné Lidových novin či Rovnosti. O Třebíči se zmínil v Baladě o Smrtelné ulici v Třebíči. V druhé polovině roku 1991 byla ulice přejmenována na ulici Mikuláškovu, do té doby byla pojmenována jako Pavlovská ulice. Původně se spekulovalo o použití názvu ulice O. Mikuláška. |
| Mírová           | Jižní pohled do Mírové ulice                                | Nové Dvory | 604178  | Kategorie „Mírová (Třebíč)“ na Wikimedia Commons                | Mírová ulice vychází jihozápadně z ulice Jaroslava Heyrovského, následně končí na okraji návrší Hájek. Pojmenována je na počest poselství míru jako přání lidí na planetě Zemi. |
| Mládežnická      | Jižní pohled do Mládežnické ulice                           | Nové Dvory | 604186  | Kategorie „Mládežnická (Třebíč)“ na Wikimedia Commons           | Mládežnická ulice vychází severně z Jelínkovy ulice, následně se spojuje s Polní ulicí. Na ulici se nachází Aquapark Laguna a Klub Hájek. Pojmenována je podle úlohy mladé generace v budoucnosti regionu. V roce 1991 se přemýšlelo o přejmenování na ulici F. V. Míči, k přejmenování nedošlo. |
| Modřínová        | Východní pohled do Modřínové ulice                          | Nové Dvory | 603911  | Kategorie „Modřínová (Třebíč)“ na Wikimedia Commons             | Modřínová ulice vychází východně z křižovatky Velkomeziříčské a Jelínkovy ulice, následně kruhovým objezdem křižuje Samešovu ulici, překonává mostem Rafaelovu ulici a následně končí na křižovatce s ulicí Na Kopcích. Pojmenována je podle modřínů stojících nedaleko ZŠ Benešova. V druhé polovině roku 1991 byla ulice přejmenována na ulici Modřínová, do té doby se jmenovala Koněvova. Původně se spekulovalo o přejmenování ulici Babických mučedníků, případně také se přemýšlelo o nazvání ulice dle vyústění, tj. na Vladislavskou ulici. V roce 2023 byl opraven povrch ulice a to v úseku od Hotelu Atom po křížení se Samešovou ulicí. |
| Moskevská        | Západní pohled do Moskevské ulice                           | Nové Dvory | 604208  | Kategorie „Moskevská (Třebíč)“ na Wikimedia Commons             | Moskevská ulice vychází západně z Benešovy ulice, následně končí jako slepá u Velkomeziříčské ulice. Pojmenována je podle města Moskvy, stejně jako okolní ulice, které jsou pojmenovány podle měst ležících východně od České republiky či podle osobností z těchto zemí. |
| Myslbekova       | Západní pohled do Myslbekovy ulice                          | Nové Dvory | 604224  | Kategorie „Myslbekova (Třebíč)“ na Wikimedia Commons            | Myslbekova ulice vychází jihovýchodně z Trnavské ulice, končí křižovatkou s Benešovou ulicí. Pojmenována je po sochaři Josefovi Václavu Myslbekovi, ten byl také profesorem Akademie výtvarných umění v Praze. Působil jako monumentální realista, byl jedním z těch, kteří navrhovali sousoší Cyrila a Metoděje na Karlově náměstí v Třebíči, model sousoší byl v roce 1870 vystaven v Třebíč. Návrh sousoší nakonec z finančních důvodů připravil Ludvík Šimek a sousoší pak zhotovil Bernard Otto Seeling. |
| Na Svahu         | Jižní pohled do ulice Na Svahu                              | Nové Dvory | 603287  | Kategorie „Na Svahu (Třebíč)“ na Wikimedia Commons              | Ulice Na Svahu vychází jihozápadně z Jelínkovy ulice, následně se rozvětvuje a končí jako slepá. Nachází se na ní poliklinika Hájek. Pojmenována je podle umístění nad Týnským údolím. V druhé polovině roku 1991 byla ulice přejmenována na ulici Na Potoce, do té doby se jmenovala Budovatelská. Pojmenována byla podle situace, uvažovalo se také o pojmenování jako ulice Krškova, tj. podle představitele hasičů Tituse Kršky. |
| Nad Babou        | Západní pohled do ulice Nad Babou                           | Nové Dvory | 604313  | Kategorie „Nad Babou (Třebíč)“ na Wikimedia Commons             | Ulice Nad Babou vychází severozápadně ze Zdislaviny ulice, následně se mění v pěší cestu, které vede k rybníku Baba a do Týnského údolí. Pojmenována je podle blízkého rybníka Baba, resp. hovorově Babáku. |
| Náhorní          | Severní pohled do Náhorní ulice                             | Nové Dvory | 604348  | Kategorie „Náhorní (Třebíč)“ na Wikimedia Commons               | Náhorní ulice vychází severně z křižovatky ulic Wolkerovy a Obránců míru, posléze křižuje Viktorinovu, Jelínkovu a Bartošovu ulici, končí křižovatkou s ulicí U Studánky. Pojmenována je podle toho, že je na mírném svahu. |
| Novodvorská      | Východní pohled do Novodvorské ulice                        | Nové Dvory | 604402  | Kategorie „Novodvorská (Třebíč)‎“ na Wikimedia Commons           | Novodvorská ulice vychází jižně z Velkomeziříčské ulice, následně vyúsťuje do Modřínové ulice. Pojmenována je podle názvu čtvrti a také dle nových dvorců, které stály nedaleko umístění ulice. Je jednou z nejdelších ulic na Nových Dvorech. V roce 2019 v rámci hlasování o participativním rozpočtu se jeden z vítězných projektů týkal rekonstrukce a rozšíření dětského hřiště u ulice Novodvorská, v listopadu roku 2020 bylo dokončeno. |
| Obránců míru     | Západní pohled do ulice Obránců Míru                        | Nové Dvory | 604411  | Kategorie „Obránců míru (Třebíč)“ na Wikimedia Commons          | Ulice Obránců míru vychází z ulice Náhorní, na kterou se po obkroužení mateřské školy opět napojuje. Pojmenována je podle obránců míru. |
| Pod Hrádkem      | Západní pohled do ulice Pod Hrádkem                         | Nové Dvory | 604461  | Kategorie „Pod Hrádkem (Třebíč)“ na Wikimedia Commons           | Ulice Pod Hrádkem vychází jihozápadně z ulice Nad Babou, následně končí pod svahem návrší Hrádek. Posléze z konce ulice vychází pěší stezka na návrší. Pojmenována je podle toho, že stezka vede dále na návrší Hrádek, je jednou z nejužších ulic ve městě. |
| Polní            | Jižní pohled do Polní ulice                                 | Nové Dvory | 604518  | Kategorie „Polní (Třebíč)“ na Wikimedia Commons                 | Polní ulice vychází severně z ulice U Studánky, posléze se spojuje s Mládežnickou ulicí. Pojmenována je z toho důvodu, že v době, kdy se stavělo blízké sídliště tato cesta vedla mezi poli. |
| Rafaelova        | Rafaelova ulice, pohled na jihovýchod z Novodvorského mostu | Nové Dvory | 604551  | Kategorie „Rafaelova (Třebíč)“ na Wikimedia Commons             | Rafaelova ulice vychází jihovýchodně z Velkomeziříčské ulice, pokračuje jako silnice II/360 a vyúsťuje do Brněnské ulice. Pojmenována je po šlechtici Janovi Raffaelu Chroustevském z Chroustevic a Malovar, ten byl majitelem myslibořického, černského a rudovského panství, v roce 1614 koupil dům v Třebíči. Také vlastnil za městem vinice a chmelnice, které pak daroval Třebíči. Po bitvě na Bílé hoře byl potrestán a v emigraci zemřel. V roce 2017 byla Rafaelova ulice rekonstruována. |
| Samešova         | Západní pohled do Samešovy ulice                            | Nové Dvory | 605638  | Kategorie „Samešova (Třebíč)‎“ na Wikimedia Commons              | Samešova ulice vychází východně z Velkomeziříčské ulice, následně kruhovým objezdem křižuje Modřínovou ulici a vyúsťuje do Rafaelovy ulice na silnici II/360. Pojmenována je po třebíčském historikovi a archiváři Vincencovi Samešovi, ten učil dějepis a zeměpis na Gymnáziu Třebíč, posléze byl mezi lety 1953 a 1962 ředitelem tehdejší Střední zdravotnické školy. Za druhé světové války byl členem protifašistické organizace Obrana národa a byl uvězněn. V roce 2020 bude opraven povrch silnice. Oprava proběhla v červnu tohoto roku. |
| Soukenická       | Severní pohled do spodní části Soukenické ulice             | Nové Dvory | 604593  | Kategorie „Soukenická (Třebíč)“ na Wikimedia Commons            | Soukenická ulice vychází severně z křižovatky ulic Jejkovská brána, Bedřicha Václavka a Smila Osovského, následně po nově rekonstruované lávce překonává řeku Jihlavu a vyúsťuje do Zdislaviny ulice. Na začátku ulice stojí třebíčská hlavní pošta, ulice pak vede pod návrším Hrádek a přes Hasskovu zahradu. Pojmenována je po soukenickém cechu, který byl v Třebíči ustanoven kolem 70. let 15. století, posléze se třebíčským soukeníkům povedlo prodávat i do zahraničí. V době letních prázdnin roku 2021 byly rekonstruovány chodníky a přechody pro chodce v křižovatce ulic Jihlavská brána, Soukenická, Smila Osovského a Bedřicha Václavka. V roce 2022 byly na křižovatce ulic Bedřicha Václavka, Smila Osovského, Soukenická a Jejkovská brána instalovány chytré semafory s prioritizací městské hromadné dopravy. Také jsou součástí semaforů místa určená pro jízdní kola. |
| Školní           | Jižní pohled do Školní ulice                                | Nové Dvory | 605468  | Kategorie „Školní (Třebíč)“ na Wikimedia Commons                | Školní ulice vychází jižně z ulice Maxima Gorkého, následně se spojuje s Kyjevskou ulicí. Pojmenována je po sousedním areálu ZŠ Benešova. V květnu roku 2022 byla ulice rekonstruována. |
| Švecova          | Západní pohled do Švecovy ulice                             | Nové Dvory | 605492  | Kategorie „Švecova (Třebíč)“ na Wikimedia Commons               | Švecova ulice vychází severozápadně z ulice Kapitána Nálepky, následně z ní pokračuje pěší cesta do Týnského údolí. Na ulici jsou postaveny řadové domy. Pojmenována je po plukovníku Josefu Jiřímu Švecovi, ten působil před první světovou válkou v Třebíči jako pedagog, ve válce pak působil jako legionář, a z důvodu neuposlechnutí rozkazu jeho mužstva spáchal sebevraždu. V druhé polovině roku 1991 byla ulice přejmenována na ulici Švecovu, do té doby byla pojmenována kpt. Nálepky, resp. jako Švecova ulice byla pojmenována západní výspa ulice kpt. Nálepky. Původně se spekulovalo o použití názvu ulice ??? Švece, kdy první část názvu měla být pojmenována později. |
| Tkalcovská       | Západní pohled do Tkalcovské ulice                          | Nové Dvory | 604674  | Kategorie „Tkalcovská (Třebíč)‎“ na Wikimedia Commons            | Tkalcovská ulice vychází západně z ulice Branka a následně končí vyústěním do Cyrilometodějské ulice. Pojmenována je po tkalcích z Třebíče, cech tkalců působil v Třebíči od roku 1523, dílny pak stály většinou na předměstí. V roce 2019 byla Tkalcovská ulice opravena. |
| Tolstého         | Západní pohled do Tolstého ulice                            | Nové Dvory | 604682  | Kategorie „Tolstého (Třebíč)“ na Wikimedia Commons              | Tolstého ulice vychází západně z Benešovy ulice a končí na parkovišti. Pojmenována je podle spisovatele Lva Nikolajeviče Tolstého. |
| Trnavská         | Jižní pohled do Trnavské ulice                              | Nové Dvory | 604704  | Kategorie „Trnavská (Třebíč)“ na Wikimedia Commons              | Trnavská ulice začíná za obchodním domem na Modřínové ulici, končí pak vyústěním do ulice Augustina Kratochvíla. Pojmenována je podle dávné stezky a směřuje směrem k rybníku Židloch a směrem k obci Trnava. |
| U Obrázku        | Východní pohled do ulice U Obrázku                          | Nové Dvory | 2680050 | Kategorie „U Obrázku (Třebíč)“ na Wikimedia Commons             | Ulice U Obrázku vychází východně z Rafaelovy ulice, je součástí nově budované průmyslové zóny. Je pojmenována podle obrázků, které v místech původní cesty byly dříve umístěny. |
| U Studánky       | Západní pohled do ulice U Studánky                          | Nové Dvory | 604771  | Kategorie „U Studánky (Třebíč)“ na Wikimedia Commons            | Ulice U Studánky vychází západně z Velkomeziříčská a končí vyústěním do ulice Mládežnická. Na ulici se nachází rodinné domy. Pojmenována byla podle studánky, která stála v místech ulice dřív, než byly postaveny rodinné domy. |
| Velkomeziříčská  | Západní pohled do Velkomeziříčské ulice                     | Nové Dvory | 604801  | Kategorie „Velkomeziříčská (Třebíč)“ na Wikimedia Commons       | Velkomeziříčská ulice vychází severně z kruhového objezdu spojujícího ulice Brněnskou a Cyrilometodějskou, následně končí na severním okraji města jako výpadovka na Velké Meziříčí. Ulice byla pojmenována právě kvůli svému směru na Velké Meziříčí. V květnu 2019 byly zahájeny práce na nové, 26 metrů v průměru velké, kruhové křižovatce s ulicemi Cyrilometodějská a Brněnská. Roku 2019 byl vybudován nový chodník ve Velkomeziříčské ulici. V říjnu a listopadu byla ulice neprůjezdná. Pokračování stavby chodníku k novému kruhovému objezdu s ulicemi Cyrilometodějská a Brněnská, k opravě pak došlo v květnu tohoto roku. V roce 2023 byl opraven povrch ulice ke spojce s Rafaelovou ulicí. V roce 2025 začne první ze tří fází velké rekonstrukce ulice, první etapa je plánována od křižovatky s Míčovou ulicí po křižovatku s ulicemi U Studánky a Augustina Kratochvíla, další etapa proběhne v letech 2026 a 2027 a to až ke křižovatce u hotelu Atom. Poslední etapa pak proběhne v následujících letech a povede ke křižovatce s Brněnskou ulicí.                                                                                  |
| Viktorinova      | Západní pohled do Viktorinovy ulice                         | Nové Dvory | 604810  | Kategorie „Viktorinova (Třebíč)“ na Wikimedia Commons           | Viktorinova ulice vychází severovýchodně ze spojení ulic Cyrilova a Zdislavina a končí slepým zakončením téměř u ulice Velkomeziříčská. Pojmenována je podle Viktorinovi z Poděbrad, jež byl synem Jiřího z Poděbrad a zúčastnil se bitvy o Třebíč, kde bránil město a svého bratra proti vojskům Matyáše Korvína. |
| Wolkerova        | Východní pohled do Wolkerovy ulice                          | Nové Dvory | 604844  | Kategorie „Wolkerova (Třebíč)“ na Wikimedia Commons             | Wolkerova ulice vychází východně z ulice Branka, následně ji spojuje s ulicemi Obránců míru a Náhorní. Pojmenována je podle proletářského básníka Jiřího Wolkera. |
| Zdislavina       | Zdislavina ulice, pohled na sever od řeky Jihlavy           | Nové Dvory | 604909  | Kategorie „Zdislavina (Třebíč)“ na Wikimedia Commons            | Zdislavina ulice vybíhá západně z ulice Cyrilometodějské a prochází údolím Týnského potoka pod návrším Hrádek, prochází také celou oblastí tzv. Kočičiny, končí pak na rozcestí ulic Viktorinovy a Cyrilovy. Pojmenována je po Zdislavě ze Sezimova Ústí, která byla vdovou po Rudolfovi z Valdštejna a po jeho úmrtí byla správkyní třebíčského panství, jejich syn v tu dobu byl ještě nezletilý a nemohl panství spravovat. Netrestala poddané a umožňovala také to, že se na panství mohli usadit nekatolíci. V roce 2019 byla ulice rekonstruována. Při rekonstrukci byly do silnice usazeny i retardéry pro zpomalení provozu. V plánu je i úprava parkování a vydání parkovacích karet pro rezidenty. |
| Zvěřinova        | Západní pohled do Zvěřinovy ulice                           | Nové Dvory | 604917  | Kategorie „Zvěřinova (Třebíč)“ na Wikimedia Commons             | Zvěřinova ulice vychází severozápadně z Křížové ulice, následně končí spojením s Tkalcovskou ulicí. Pojmenována je podle malíře z Hrotovic Bohumíra Zvěřiny, ten kreslil resp. maloval primárně akvarely z Moravy či Balkánu. V roce 2019 byla Zvěřinova ulice opravena. |

## Nové Město
| Název            | Obrázek                                                                 | Umístění   | Kód     | Galerie                                                    | Poznámka |
| ---------------- | ----------------------------------------------------------------------- | ---------- | ------- | ---------------------------------------------------------- | --- |
| Boženy Němcové   | Západní pohled do ulice Boženy Němcové                                  | Nové Město | 603244  | Kategorie „Boženy Němcové (Třebíč)‎“ na Wikimedia Commons   | Ulice Boženy Němcové vychází západně z Velkomeziříčské ulice, následně končí jako slepá mezi rodinnými domy. Pojmenována je po spisovatelce Boženě Němcové, ta psala primárně pohádky a povídky z oblasti českého venkova. Stěžejním dílem je povídka Babička. |
| Branka           | Jižní pohled do ulice Branka                                            | Nové Město | 603252  | Kategorie „Branka (Třebíč)‎“ na Wikimedia Commons           | Ulice Branka vychází severně z Cyrilometodějské ulice, následně vyúsťuje do Velkomeziříčské ulice. Pojmenována je podle tradiční branky do předměstské čtvrti Nové Dvory. |
| Brněnská         | Východní pohled do Brněnské ulice                                       | Nové Město | 603261  | Kategorie „Brněnská (Třebíč)‎“ na Wikimedia Commons         | Brněnská ulice vychází západně z kruhového objezdu, kde se křižují ulice Cyrilometodějská, Velkomeziříčská a Brněnská. Následně prochází přes křižovatku s Rafaelovou a Sportovní ulicí, kde se zároveň křižují silnice II/360 a I/23, posléze pokračuje západně k okraji městské zástavby. Její část se nachází v bývalé městské části Kožichovice. Pojmenována je podle svého směru na Brno, kdy je výpadovkou na tento směr. V druhé polovině roku 1991 vznikla ulice rozdělením ulice B. Šmerala od křižovatky s Velkomeziříčskou ulicí k tehdejší křižovatce s Brněnskou ulicí. O vhodnosti přejmenování se dlouho diskutovalo, neboť význam Bohumíra Šmerala byl značný. Brněnská ulice v délce 200 metrů nedaleko supermarketu Kaufland byla v roce 2017 rekonstruována. Dále pak proběhla první část rekonstrukce mostku při výpadovce na Vladislav. V květnu 2019 byly zahájeny práce na nové, 26 metrů v průměru velké, kruhové křižovatce s ulicemi Cyrilometodějská a Velkomeziříčská. V roce 2020 by měla být ulice opravena, od nového kruhového objezdu až po supermarket Lidl. V květnu 2020 byl na ulici Brněnskou položen nový povrch. |
| Cihlářská        | Severní pohled do Cihlářské ulice                                       | Nové Město | 603317  | Kategorie „Cihlářská (Třebíč)“ na Wikimedia Commons        | Cihlářská ulice vychází severně z Brněnské ulice, následně končí jako slepá a nadále z ní vystupují schody ústící do Novodvorské ulice. V listopadu roku 2019 byla rekonstruována. Pojmenována je podle Všetečkovy cihelny, která stála v místech, kde se dnes nachází ulice. |
| Cyrilometodějská | Východní pohled do Cyrilometodějské ulice                               | Nové Město | 603228  | Kategorie „Cyrilometodějská (Třebíč)“ na Wikimedia Commons | Cyrilometodějská ulice vychází západně z kruhového objezdu, kde se křižují ulice Cyrilometodějská, Velkomeziříčská a Brněnská. Následně se na Smetanově mostě transformuje v ulici Smila Osovského. Pojmenována je podle svatých Cyrila a Metoděje, kteří přišli v 9. století na Moravu. V Třebíči jsou připomenuti sousoším Cyrila a Metoděje na Karlově náměstí. V druhé polovině roku 1991 vznikla ulice rozdělením ulice B. Šmerala od Smetanova mostu ke křižovatce s Velkomeziříčskou ulicí. O vhodnosti přejmenování se dlouho diskutovalo, neboť význam Bohumíra Šmerala byl značný. V květnu 2019 byly zahájeny práce na nové, 26 metrů v průměru velké, kruhové křižovatce s ulicemi Velkomeziříčská a Brněnská. |
| Jana Habrdy      | Severní pohled do ulice Jana Habrdy                                     | Nové Město | 914037  | Kategorie „Jana Habrdy“ na Wikimedia Commons               | Ulice Jana Habrdy vychází severně z ulice Na Kopcích, následně končí jako slepá v oblasti za nově postavenými rodinnými domy. Postavena byla až v roce 2012, ve stejném roce byla i pojmenována po třebíčském odbojáři Janu Habrdovi, ten se nedaleko umístění této ulice narodil. V roce 1941 byl za odbojovou činnost zatčena a dva roky vězněn, v srpnu 1943 byl v Berlíně popraven. |
| Kremláčkova      | Jižní pohled do Kremláčkovy ulice                                       | Nové Město | 2183633 | Kategorie „Kremláčkova“ na Wikimedia Commons               | Kremláčkova ulice vychází západně z křižovatky ulic Modřínová a Na Kopcích a vede směrem z kopce v nové zástavbě rodinných domů, končí jako slepá mezi rodinnými domy. Pojmenována je po třebíčském malíři Josefu Kremláčkovi. Stejně jako sousední ulice Tomanova, je pojmenována po třebíčském malíři. V roce 2021 bylo v ulici nově vysázeno 51 stromů, jsou jimi javor klen, muchovník, habr, třešeň a další. |
| Křížová          | Jižní pohled do Křížové ulice                                           | Nové Město | 603996  | Kategorie „Křížová (Třebíč)“ na Wikimedia Commons          | Křížová ulice vychází severovýchodně z Tkalcovské ulice následně vede do příkrého kopce a vyúsťuje do křižovatky ulic Branka a Wolkerova. Pojmenována je podle velkého kamenného kříže stávajícího v dolní částí ulice (ten byl povalen a na jeho místě byl v roce 1970 postaven nový kamenný kříž), na druhém konci ulice pak stojí železný kříž z roku 1810. V roce 2019 bylo oznámeno. že se připravuje komplexní rekonstrukce ulice. |
| Mjr. Krátkého    | Západní pohled do ulice Mjr. Krátkého                                   | Nové Město | 2184001 |                                                            | Ulice Mjr. Krátkého navazuje západně na ulici Jana Habrdy a vede v nové zástavbě rodinných domů, končí znovu navázáním na ulici Jana Habrdy. Pojmenována je po důstojníkovi československé zahraniční armády Jaroslavu Krátkém, který bojoval v zahraničním odboji ve Francii a Anglii a byl jedním z těch, kteří připravovali slovenské národní povstání. Je nositelem Československého válečného kříže 1939, Československé medalie za chrabrost a Řádu bílého lva. Zemřel v roce 1945 v koncentračním táboře Flossenbürg. |
| Modřínová        | Východní pohled do Modřínové ulice                                      | Nové Město | 603911  | Kategorie „Modřínová (Třebíč)“ na Wikimedia Commons        | Modřínová ulice vychází východně z křižovatky Velkomeziříčské a Jelínkovy ulice, následně kruhovým objezdem křižuje Samešovu ulici, překonává mostem Rafaelovu ulici a následně končí na křižovatce s ulicí Na Kopcích. Pojmenována je podle modřínů stojících nedaleko ZŠ Benešova. V druhé polovině roku 1991 byla ulice přejmenována na ulici Modřínová, do té doby se jmenovala Koněvova. Původně se spekulovalo o přejmenování ulici Babických mučedníků, případně také se přemýšlelo o nazvání ulice dle vyústění, tj. na Vladislavskou ulici. V roce 2023 byl opraven povrch ulice a to v úsek od Hotelu Atom po křížení se Samešovou ulicí. |
| Na Kopcích       | Ulice Na Kopcích, pohled na jihovýchod, od nové zástavby rodinných domů | Nové Město | 605093  | Kategorie „Na Kopcích (Třebíč)“ na Wikimedia Commons       | Ulice Na Kopcích vychází z Modřínové ulice, následně končí u ZŠ Na Kopcích, odkud posléze vede pěší cesta zpět na Modřínovou ulici. Pojmenována je podle své poloze na kopci na východě městské části Nové Město. |
| Na Spravedlnosti |                                                                         | Nové Město | 2495686 |                                                            | Ulice Na Spravedlnosti leží v místech, kde stejnojmenná ulice již dříve byla. Nachází se na území nově budovaných rodinných domů. Spojuje ulice Na Kopcích a Rafaelova. |
| Polní            | Jižní pohled do Polní ulice                                             | Nové Město | 604518  | Kategorie „Polní (Třebíč)“ na Wikimedia Commons            | Polní ulice vychází severně z ulice U Studánky, posléze se spojuje s Mládežnickou ulicí. Pojmenována je z toho důvodu, že v době, kdy se stavělo blízké sídliště tato cesta vedla mezi poli. |
| Ptáčovský žleb   | Ptáčovský žleb, pohled na sever od křižovatky s Brněnskou ulicí         | Nové Město | 605689  | Kategorie „Ptáčovský žleb‎“ na Wikimedia Commons            | Ulice Ptáčovský žleb vychází severně z Brněnské ulice, je nezpevněnou ulicí vedoucí do zahrádkářské kolonie nedaleko nádrže Lubí, také vede směrem k Ptáčovu. Je nezpevněnou a vede údolím potoka Lubí. Pojmenována je podle městské části Ptáčov, která je vedena směrem této ulice. |
| Rafaelova        | Jižní pohled na Rafaelovu ulici z mostu                                 | Nové Město | 604551  | Kategorie „Rafaelova (Třebíč)‎“ na Wikimedia Commons        | Rafaelova ulice vychází jihovýchodně z Velkomeziříčské ulice, pokračuje jako silnice II/360 a vyúsťuje do Brněnské ulice. Pojmenována je po šlechtici Janovi Raffaelu Chroustevském z Chroustevic a Malovar, ten byl majitelem myslibořického, černského a rudovského panství, v roce 1614 koupil dům v Třebíči. Také vlastnil za městem vinice a chmelnice, které pak daroval Třebíči. Po bitvě na Bílé hoře byl potrestán a v emigraci zemřel. V roce 2017 byla Rafaelova ulice rekonstruována. |
| Tomanova         | Západní pohled do Tomanovy ulice                                        | Nové Město | 2183650 | Kategorie „Tomanova (Třebíč)‎“ na Wikimedia Commons         | Tomanova ulice vychází východně z Kremláčkovy ulice a vede v nové zástavbě rodinných domů, končí jako slepá mezi rodinnými domy. Pojmenována je po třebíčském malíři Vlastimilu Tomanovi. Stejně jako sousední ulice Kremláčkova je pojmenována po třebíčském malíři. |
| Velkomeziříčská  | Západní pohled do Velkomeziříčské ulice                                 | Nové Město | 604801  | Kategorie „Velkomeziříčská (Třebíč)“ na Wikimedia Commons  | Velkomeziříčská ulice vychází severně z kruhového objezdu spojujícího ulice Brněnskou a Cyrilometodějskou, následně končí na severním okraji města jako výpadovka na Velké Meziříčí. Ulice byla pojmenována právě kvůli svému směru na Velké Meziříčí. V květnu 2019 byly zahájeny práce na nové, 26 metrů v průměru velké, kruhové křižovatce s ulicemi Cyrilometodějská a Brněnská. Roku 2019 byl vybudován nový chodník ve Velkomeziříčské ulici. V říjnu a listopadu byla ulice neprůjezdná. Pokračování stavby chodníku k novému kruhovému objezdu s ulicemi Cyrilometodějská a Brněnská, k opravě pak došlo v květnu tohoto roku. V roce 2023 byl opraven povrch ulice ke spojce s Rafaelovou ulicí. V roce 2025 začne první ze tří fází velké rekonstrukce ulice, první etapa je plánována od křižovatky s Míčovou ulicí po křižovatku s ulicemi U Studánky a Augustina Kratochvíla, další etapa proběhne v letech 2026 a 2027 a to až ke křižovatce u hotelu Atom. Poslední etapa pak proběhne v následujících letech a povede ke křižovatce s Brněnskou ulicí.                                                                                  |
| ZK Lubí          | Východní pohled do ZK Lubí                                              | Nové Město | 2079674 | Kategorie „ZK Lubí“ na Wikimedia Commons                   | Lubí je jednou ze zahrádkářských kolonií, které byl v květnu 2017 navrženy jako nové ulice a schváleny usnesením zastupitelstva města 11. května 2017. |

## Podklášteří
| Název            | Obrázek                                                       | Umístění    | Kód     | Galerie                                                      | Poznámka |
| ---------------- | ------------------------------------------------------------- | ----------- | ------- | ------------------------------------------------------------ | --- |
| 9. května        | Severní pohled do ulice 9. května                             | Podklášteří | 603104  | Kategorie „9. května (Třebíč)“ na Wikimedia Commons          | Ulice 9. května vychází severozápadně z Žerotínova náměstí, následně končí křižovatkou s ulicemi U Obůrky, U Kuchyňky a Račerovická. Na ulici se nachází budova bývalé mlékárny rolnického družstva. Pojmenována je podle dřívějšího data státního svátku k osvobození Československa Rudou armádou. Po revoluci nebyla přejmenována, protože 9. květen byl den ukončení války. V roce 2022 bylo rozhodnuto, že křižovatka ulic 9. května, Račerovická, U Kuchyňky a U Obůrky bude osazena semafory. Spekulovalo se i o možné instalaci kruhového objezdu, ale to bylo zamítnuto. Stavba by měla být dokončena na podzim roku 2022. To se však nestihlo a na opravu v roce 2023 navázala rekonstrukce další části ulice 9. května. Další etapa pak pokračovala v září roku 2023.                                           |
| Ant. Dvořáka     | Západní pohled do ulice Antonína Dvořáka                      | Podklášteří | 603112  | Kategorie „Ant. Dvořáka (Třebíč)“ na Wikimedia Commons       | Ulice Antonína Dvořáka vychází jihovýchodně z ulice U Kuchyňky, následně končí křižovatkou s ulicemi Palackého, Hanělova a Horní. Pojmenována je po hudebním skladateli Antonínu Dvořákovi, působil také v USA jako ředitel Národní konzervatoře. Skládal skladby jako jsou Rusalka, Čert a Káča, Jakobín a složil také symfonii Z nového světa. |
| Bažantnice       | Severní pohled do ulice Bažantnice                            | Podklášteří | 603155  | Kategorie „Bažantnice (Třebíč)“ na Wikimedia Commons         | Ulice Bažantnice se nachází nedaleko tzv. Bažantnice, kde vede částečně po silnici II/351 a posléze směrem k budově bývalé Bažantnice. Pojmenována je podle místa, na kterém se dříve pěstovali bažanti, Bažantnice v těchto místech byla již v polovině 18. století. V těchto místech se teď nachází střelnice, lesovna a kulturní zařízení mysliveckého spolku. |
| Bedřicha Smetany | Východní pohled do ulice Bedřicha Smetany                     | Podklášteří | 603163  | Kategorie „Bedřicha Smetany (Třebíč)“ na Wikimedia Commons   | Ulice Bedřicha Smetany vychází západně z Palackého ulice, následně vyúsťuje do Týnské ulice. Pojmenována je po hudebním skladateli Bedřichu Smetanovi, ten je mimo jiné autorem básně Má vlast, oper Prodaná nevěsta, Dalibor, Libuše a dalších. Působil také v Göteborgu, v Třebíči je připomenut ještě Smetanovým mostem. V roce 2018 byly v ulici opraveny chodníky. |
| Blahoslavova     | Blahoslavova ulice, pohled směrem na východ, k Zadní synagoze | Podklášteří | 603201  | Kategorie „ Blahoslavova (Třebíč)“ na Wikimedia Commons      | Blahoslavova ulice vychází východně z Žerotínova náměstí, následně vede okolo Tichého náměstí a vyúsťuje do křižovatky ulic Leopolda Pokorného a Subakova. V ulici se nachází mnoho kulturních památek a Zadní synagoga. Pojmenována je po biskupovi Jednoty bratrské a spisovateli Janu Blahoslavovi. Ten byl autorem Gramatiky české a pro Kralickou bibli přeložil Nový zákon. Je autorem spisu Filipika proti misomusům. |
| Divišova         | Východní pohled do Divišovy ulice                             | Podklášteří | 603376  | Kategorie „Divišova (Třebíč)“ na Wikimedia Commons           | Divišova ulice vychází severovýchodně z Nové ulice, následně vyúsťuje do Jindřichovy ulice. Pojmenována je po faráři Prokopu Divišovi, působil ve farnosti Přímětice u Znojma. Byl také v roce 1754 vynálezcem bleskosvodu. |
| Dr. Suzy         | Severní pohled do ulice Dr. Suzy                              | Podklášteří | 603422  | Kategorie „Dr. Suzy“ na Wikimedia Commons                    | Ulice Dr. Suzy vychází severozápadně z ulice U Obůrky, následně vyúsťuje do Lesní ulice. Pojmenována je po třebíčském botanikovi Jindřichu Suzovi. Působil jako profesor botaniky na Karlově univerzitě v Praze, specializoval se na lišejníky a mechy. Zabýval se primárně oblastí kolem řeky Jihlavy a Hadcovou stepí u Mohelna. |
| Dukelská         | Západní pohled do Dukelské ulice                              | Podklášteří | 603457  | Kategorie „Dukelská (Třebíč)“ na Wikimedia Commons           | Dukelská ulice vychází jihovýchodně z ulice U Kuchyňky, následně končí křižovatkou s Palackého a Sokolovskou ulicí. Pojmenována je po bitvě o Duklu v Karpatsko-dukelské operaci, která se odehrála v říjnu roku 1944. |
| Hanělova         | Východní pohled do Hanělovy ulice                             | Podklášteří | 604895  | Kategorie „Hanělova“ na Wikimedia Commons                    | Hanělova ulice vychází východně z křižovatky ulic Antonína Dvořáka, Palackého a Horní, posléze křižuje Týnskou ulici a končí křižovatkou se Skalní ulicí a ulicí Hrádek. Pojmenována je po lékaři a třebíčském vlastenci Janovi Miloslavu Hanělovi, ten působil v Třebíči jako jediný studovaný lékař, posléze byl zastupitelem ve výboru města a zakladatelem Městské knihovny a Měšťanské besedy. Později, v roce 1871, byl zvolen poslancem Moravského zemského sněmu. Mimo jiné byl jedním z těch, kteří se zasloužili o založení Gymnázia Třebíč, o stavbu Národního domu a dalších budov. V druhé polovině roku 1991 byla ulice přejmenována na ulici Hanělovu, do té doby byla pojmenována jako ulice Zd. Nejedlého.                                                                                                |
| Hilbertova       | Západní pohled do Hilbertovy ulice                            | Podklášteří | 603660  | Kategorie „Hilbertova (Třebíč)“ na Wikimedia Commons         | Hilbertova ulice vychází jihovýchodně z ulice U Kuchyňky, končí křižovatkou s ulicemi Palackého a Bedřicha Smetany. Pojmenována je po architektovi Kamilu Hilbertovi, ten řídil dostavbu chrámu svatého Víta, Václava a Vojtěcha v Praze, v Třebíči pak řídil ve dvacátých letech 20. století rekonstrukci baziliky svatého Prokopa. |
| Horácká          | Západní pohled do Horácké ulice                               | Podklášteří | 789461  | Kategorie „Horácká (Třebíč)‎“ na Wikimedia Commons            | Horácká ulice vychází severozápadně z Račerovické ulice, následně končí za městskou zástavbou směrem na Přibyslavice. Pojmenována byla podle etnografické polohy Třebíče, tj. podle Horácka. Byla pojmenována až po roce 2000. |
| Horní            | Východní pohled do Horní ulice                                | Podklášteří | 603686  | Kategorie „Horní (Třebíč)“ na Wikimedia Commons              | Horní ulice vychází západně z Pomezní ulice, následně vede po vrstevnici svahu nad židovským městem, posléze vyúsťuje do Hanělovy ulice. Pojmenována je podle poloze v zástavbě. |
| Hrádek           | Severní pohled do ulice Hrádek                                | Podklášteří | 603694  | Kategorie „Hrádek (Třebíč)“ na Wikimedia Commons             | Ulice Hrádek vychází z křižovatky ulic Hanělova a Skalní, pokračuje z křižovatky do tří větví, východně směrem na návrší Hrádek k bývalému Domovu dětí a mládeže, severně směrem do Týnského údolí k Židovskému hřbitovu a jižně schody, kde ústí do Pomezní ulice. Pojmenována je kvůli stavbě obranné bašty, která se nachází na návrší východně od ulice. |
| Jasanová         | Západní pohled do Jasanové ulice                              | Podklášteří | 731803  | Kategorie „Jasanová (Třebíč)“ na Wikimedia Commons           | Jasanová ulice vychází západně z ulice Za Plovárnou, následně vytváří okruh a vyúsťuje do téže ulice. Pojmenována je podle stromu, stejně jako další ulice s rodinnými domy na Nehradově. |
| Javorová         | Západní pohled do Javorové ulice                              | Podklášteří | 677116  | Kategorie „Javorová (Třebíč)“ na Wikimedia Commons           | Javorová ulice vychází západně z ulice Za Plovárnou, následně končí jako slepá u v zástavbě rodinných domů Pojmenována je jako ostatní na Nehradově podle stromu. |
| Josefa Suka      | Severní pohled od ulice Josefa Suka                           | Podklášteří | 603821  | Kategorie „Josefa Suka (Třebíč)“ na Wikimedia Commons        | Ulice Josefa Suka vychází severně z křižovatky ulic Táborská, U Kuchyňky a Nová, následně končí pěší stezkou k Týnskému rybníku a k rybníku Zámiš. Pojmenována je po hudebním skladateli Josefu Sukovi, byl také houslistou a vydával instrumentální díla, například je autorem Písně lásky. |
| K Sokolí         | Severní pohled do ulice K Sokolí                              | Podklášteří | 773395  | Kategorie „K Sokolí“ na Wikimedia Commons                    | Ulice K Sokolí vychází severně z křižovatky ulic Slunná a Přibyslavická, následně se opět napojuje do Slunné ulice, na ulici se nachází nová zástavba rodinných domů. Pojmenována je podle polohy v městské zástavbě, kdy směřuje směrem k Sokolí. |
| Kaštanová        | Západní pohled do Kaštanové ulice                             | Podklášteří | 731790  | Kategorie „Kaštanová (Třebíč)“ na Wikimedia Commons          | Kaštanová ulice vychází jižně z Jasanové ulice, následně se rozvětvuje a končí jako slepá u lesa nad údolím řeky Jihlavy. Pojmenována je podle kaštanu, je také jednou z nových ulic na Nehradově. |
| Kmochova         | Východní pohled do Kmochovy ulice                             | Podklášteří | 603881  | Kategorie „Kmochova (Třebíč)“ na Wikimedia Commons           | Kmochova ulice vychází jihovýchodně z ulice Na Příkopech, následně křižuje Novou ulici a vyúsťuje do Jindřichovy ulice. Pojmenována je po kapelníkovi a skladateli Františku Kmochovi, v roce 1871 založil dechový orchestr v Kolíně, v roce 1886 hrál se svým souborem v třebíčském Národním domě. |
| Krátká           | Severní pohled do Krátké ulice                                | Podklášteří | 603970  | Kategorie „Krátká (Třebíč)“ na Wikimedia Commons             | Krátká ulice vychází severně z Luční ulice, následně končí jako slepá nad svahem Týnského údolí. Pojmenována je dle své podoby v městské zástavbě, je velmi krátká. |
| Lesní            | Jižní pohled do Lesní ulice                                   | Podklášteří | 604054  | Kategorie „Lesní (Třebíč)“ na Wikimedia Commons              | Lesní ulice vychází severně z křižovatky ulic U Obůrky a Javorová, následně obkružuje oblast bývalé nivy s rodinnými domy a zaniká v pobočné části Račerovické ulice. V listopadu roku 2019 byl z ulice vyveden nový výjezd. Pojmenována je podle toho, že se nachází v blízkosti lesa u Nehradova. |
| Lípová           | Jižní pohled do Lípové ulice                                  | Podklášteří | 604089  | Kategorie „Lipová (Třebíč)“ na Wikimedia Commons             | Lípová ulice vychází severozápadně z ulice U Obůrky, následně končí v Lesní ulici. Pojmenována je podle symbolu Slovanů, podle lípy. |
| Luční            | Východní pohled do Luční ulice                                | Podklášteří | 604097  | Kategorie „Luční (Třebíč)“ na Wikimedia Commons              | Luční ulice vychází východně z ulice U Kuchyňky, následně křižuje Palackého a Týnskou ulici, posléze končí jako slepá nad Vodovodním rybníkem v Týnském údolí. Pojmenována je podle toho, že v době po svém vzniku ve 40. letech 20. století vznikla na panské nivě a byla tak mnoho let částečně porostlá travou a byla tak pojmenována jako Luční ulice. |
| Na Kocandě       | Západní pohled do ulice Na Kocandě                            | Podklášteří | 604241  | Kategorie „Na Kocandě“ na Wikimedia Commons                  | Ulice Na Kocandě vychází severozápadně z ulice U Kuchyňky, posléze vyúsťuje do Račerovické ulice. Pojmenována je snad podle fonetické podoby německého slovního spojení Gott sei Dank, tj. pozdravu a poděkování formanů, kteří jezdili do blízké formanské hospody. |
| Na Příkopech     | Západní pohled do ulice Na Příkopech                          | Podklášteří | 604267  | Kategorie „Na Příkopech (Třebíč)“ na Wikimedia Commons       | Ulice Na Příkopech vychází severovýchodně z Račerovické ulice, posléze vyúsťuje do Jindřichovy ulice. Pojmenována byla podle toho, že v blízkých polích se dříve nacházely příkopy nebo úvozy a přes ně či okolo nich vedla stezka do polí. |
| Na Vyhlídce      | Východní pohled do ulice Na Vyhlídce                          | Podklášteří | 604291  | Kategorie „Na Vyhlídce (Třebíč)“ na Wikimedia Commons        | Ulice Na Vyhlídce vychází východně z Týnské ulice, následně vyúsťuje do schodové části ulice Hrádek. Pojmenována je podle vyhlídky, kterou lze z této ulice vidět. |
| Nad Zámkem       | Jižní pohled do ulice Nad Zámkem                              | Podklášteří | 713490  | Kategorie „Nad Zámkem (Třebíč)“ na Wikimedia Commons         | Ulice Nad Zámkem vychází jihovýchodně z ulice U Obůrky, posléze končí nad zámeckým parkem třebíčského zámku. Pojmenována je podle polohy nad zámkem, resp. severně od zámku. |
| Nová             | Východní pohled do Nové ulice                                 | Podklášteří | 604399  | Kategorie „Nová (Třebíč)“ na Wikimedia Commons               | Nová ulice vychází západně z křižovatky ulic Josefa Suka, Táborská a U Kuchyňky, následně křižuje Tylovu a Kmochovu ulici a končí vyústěním do ulice Na Příkopech. Pojmenována je z důvodu postavených tehdy "nových" domů, ty byly postaveny po roce 1945. |
| Palackého        | Severní pohled do Palackého ulice                             | Podklášteří | 604445  | Kategorie „Palackého (Třebíč)“ na Wikimedia Commons          | Palackého ulice vychází severně z křižovatky ulic Hanělovy a Antonína Dvořáka, následně křižuje ulice Luční a Zahradní a končí vyústěním do Táborské ulice. Pojmenována je po historikovi a politikovi Františku Palackém, je autorem Dějin národu českého v Čechách i v Moravě, později působil jako politik. V Třebíči je připomenut pomníkem na Masarykově náměstí. |
| Pod Nivou        | Západní pohled do ulice Pod Nivou                             | Podklášteří | 604470  | Kategorie „Pod Nivou (Třebíč)“ na Wikimedia Commons          | Ulice Pod Nivou vychází jihozápadně z Hanělovy ulice, následně vyúsťuje do Horní ulice. Pojmenována je podle toho, že se nachází v místech, kde dříve bývala panská niva. |
| Pod Zámkem       | Východní pohled do ulice Pod Zámkem                           | Podklášteří | 694274  | Kategorie „Pod Zámkem (Třebíč)‎“ na Wikimedia Commons         | Ulice Pod Zámkem vychází západně z Žerotínova náměstí, vede směrem na tzv. podzámeckou nivu. Pojmenována je podle toho, že vede pod zámkem. V roce 2023 byl opraven povrch ulice. |
| Pomezní          | Východní pohled do Pomezní ulice                              | Podklášteří | 604526  | Kategorie „Pomezní (Třebíč)“ na Wikimedia Commons            | Pomezní ulice vychází severně ze Zadní ulice, následně vede po vrstevnici návrší Hrádek, následně se prudce stáčí z kopce doprava a vyúsťuje do Blahoslavovy ulice. Na Pomezní ulici stojí budova bývalého židovského špitálu. Pojmenována je z toho důvodu, že bývala hraniční ulicí Zámostí a Podklášteří. |
| Přibyslavická    | Jižní pohled do Přibyslavické ulice                           | Podklášteří | 773387  | Kategorie „Přibyslavická“ na Wikimedia Commons               | Přibyslavická ulice vychází jihozápadně ze Slunné ulice, následně končí jako slepá. V ulici je postavena zástavba nových rodinných domů. Pojmenovaná je z důvodu blízké výpadovky na Přibyslavice a Novou Ves. |
| Račerovická      | Západní pohled do Račerovické ulice                           | Podklášteří | 604542  | Kategorie „Račerovická“ na Wikimedia Commons                 | Račerovická ulice vychází severozápadně z křižovatky ulic U Kuchyňky, U Obůrky a 9. května, následně vede kolem rybníka Kuchyňka a následně končí nedaleko tzv. Bažantnice severovýchodně od městské zástavby jako silnice II/351. Pojmenována je právě podle toho, že je výpadovkou k městské části Račerovice. V roce 2017 byl v Račerovické ulici položen teplovod. V roce 2019 byla Račerovická ulice rekonstruována. V roce 2022 bylo rozhodnuto, že křižovatka ulic 9. května, Račerovická, U Kuchyňky a U Obůrky bude osazena semafory. Spekulovalo se i o možné instalaci kruhového objezdu, ale to bylo zamítnuto. Stavba by měla být dokončena na podzim roku 2022. To se však nestihlo a na opravu v roce 2023 navázala rekonstrukce další části ulice 9. května. Další etapa pak pokračovala v září roku 2023. |
| Slunná           | Východní pohled do Slunné ulice                               | Podklášteří | 773379  | Kategorie „Slunná (Třebíč)“ na Wikimedia Commons             | Slunná ulice je umístěna u odbočky z Horácké ulice, je v oblasti nově postavených rodinných domů. Pojmenována je podle toho, že je umístěna na jižním svahu údolí nad Nehradovem. |
| Sokolovská       | Východní pohled do Sokolovské ulice                           | Podklášteří | 604585  | Kategorie „Sokolovská (Třebíč)“ na Wikimedia Commons         | Sokolovská ulice vychází východně z Palackého ulice, následně vyúsťuje do Týnské ulice. Pojmenována je podle ukrajinské obce Sokolovo, připomíná tak bitvu u Sokolova, kde v březnu roku 1943 bojoval v první bitvě 1. československý prapor pod vedením Ludvíka Svobody. |
| Stará            | Západní pohled do Staré ulice                                 | Podklášteří | 604615  | Kategorie „Stará (Třebíč)“ na Wikimedia Commons              | Stará ulice vychází východně z Týnské ulice, posléze končí na schodech ulice Hrádek. Pojmenována je podle toho, že má být jednou z nejstarších ulic města Třebíče, má se vyznačovat historickou patinou. |
| Tylova           | Západní pohled do Tylovy ulice                                | Podklášteří | 604712  | Kategorie „Tylova (Třebíč)“ na Wikimedia Commons             | Tylova ulice začíná za budovou Vyšší odborné školy a Střední školy veterinární, zemědělské a zdravotnické Třebíč, následně končí vyústěním do ulice Josefa Suka. Pojmenována je podle dramatika a prozaika Josefa Kajetána Tyla. |
| Týnská           | Severní pohled do Týnské ulice                                | Podklášteří | 604721  | Kategorie „Týnská (Třebíč)“ na Wikimedia Commons             | Týnská ulice vychází severně z Hanělovy ulice, křižuje Luční ulici a následně končí nad Týnským údolím. Pojmenováno je podle dávné stezky, která byla nazývána Týnská stezka či Ve stezkách, měla to být polní cesta pro pěší, která spojovala obce Podklášteří a Týn. V roce 2018 byly opraveny chodníky vedoucí ke škole, byla použita zámková dlažba, stejně tak byla vybudována místa pro kontejnery na tříděný odpad. |
| U Barborky       | Jižní pohled do ulice U Barborky                              | Podklášteří | 604739  | Kategorie „U Barborky (Třebíč)“ na Wikimedia Commons         | Ulice U Barborky vychází severně z ulice Zadní, následně končí vyústěním na křižovatku Palackého, Hanělovy a ulice Antonína Dvořáka. Podle RÚIAN, které je oficiálně rozhodující evidencí, nese tento název cesta přes park jižně a západně od kaple a také schodiště z ulice Ant. Dvořáka do ulice 9. května, a zřejmě by měl název příslušet celému prostranství kolem kaple sv. Barbory, kolem něhož jsou umístěny dvě řady domků, v některých mapách jsou však jako ulice U Barborky označeny ulice za původně zadní stranou těchto domů, které podle RÚIAN jsou částmi ulic Horní a Zadní. Pojmenována je podle blízké kapličky sv. Barbory. |
| U Kaple          | Jižní pohled do ulice U Kaple                                 | Podklášteří | 604747  | Kategorie „U Kaple (Třebíč)“ na Wikimedia Commons            | Ulice U Kaple vychází jihozápadně z Horácké ulice. Pojmenována je podle blízké kaple, která byla ke konci 20. století poslední stavbou města směrem k Sokolí. Obec vede k Vlčkově samotě. |
| U Kuchyňky       | Severní pohled do ulice U Kuchyňky                            | Podklášteří | 604755  | Kategorie „U Kuchyňky“ na Wikimedia Commons                  | Ulice U Kuchyňky vychází severovýchodně z křižovatky ulic 9. května, Račerovická a U Obůrky, následně končí spojením s ulicemi Táborská a Josefa Suka. Pojmenována je podle přilehlého rybníka Kuchyňka, ten sloužil primárně k rekreaci občanů města. V roce 2022 bylo rozhodnuto, že křižovatka ulic 9. května, Račerovická, U Kuchyňky a U Obůrky bude osazena semafory. Spekulovalo se i o možné instalaci kruhového objezdu, ale to bylo zamítnuto. Stavba by měla být dokončena na podzim roku 2022. To se však nestihlo a na opravu v roce 2023 navázala rekonstrukce další části ulice 9. května. |
| U Obůrky         | Západní pohled do ulice U Obůrky                              | Podklášteří | 604763  | Kategorie „U Obůrky (Třebíč)“ na Wikimedia Commons           | Ulice U Obůrky vychází jihovýchodně z křižovatky ulic 9. května, Račerovická a U Kuchyňky, následně končí spojením s Lesní ulicí. Pojmenována je podle někdejšího rybníka Obůrka, který stával v místech, kde bylo později vybudováno hřiště. V roce 2022 bylo rozhodnuto, že křižovatka ulic 9. května, Račerovická, U Kuchyňky a U Obůrky bude osazena semafory. Spekulovalo se i o možné instalaci kruhového objezdu, ale to bylo zamítnuto. Stavba by měla být dokončena na podzim roku 2022. To se však nestihlo a na opravu v roce 2023 navázala rekonstrukce další části ulice 9. května. Další etapa pak pokračovala v září roku 2023. |
| Za Plovárnou     | Severní pohled do ulice Za Plovárnou                          | Podklášteří | 604852  | Kategorie „Za Plovárnou (Třebíč)‎“ na Wikimedia Commons       | Ulice Za Plovárnou vychází jihozápadně z ulice U Obůrky a končí u areálu říčních lázní Polanka. Pojmenována je podle polohy za někdejší městskou plovárnou. Kolem ulice byly po roce 1945 vystavěna zahradní domy a zahrady, později se kolem ulice vystavěly rodinné domy. |
| Zadní            | Jižní pohled do Zadní ulice                                   | Podklášteří | 604861  | Kategorie „Zadní (Třebíč)“ na Wikimedia Commons              | Zadní ulice vychází severozápadně z ulice Na Výsluní a údajně končí pod parkem u ulice U Barborky. Podle RÚIAN, jehož evidence je oficiálně rozhodující, pokračuje kolem zadní strany domů v ulici U Barborky až k ulici Horní, v některých mapách je však tento úsek značen jako ulice U Barborky. Pojmenována je podle polohy v Podklášteří. |
| Zahradní         | Východní pohled do Zahradní ulice                             | Podklášteří | 604879  | Kategorie „Zahradní (Třebíč)“ na Wikimedia Commons           | Zahradní ulice vychází východně z ulice U Kuchyňky, křižuje Palackého ulici a končí křižovatkou s ulicí Týnská. Pojmenována je podle rodinných domů s mnohými zahradami. |
| Zámecká          | Severní pohled do Zámecké ulice                               | Podklášteří | 604887  | Kategorie „Zámecká (Třebíč)“ na Wikimedia Commons            | Zámecká ulice se nachází v oblasti rodinných domů nad údolím řeky Jihlavy, vychází severozápadně z ulice U Obůrky, končí spojením s Lesní ulicí. Na území ulice se dříve nacházela velká panská niva patřící zámeckému velkostatku. |
| Zámek            | Nádvoří Zámku                                                 | Podklášteří | 713503  | Kategorie „Zámek (street, Třebíč)“ na Wikimedia Commons      | |
| Žerotínovo nám.  | Žerotínovo náměstí, severní část                              | Podklášteří | 604925  | Kategorie „Žerotínovo náměstí (Třebíč)‎“ na Wikimedia Commons | Žerotínovo náměstí je náměstí u řeky Jihlavy, je branou do třebíčské židovské čtvrti, na náměstí stojí finanční úřad, budova bývalé podklášterské radnice, jižně z náměstí vybíhá Podklášterský most, který je v roce 2017 nově vystavěn. Nazváno je podle Karla Staršího ze Žerotína, který si v roce 1614 vzal Kateřinu z Valdštejna a tak se stal pánem třebíčského panství. |
| Žižkova          | Západní pohled do Žižkovy ulice                               | Podklášteří | 604933  | Kategorie „Žižkova (Třebíč)‎“ na Wikimedia Commons            | Žižkova ulice se nachází u rybníka Kuchyňka, vychází západně z ulice U Kuchyňky a končí spojením s Račerovickou ulicí. Stojí u ní budova Vyšší odborné školy a Střední školy veterinární, zemědělské a zdravotnické Třebíč. Pojmenována je podle Jana Žižky z Trocnova, ten je v Třebíči připomenut kamennou mohylou u předsunuté bašty na Hrádku, ta byla vystavěna v roce 1924 k výročí 500 let od smrti Jana Žižky. |
| ZK Pod Borovím   | Jižní pohled do ZK Pod Borovím                                | Podklášteří | 2079755 | Kategorie „ZK Pod Borovím“ na Wikimedia Commons              | Pod Borovím je jednou ze zahrádkářských kolonií, které byl v květnu 2017 navrženy jako nové ulice a schváleny usnesením zastupitelstva města 11. května 2017. |
| ZK Pod Kuchyňkou | Západní pohled do ZK Pod Kuchyňkou                            | Podklášteří | 2079798 | Kategorie „ZK Pod Kuchyňkou“ na Wikimedia Commons            | Pod Kuchyňkou je jednou ze zahrádkářských kolonií, které byl v květnu 2017 navrženy jako nové ulice a schváleny usnesením zastupitelstva města 11. května 2017. |
| ZK Poušov I.     | Západní pohled do ZK Poušov I.                                | Podklášteří | 2079810 | Kategorie „ZK Poušov I.“ na Wikimedia Commons                | Poušov I. je jednou ze zahrádkářských kolonií, které byl v květnu 2017 navrženy jako nové ulice a schváleny usnesením zastupitelstva města 11. května 2017. |
| ZK Poušov II.    | Jižní pohled do ZK Poušov II.                                 | Podklášteří | 2079836 | Kategorie „ZK Poušov II.“ na Wikimedia Commons               | Poušov II. je jednou ze zahrádkářských kolonií, které byl v květnu 2017 navrženy jako nové ulice a schváleny usnesením zastupitelstva města 11. května 2017. |
| ZK Poušov III.   | Západní pohled do ZK Poušov III.                              | Podklášteří | 2079852 | Kategorie „ZK Poušov III.“ na Wikimedia Commons              | Poušov III. je jednou ze zahrádkářských kolonií, které byl v květnu 2017 navrženy jako nové ulice a schváleny usnesením zastupitelstva města 11. května 2017. |
| ZK U Zámiše I.   | Jižní pohled do ZK U Zámiše I.                                | Podklášteří | 2080010 | Kategorie „ZK U Zámiše I.“ na Wikimedia Commons              | U Zámiše I. je jednou ze zahrádkářských kolonií, které byl v květnu 2017 navrženy jako nové ulice a schváleny usnesením zastupitelstva města 11. května 2017. |
| ZK U Zámiše II.  | Severní pohled do ZK U Zámiše II.                             | Podklášteří | 2080036 | Kategorie „ZK U Zámiše II.“ na Wikimedia Commons             | U Zámiše II. je jednou ze zahrádkářských kolonií, které byl v květnu 2017 navrženy jako nové ulice a schváleny usnesením zastupitelstva města 11. května 2017. |
| ZK Za Plovárnou  | Západní pohled do ulice ZK Za Plovárnou                       | Podklášteří | 2080052 | Kategorie „ZK Za Plovárnou“ na Wikimedia Commons             | Za Plovárnou je jednou ze zahrádkářských kolonií, které byl v květnu 2017 navrženy jako nové ulice a schváleny usnesením zastupitelstva města 11. května 2017. |

## Ptáčov
| Název          | Obrázek                                                         | Umístění | Kód    | Galerie                                         | Poznámka |
| -------------- | --------------------------------------------------------------- | -------- | ------ | ----------------------------------------------- | --- |
| Ptáčovský žleb | Ptáčovský žleb, pohled na sever od křižovatky s Brněnskou ulicí | Ptáčov   | 605689 | Kategorie „Ptáčovský žleb“ na Wikimedia Commons | Ulice Ptáčovský žleb vychází severně z Brněnské ulice, je nezpevněnou ulicí vedoucí do zahrádkářské kolonie nedaleko nádrže Lubí, také vede směrem k Ptáčovu. Je nezpevněnou a vede údolím potoka Lubí. Pojmenována je podle městské části Ptáčov, která je vedena směrem této ulice. |

## Stařečka
| Název              | Obrázek                                                                                        | Umístění | Kód    | Galerie                                                      | Poznámka |
| ------------------ | ---------------------------------------------------------------------------------------------- | -------- | ------ | ------------------------------------------------------------ | --- |
| Bisattova          | Východní pohled do Bisattovy ulice                                                             | Stařečka | 603198 | Kategorie „Bisattova“ na Wikimedia Commons                   | Bisattova ulice vychází východně z ulice Kanciborek, následně končí jako slepá a přechází v pěší stezku vedoucí na lávku přes Libušino údolí. Pojmenována je po třebíčském radním a písaři Mikuláši Bisattovi, ten psal paměti z historie města a byl vlastníkem Malovaného domu na Karlově náměstí. |
| Bohunčina          | Východní pohled do Bohunčiny ulice                                                             | Stařečka | 603236 | Kategorie „Bohunčina (Třebíč)“ na Wikimedia Commons          | Bohunčina ulice vychází z východně z konce ulice Kanciborek, následně končí jako slepá a přechází v pěší stezku vedoucí na lávku přes Libušino údolí. Pojmenována je podle první manželky Smila Osovského z Doubravice Bohunky ze Žerotína. Ta působila jako ochránkyně chudých a postižených a zemřela v Třebíči v roce 1588. |
| Doleželova         | Západní pohled do Doleželovy ulice                                                             | Stařečka | 603392 | Kategorie „Doleželova (Třebíč)“ na Wikimedia Commons         | Doleželova ulice vychází západně ze Sucheniovy ulice, následně vyúsťuje do Rypáčkovy ulice. Vede nad svahem Krajíčkovy stráně. Pojmenována je po třebíčském pedagogovi Františku Doleželovi, ten byl jednou z osob, které zakládaly v roce 1898 Městské muzeum v Třebíči a dlouho byl kustodem sbírek v muzeu. Působil také jako cvičitel třebíčské pobočky spolku Sokol od roku 1882. |
| Dr. Ant. Hobzy     | Ulice Dr. Ant. Hobzy při rekonstrukci v roce 2016, pohled směrem na sever z Borovinského mostu | Stařečka | 603406 | Kategorie „Dr. Ant. Hobzy“ na Wikimedia Commons              | Ulice Dr. Antonína Hobzy vychází jižně ze Sucheniovy ulice a vede Libušiným údolím pod Borovinským mostem, pod ním se transformuje v Koželužskou ulici. Pojmenována je po advokátovi Antonínu Hobzovi, ten se narodil v Rokytnici nad Rokytnou v okrese Třebíč. Působil jako profesor mezinárodního práva na Karlově univerzitě v Praze. Byl zakladatelem Klubu Třebíčanů v Praze. |
| Esperantistů       | Jižní pohled do ulice Esperantistů                                                             | Stařečka | 603520 | Kategorie „Esperantistů (Třebíč)“ na Wikimedia Commons       | Ulice Esperantistů vychází severozápadně ze Sucheniovy ulice, následně končí vyústěním do Doleželovy ulice. Pojmenována je podle mezinárodního jazyka esperanto, kdy v této ulici stojí dům, který patří Klubu esperantistů v Třebíči, je to dům, který patřil Theodoru Kilianovi, který v Třebíči působil a psal učebnice esperanta a dům odkázal právě tomuto klubu. Ulice byla pojmenována poté, co Theodor Kilian odkázal svůj dům Klubu esperantistů, ten dům se nachází v nynější ulici Esperantistů. Návrh na pojmenování podal výbor klubu esperantistů v roce 1988, návrh byl schválen. Původně se ulice do roku 1988 nazývala Příční.                               |
| Hadlíz             | Východní pohled do ulice Hadlíz                                                                | Stařečka | 603619 | Kategorie „Hadlíz‎“ na Wikimedia Commons                      | Ulice Hadlíz vychází ze schodů vycházejících z ulice Vítězslava Nezvala, posléze vychází do pobočné větve téže ulice. Pojmenována je podle tradičního pojmenování lokality, které pochází snad z německého označení Haarliez, což mělo znamenat místo, kde soukeníci česali vlnu, název pochází již z doby kolem roku 1608. |
| Kanciborek         | Severní pohled do ulice Kanciborek                                                             | Stařečka | 603848 | Kategorie „Kanciborek“ na Wikimedia Commons                  | Ulice Kanciborek vychází východně ze Sucheniovy ulice, končí napojením na Bohunčinu ulici. Pojmenování není jisté, není určeno, dle čeho se tak nazývá. |
| Klimentova         | Východní pohled do Klimentovy ulice                                                            | Stařečka | 603872 | Kategorie „Klimentova (Třebíč)“ na Wikimedia Commons         | Klimentova ulice vychází východně z ulice Kanciborek, následně končí jako slepá nad svahem Libušina údolí. Pojmenována je po třebíčském měšťanovi Františku Klimentovi, ten věnoval Masné krámy pro založení Domu milosrdenství a také založil chudinskou nadaci. V roce 2022 byla na rodném domě generála Syrového v Klimentově ulici v Třebíči odhalena pamětní deska. |
| Komenského nám.    | Komenského náměstí, směrem do ulice Vítězslava Nezvala                                         | Stařečka | 603902 | Kategorie „Komenského náměstí (Třebíč)“ na Wikimedia Commons | Komenského náměstí vychází jižně z Podklášterského mostu (tj. z Žerotínova náměstí), následně se rozvětvuje a vede cestou k Autobusovému nádraží, kde končí jako slepá. Další větvení se nachází na křižovatce před Úřadem práce, kde se větví a následně z náměstí vychází Bráfova třída resp. Masarykovo náměstí a Sucheniova ulice. Přes náměstí vede silnice I/23. Pojmenována je po filozofovi a školském reformátorovi Janovi Amosi Komenském, jeho druhá manželka Dorota pocházela z Třebíče. Byl autorem mnoha děl, jako jsou Velká didaktika, Brána jazyků otevřená a Orbis Pictus.                                                                                  |
| Na Potoce          | Ulice Na Potoce, pohled na jih z Borovinského mostu                                            | Stařečka | 603554 | Kategorie „Na potoce‎“ na Wikimedia Commons                   | Ulice Na Potoce vychází severovýchodně z ulice Dr. Antonína Hobzy, následně končí rozdělením na ulice Mlýnský a Pod Strážnou horou. Na ulici se nachází budova VZP a okresního archivu. Pojmenována je podle Stařečského potoka, který protékal příkopem pod touto ulicí. V druhé polovině roku 1991 byla ulice znovu pojmenována Na Potoce, do té doby se jmenovala G. Klimenta. |
| Nad Lesem          | Východní pohled do ulice Nad Lesem                                                             | Stařečka | 604321 | Kategorie „Nad Lesem (Třebíč)“ na Wikimedia Commons          | Ulice Nad Lesem vychází jihozápadně z ulice Polanka, posléze vyúsťuje do Rypáčkovy ulice. Pojmenována je z důvodu umístění nad lesem Krajíčkovy stráně. |
| Polanka            | Východní pohled do ulice Polanka                                                               | Stařečka | 604500 | Kategorie „Polanka (Třebíč)“ na Wikimedia Commons            | Ulice Polanka vychází východně z ulice Vítězslava Nezvala, posléze vede několika větvemi do Sadů na Polance, ke stejnojmenným říčním lázním a k turistické cestě vedoucí kolem řeky Jihlavy. Pojmenována je snad podle zámečku Polanek, který měl v místech ulice stát, slovo polanka bylo označením pro náhorní paseku. V roce 2020 byla v ulici položena teplovodní přípojka. V roce 2025 byl opraven povrch silnice. |
| Poušov             | Západní pohled do ulice Poušov                                                                 | Stařečka | 604534 | Kategorie „Poušov‎“ na Wikimedia Commons                      | Ulice Poušov se nachází u řeky Jihlavy, vychází z údolí nedaleko poušovského mlýny, následně jednou větví míří k poušovskému splavu, další větev pak do zahrádkářské oblasti a posléze překonává řeku Jihlavu a vyúsťuje na ulici Račerovickou. Pojmenován je podle mlýnů rodu Poušů. |
| Rypáčkova          | Východní pohled do Rypáčkovy ulice                                                             | Stařečka | 604569 | Kategorie „Rypáčkova“ na Wikimedia Commons                   | Rypáčkova ulice vychází severozápadně ze Sucheniovy ulice, na kterou se následně opět napojuje. Pojmenována je podle historika a spisovatele Františka Rypáčka, ten byl mezi lety 1887 a 1896 pedagogem na Gymnáziu Třebíč, vydal několik kronik města Třebíče. |
| Sucheniova         | Sucheniova ulice, pohled na východ, směrem na Vnitřní Město                                    | Stařečka | 604631 | Kategorie „Sucheniova (Třebíč)“ na Wikimedia Commons         | Sucheniova ulice vychází západně z křižovatky Komenského náměstí, následně vede kolem autobusového nádraží, před železničním přejezdem odbočuje doprava nad údolí řeky Jihlavy a nad tzv. Krajíčkovu stráň. Pojmenována je po městském písaři, radním a třebíčském kronikáři Janu Sucheniovi Novobydžovském, sepsal mimo jiné historii třicetileté války. V roce 2018 se začne pod Sucheniovou ulicí v Třebíči budovat tunel pro cyklisty. V roce 2021 byl opraven povrch na Sucheniově ulici. V květnu roku 2023 byly na křižovatce s ulicí Vítězslava Nezvala rekonstruovány semafory, následně pak křižovatka na Komenského náměstí a křižovatka u budovy městského soudu. |
| Svojsíkovo nábřeží | Svojsíkovo nábřeží, pohled na západ                                                            | Stařečka | 713511 | Kategorie „Svojsíkovo nábřeží‎“ na Wikimedia Commons          | Svojsíkovo nábřeží vychází západně z Komenského náměstí, kopíruje řeku Jihlavu a končí vyústěním do ulice Polanka. Na nábřeží se nachází skautské klubovny vodních skautů z přístavu Žlutá ponorka. Pojmenováno je po zakladateli českého skauting Antonínu Benjaminu Svojsíkovi, ten v roce 1914 založil spolek Junák. |
| V. Nezvala         | Východní pohled do ulice Vítězslava Nezvala                                                    | Stařečka | 604798 | Kategorie „Vítězslava Nezvala (Třebíč)‎“ na Wikimedia Commons | Ulice Vítězslava Nezvala vychází západně z Komenského náměstí, prochází kolem autobusového nádraží a továrny na nápoje společnosti ZON, končí u počátku ulice Hadlíz. Pojmenována je podle básníka, dramatika a prozaika Vítězslava Nezvala, ten studoval na Gymnáziu Třebíč a na dobu studia vzpomínal v knize Pan Marat a také v knize Z mého života. V roce 2023 byl opraven povrch ulice, a to v úseku od Komenského náměstí k Sucheniově ulici. |

## Týn
| Název            | Obrázek                                                  | Umístění | Kód    | Galerie                                                   | Poznámka |
| ---------------- | -------------------------------------------------------- | -------- | ------ | --------------------------------------------------------- | --- |
| Budíkovická      | Západní pohled do Budíkovické ulice                      | Týn      | 603368 | Kategorie „Budíkovická“ na Wikimedia Commons              | Budíkovická ulice vychází severozápadně z kruhového objezdu, kde se kříží ulice Táborská, Marie Majerové a Budíkovická, následně vede podél Krajíčkovy stráně a pak končí nedaleko Týnského rybníka za okrajem městské zástavby. Pojmenována je podle toho, že je výpadovkou na městskou část Budíkovice. V druhé polovině roku 1991 byla ulice přejmenována na ulici Budíkovická, do té doby se jmenovala Dimitrovova. Původně se spekulovalo o přejmenování na původní název K Dubinám, ale k tomuto nedošlo, neboť původní pojmenování blízkého lesa již nemělo obyvatelstvo v paměti. |
| Cyrilova         | Západní pohled do Cyrilovy ulice                         | Týn      | 603325 | Kategorie „Cyrilova (Třebíč)“ na Wikimedia Commons        | Cyrilova ulice vychází z křižovatky ulic Zdislavina a Viktorinova v třebíčské Kočičině, následně vede podél Týnského potoka do Týnského údolí, končí ve východní části Týnského údolí pod mostem. Pojmenována je po kazateli Janovi Cyrilovi Třebíčském, ten korunoval Bedřicha Falckého a jeho dcera se stala manželkou J. A. Komenského. Zemřel v Lešně. |
| Divišova         | Východní pohled do Divišovy ulice                        | Týn      | 603376 | Kategorie „Divišova (Třebíč)“ na Wikimedia Commons        | Divišova ulice vychází severovýchodně z Nové ulice, následně vyúsťuje do Jindřichovy ulice. Pojmenována je po faráři Prokopu Divišovi, působil ve farnosti Přímětice u Znojma. Byl také v roce 1754 vynálezcem bleskosvodu. |
| Jana Skácela     | Jižní pohled do ulice Jana Skácela                       | Týn      | 692751 | Kategorie „Jana Skácela (Třebíč)“ na Wikimedia Commons    | Ulice Jana Skácela vychází severovýchodně z Míčovy ulice, posléze končí jako slepá u pole severně za městskou zástavbou. Pojmenována je po básníkovi a publicistovi Janu Skácelovi, později působil jako novinář v deníku Rovnost, Host do domu a také v rozhlasu. Byl autorem mnoha básní. |
| Jar. Ježka       | Severní pohled do ulice Jaroslava Ježka                  | Týn      | 603775 | Kategorie „Jaroslava Ježka (Třebíč)“ na Wikimedia Commons | Ulice Jaroslava Ježka vychází severně z Jindřichovy ulice, následně vyúsťuje do ulice Jaroslava Suka. Pojmenována je po hudebním skladateli Jaroslavu Ježkovi, byl také klavíristou a dirigentem. Působil v Osvobozeném divadle, kde dirigoval a skládal hudbu, později zemřel v USA. |
| Jindřichova      | Severní pohled do Jindřichovy ulice                      | Týn      | 603805 | Kategorie „Jindřichova (Třebíč)“ na Wikimedia Commons     | Jindřichova ulice vychází severozápadně z křižovatky ulic Josefa Suka, Kmochova a Tylova, končí vyústěním do ulice Josefa Suka. Pojmenována je po hudebním skladateli Jindřichu Jindřichovi, primárně skládal vokální skladby a zabýval se chodskými lidovými písněmi. V roce 2019 bylo rozšířeno parkoviště v ulici. |
| Josefa Suka      | Severní pohled do ulice Josefa Suka                      | Týn      | 603821 | Kategorie „Josefa Suka (Třebíč)“ na Wikimedia Commons     | Ulice Josefa Suka vychází severně z křižovatky ulic Táborská, U Kuchyňky a Nová, následně končí pěší stezkou k Týnskému rybníku a k rybníku Zámiš. Pojmenována je po hudebním skladateli Josefu Sukovi, byl také houslistou a vydával instrumentální díla, například je autorem Písně lásky. |
| Kaňákova         | Západní pohled do Kaňákovy ulice                         | Týn      | 605042 | Kategorie „Kaňákova“ na Wikimedia Commons                 | Kaňákova ulice vychází severozápadně z ulice Jana Skácela, následně končí sloučením s Vítkovou ulicí. Pojmenována je po pedagogovi a hudebníkovi Zdeňku Kaňákovi, ten se narodil v Brně, ale působil mezi lety 1937 a 1946 jako hudební profesor na Gymnáziu Třebíč, posléze působil v Brně, na Krajském pedagogickém středisku a také na Brněnské konzervatoři. Byl také sbormistrem třebíčského sboru Janáček. |
| Kmochova         | Východní pohled do Kmochovy ulice                        | Týn      | 603881 | Kategorie „Kmochova (Třebíč)“ na Wikimedia Commons        | Kmochova ulice vychází jihovýchodně z ulice Na Příkopech, následně křižuje Novou ulici a vyúsťuje do Jindřichovy ulice. Pojmenována je po kapelníkovi a skladateli Františku Kmochovi, v roce 1871 založil dechový orchestr v Kolíně, v roce 1886 hrál se svým souborem v třebíčském Národním domě. |
| Koutkova         | Severní pohled do Koutkovy ulice                         | Týn      | 605123 | Kategorie „Koutkova (Třebíč)“ na Wikimedia Commons        | Koutkova ulice vychází severovýchodně z křižovatky ulic Josefa Suka, Jindřichova a Tylova. Následně končí jako slepá u Domova seniorů nad Jubilejním hájem. Pojmenována je po třebíčské punčochářské rodině Koutkově, ta působila také v Měšťanské besedě a také v městském zastupitelstvu. Matěj Koutek pak působil jako ředitel měšťanské školy a předseda Okrašlovacího spolku, stejně tak založil rybářský spolek. Dalším z členů rodiny koutkovy byl geolog Jaromír Koutek. |
| Ladislava Nováka | Východní pohled do ulice Ladislava Nováka                | Týn      | 692743 | Kategorie „Ladislava Nováka“ na Wikimedia Commons         | Ulice Ladislava Nováka vychází jihovýchodně z Táborské ulice, následně končí jako slepá mezi rodinnými domy. Pojmenována je podle pedagoga, malíře a básníka Ladislava Nováka, ten se narodil v Turnově, dlouho však žil v Třebíči, kde učil na Gymnáziu Třebíč. Skládal básně a maloval surrealistické malby. |
| Lavického        | Severní pohled do Lavického ulice                        | Týn      | 692735 | Kategorie „Lavického (Třebíč)“ na Wikimedia Commons       | Lavického ulice vychází jihovýchodně z Táborské ulice, posléze se vrací zpět a vytváří okruh. Pojmenována je podle tiskaře, malíře a básníka Vladimíra Lavického, ten působil v Třebíči jako ředitel okresní knihovny a také maloval primárně motivy z údolí řeky Jihlavy. |
| M. Horákové      | Východní pohled do ulice Milady Horákové                 | Týn      | 605166 | Kategorie „Milady Horákové (Třebíč)“ na Wikimedia Commons | Ulice Milady Horákové vychází jihovýchodně z Táborské ulice, stejně jako Palachova ulice, následně končí jako slepá nad Týnským údolím. Pojmenována je po sociální a politické pracovnici Miladě Horákové, v roce 1940 byla vězněna v koncentračním táboře v Terezíně, po roce 1950 pak byla odsouzena ve zinscenovaném procesu k trestu smrti a v červnu 1950 byla popravena. V roce 1992 obdržela in memoriam Řád T. G. Masaryka I. stupně. |
| M. Majerové      | Západní pohled do ulice Marie Majerové                   | Týn      | 604101 | Kategorie „Marie Majerové (Třebíč)“ na Wikimedia Commons  | Ulice Marie Majerové vychází západně z mostu nad východní částí Týnského údolí, posléze vede dále přes most přes západní část Týnského údolí a končí na kruhovém objezdu, kde křižuje Budíkovickou a Táborskou ulici. Pojmenována je po spisovatelce a novinářce Marie Majerové, ta psala primárně témata sociální. V roce 1991 se uvažovalo o přejmenování ulice na ulici Dr. M. Horákové, případně na ulici Na Čápce, k přejmenování nedošlo, neboť původní pojmenování Na Čápce již obyvatelstvo neznalo. V roce 2019 v rámci projektů z participativního rozpočtu byl v ulici opraven chodník. |
| Na Klinkách      | Východní pohled do ulice Na Klinkách                     | Týn      | 604232 | Kategorie „Na Klinkách“ na Wikimedia Commons              | Ulice Na Klinkách vychází severozápadně z Táborské ulice, posléze vyúsťuje do Budíkovické ulice. Pojmenována byla podle někdejší polní tratě, která začínala v místech, kde stojí ulice. |
| Na Nivkách       | Západní pohled do ulice Na Nivkách                       | Týn      | 605701 | Kategorie „Na Nivkách (Třebíč)“ na Wikimedia Commons      | Ulice Na Nivkách vychází severozápadně z Táborské ulice, následně končí jako slepá v průmyslových a obchodních areálech. Pojmenována je podle tratě, která v místě ulice vedla. |
| Na Příkopech     | Západní pohled do ulice Na Příkopech                     | Týn      | 604267 | Kategorie „Na Příkopech (Třebíč)“ na Wikimedia Commons    | Ulice Na Příkopech vychází severovýchodně z Račerovické ulice, posléze vyúsťuje do Jindřichovy ulice. Pojmenována byla podle toho, že v blízkých polích se dříve nacházely příkopy nebo úvozy a přes ně či okolo nich vedla stezka do polí. |
| Palackého        | Severní pohled do Palackého ulice                        | Týn      | 604445 | Kategorie „Palackého (Třebíč)“ na Wikimedia Commons       | Palackého ulice vychází severně z křižovatky ulic Hanělovy a Antonína Dvořáka, následně křižuje ulice Luční a Zahradní a končí vyústěním do Táborské ulice. Pojmenována je po historikovi a politikovi Františku Palackém, je autorem Dějin národu českého v Čechách i v Moravě, později působil jako politik. V Třebíči je připomenut pomníkem na Masarykově náměstí. |
| Palachova        | Východní pohled do Palachovy ulice                       | Týn      | 605247 | Kategorie „Palachova (Třebíč)“ na Wikimedia Commons       | Palachova ulice vychází severozápadně ze slepého konce nad Týnským údolím, posléze končí vyústěním do ulice Milady Horákové. Pojmenována je po studentovi Janu Palachovi, ten se v lednu 1969 upálil na protest proti normalizaci. Pohřben je na Olšanských hřbitovech v Praze. |
| Palatova         | Východní pohled do Palatovy ulice                        | Týn      | 605727 | Kategorie „Palatova“ na Wikimedia Commons                 | Palatova ulice vychází severozápadně z křižovatky ulic Ružičkovy a Jana Skácela, následně končí vyústěním do Vítkovy ulice. Pojmenována je po filologovi a překladateli Františku Palatovi, ten mezi lety 1916 a 1931 byl pedagogem na Gymnáziu Třebíč. |
| Růžičkova        | Východní pohled do Růžičkovy ulice                       | Týn      | 605735 | Kategorie „Růžičkova (Třebíč)“ na Wikimedia Commons       | Růžičkova ulice vychází jihovýchodně z ulice Jana Skácela, končí vyústěním do Míčovy ulice. Pojmenována je podle přírodovědce a pedagoga Antonína Růžičky, ten mezi lety 1928 a 1943 učil na Gymnáziu Třebíč. |
| Táborská         | Táborská ulice, pohled na sever směrem na kruhový objezd | Týn      | 604658 | Kategorie „Táborská (Třebíč)‎“ na Wikimedia Commons        | Táborská ulice vychází severovýchodně z ulice U Kuchyňky, následně vede kolem kapličky, přes kruhový objezd, kolem Nového hřbitova s krematoriem, následně končí za hranicemi zástavby na spojce mezi městem a silnicí II/360. V roce 2020 měla být ulice kompletně rekonstruována, měl by být kompletně vyměněn povrch, vodovodní vedení a kanalizace. Nakonec bylo rozhodnuto, že oprava bude odložena na příští rok. Pojmenována je po městě Tábor. Rekonstrukce by měla být připravena v roce 2021. Rekonstrukce začala v dubnu roku 2021, oprava se týkala úseku mezi ulice Nová a kruhovým objezdem. Dokončena byla 23. srpna 2021, rekonstrukce trvala déle, protože v podloží silnice se objevila skála sahající až 3 metry do podzemí. Byly také rekonstruovány kanalizační a další inženýrské sítě. |
| Uličného         | Východní pohled do Uličného ulice                        | Týn      | 605743 | Kategorie „Uličného (Třebíč)“ na Wikimedia Commons        | Uličného ulice vychází východně z Koutkovy ulice, končí u rodinného domu nad Hladovým rybníkem v Jubilejním háji. Pojmenována je po pedagogovi Josefu Uličném, který učil na Gymnáziu Třebíč mezi lety 1890 a 1909. |
| Vítkova          | Východní pohled do Vítkovy ulice                         | Týn      | 605751 | Kategorie „Vítkova (Třebíč)“ na Wikimedia Commons         | Vítkova ulice byla vybudována v 21. století, nachází se na ní rodinné domy, vychází severozápadně z ulice Jana Skácela a končí spojením s Kaňákovou ulicí. Pojmenována je po profesoru náboženství Františku Vítkovi, ten mezi lety 1935 a 1948 učil na třebíčském gymnáziu a sbíral třebíčské vánoční koledy. |

## Zámostí
| Název                  | Obrázek                                                                    | Umístění | Kód     | Galerie                                                      | Poznámka |
| ---------------------- | -------------------------------------------------------------------------- | -------- | ------- | ------------------------------------------------------------ | --- |
| Blahoslavova           | Východní pohled do Blahoslavovy ulice                                      | Zámostí  | 603201  | Kategorie „Blahoslavova (Třebíč)“ na Wikimedia Commons       | Blahoslavova ulice vychází východně z Žerotínova náměstí, následně vede okolo Tichého náměstí a vyúsťuje do křižovatky ulic Leopolda Pokorného a Subakova. V ulici se nachází mnoho kulturních památek a Zadní synagoga. Pojmenována je po biskupovi Jednoty bratrské a spisovateli Janu Blahoslavovi. Ten byl autorem Gramatiky české a pro Kralickou bibli přeložil Nový zákon. Je autorem spisu Filipika proti misomusům. |
| Havlíčkovo nábř.       | Havlíčkovo nábřeží, pohled směrem na západ, z lávky plk. Jindřicha Svobody | Zámostí  | 603635  | Kategorie „Havlíčkovo nábřeží (Třebíč)‎“ na Wikimedia Commons | Havlíčkovo nábřeží vychází východně z ulice Leopolda Pokorného, následně končí pod skalou návrší Hrádek u lávky do Hasskovy zahrady. Pojmenována je po spisovateli a novináři Karlovi Havlíčku Borovském, ten byl prvním moderním novinářem. Byl také poslancem zemského sněmu a také říšského sněmu. Zemřel ve vyhnanství v Brixenu. |
| L. Pokorného           | Ulice Leopolda Pokorného, pohled na východ směrem od Tichého náměstí       | Zámostí  | 604038  | Kategorie „L. Pokorného‎“ na Wikimedia Commons                | Ulice Leopolda Pokorného vychází východně z Žerotínova náměstí, následně kolem Tichého náměstí vede do menšího náměstíčka, kde se spojuje s Blahoslavovou ulicí. Na ulici je mnoho památkově chráněných domů a skautské klubovny. Pojmenována je podle vojáka, který bojoval v občanské válce ve Španělsku, narodil se ve Znojmě a v Třebíči vyrůstal, připomenut v Třebíči je na pamětní desce na Dělnickém domě na Jejkově, stejně tak po něm byla v roce 1977 pojmenována sportovní hala na severním okraji města.                                                              |
| Na Kopečku             | Severní pohled do ulice Na Kopečku                                         | Zámostí  | 604259  | Kategorie „Na Kopečku (Třebíč)“ na Wikimedia Commons         | Ulice Na Kopečku vychází severně z Blahoslavovy ulice, následně vyúsťuje do Pomezní ulice. Pojmenována je z toho důvodu, že z Blahoslavovy ulice míří na kopec. |
| Na Úbočí               | Severní pohled do ulice Na Úbočí                                           | Zámostí  | 604283  | Kategorie „Na Úbočí (Třebíč)“ na Wikimedia Commons           | Ulice Na Úbočí vychází severně z Blahoslavovy ulice, následně končí pod svahem návrší Hrádek. Pojmenována je podle své polohy pod návrším. |
| Na Výsluní             | Západní pohled do ulice Na Výsluní                                         | Zámostí  | 604305  | Kategorie „Na výsluní (Třebíč)“ na Wikimedia Commons         | Ulice Na Výsluní vychází severně z Blahoslavovy ulice, následně končí na křižovatce ulic Zadní a Horní. Pojmenována je z toho důvodu, že je spíš náměstím, na který svítí celý den slunce. |
| Náměstí Rabína Ingbera | Severní pohled na náměstí Rabína Ingbera                                   | Zámostí  | 2184028 | Kategorie „Náměstí Rabína Ingbera“ na Wikimedia Commons      | Náměstí Rabína Ingbera se nachází na dříve nepojmenovaném plácku před tzv. Zadní synagogou, vyúsťují do něj ulice Subakova, Leopolda Pokorného a Blahoslavova. Pojmenována je po třebíčském rabínovi Mojžíši Ingberovi, narodil se v roce 1901 na Podkarpatské Rusi, V Třebíči působil jako rabín od roku 1935 do roku 1942, kdy byl s dalšími třebíčskými židy deportován do koncentračního tábora. Zemřel v koncentračním táboře v Osvětimi. |
| Opuštěná               | Opuštěná ulice, pohled na sever z Blahoslavovy ulice                       | Zámostí  | 605239  | Kategorie „Opuštěná (Třebíč)‎“ na Wikimedia Commons           | Opuštěná ulice vychází severně z Blahoslavovy ulice a končí pod skálou návrší Hrádek. Pojmenována je podle toho, že ohraničena skalou a nevede nikam dále. |
| Pod podloubím          | Ulice Pod Podloubím, pohled na sever směrem k Blahoslavově ulici           | Zámostí  | 605255  | Kategorie „Pod podloubím (Třebíč)‎“ na Wikimedia Commons      | Ulice Pod Podloubím vychází jižně z Blahoslavovy ulice, ústí pak do ulice Leopolda Pokorného. Pojmenována je z toho důvodu, že částečně prochází klenutým průchodem domu. |
| Pomezní                | Východní pohled do Pomezní ulice                                           | Zámostí  | 604526  | Kategorie „Pomezní (Třebíč)“ na Wikimedia Commons            | Pomezní ulice vychází severně ze Zadní ulice, následně vede po vrstevnici návrší Hrádek, následně se prudce stáčí z kopce doprava a vyúsťuje do Blahoslavovy ulice. Na Pomezní ulici stojí budova bývalého židovského špitálu. Pojmenována je z toho důvodu, že bývala hraniční ulicí Zámostí a Podklášteří. |
| Skalní                 | Východní pohled do Skalní ulice                                            | Zámostí  | 604577  | Kategorie „Skalní (Třebíč)“ na Wikimedia Commons             | Skalní ulice vychází východně z Pomezní ulice, následně po serpentinách končí na návrší Hrádek a v ulici Hrádek, resp. na křižovatce ulic Hrádek a Hanělova. Pojmenována je podle toho, že vede mezi skalami směrem na návrší. |
| Stinná                 | Stinná ulice, pohled na jih směrem k ulici L. Pokorného                    | Zámostí  | 604623  | Kategorie „Stinná (Třebíč)“ na Wikimedia Commons             | Stinná ulice vychází severně z ulice Leopolda Pokorného, následně vyúsťuje do Blahoslavovy ulice. Pojmenována je z toho důvodu, že je velmi úzká a v ulici je stín, kdy málokdy je osvětlena sluncem. |
| Subakova               | Subakova ulice, pohled na východ směrem od Zadní synagogy                  | Zámostí  | 604691  | Kategorie „Subakova“ na Wikimedia Commons                    | Subakova ulice vychází východně z Blahoslavovy ulice, následně končí pod skalou návrší Hrádek. Na Subakově ulici se nachází Subakova koželužna. Pojmenována je po rodině Subaků, kteří založili v místech, kde stojí ulice, koželužnu. Koželužna a další objekty fungovaly až do roku 1931. V druhé polovině roku 1991 byla ulice přejmenována na ulici Subakova, do té doby se jmenovala Tovární. Uvažovalo se, že se ponechá původní název, tj. Tovární, neboť Subakova by bylo příliš diskutabilní. Současně s tím se uvažovalo o přejmenování části Zámostí na Židovské město. |
| Tiché nám.             | Západní pohled na Tiché náměstí                                            | Zámostí  | 604666  | Kategorie „Tiché náměstí‎ “ na Wikimedia Commons              | Tiché náměstí je nejmenším třebíčským náměstím, slouží jako spojka mezi Blahoslavovou ulicí a ulicí Leopolda Pokorného. Nachází se na něm Přední synagoga, která slouží jako kostel církve československé husitské, názvem kostela je Sbor Dr. Karla Farského. Pojmenováno je podle toho, že je stranou a primárně dříve bylo téměř bez pěšího i automobilového provozu. |
| Úzká                   | Severní pohled do Úzké ulice                                               | Zámostí  | 605620  | Kategorie „Úzká (Třebíč)“ na Wikimedia Commons               | Úzká ulice vychází jižně z Pomezní ulice a končí vyústěním do Blahoslavovy ulice. Pojmenována je podle jejího vzhledu v rámci okolní zástavby. |
| V Mezírce              | Ulice V Mezírce, pohled na jih, směrem k Blahoslavově ulici                | Zámostí  | 604780  | Kategorie „V mezírce (Třebíč)“ na Wikimedia Commons          | Ulice V Mezírce vychází severně z Blahoslavovy ulice a po schodech pokračuje do Skalní ulice, ulice prochází kolem hotelu Joseph 1699. Pojmenována je podle vzhledu ulice ve vztahu k okolní zástavbě. |

## Kožichovice
V katastru obce Kožichovice, které se od Třebíče osamostatnily dne 1. ledna 1993 leží jedna ulice, která náležela městu Třebíč a je součástí celku města Třebíče, ale leží mimo jeho území, dále pak jsou jeho součástí dvě ulice, které částečně leží i na území města Třebíče.
| Název      | Obrázek                            | Umístění    | Kód    | Galerie                                              | Poznámka |
| ---------- | ---------------------------------- | ----------- | ------ | ---------------------------------------------------- | --- |
| Brněnská   | Východní pohled do Brněnské ulice  | Kožichovice | 785903 | Kategorie „Brněnská (Třebíč)“ na Wikimedia Commons   | Brněnská ulice vychází západně z kruhového objezdu, kde se křižují ulice Cyrilometodějská, Velkomeziříčská a Brněnská. Následně prochází přes křižovatku s Rafaelovou a Sportovní ulicí, kde se zároveň křižují silnice II/360 a I/23, posléze pokračuje západně k okraji městské zástavby. Její část se nachází v bývalé městské části Kožichovice. Pojmenována je podle svého směru na Brno, kdy je výpadovkou na tento směr. V druhé polovině roku 1991 vznikla ulice rozdělením ulice B. Šmerala od křižovatky s Velkomeziříčskou ulicí k tehdejší křižovatce s Brněnskou ulicí. O vhodnosti přejmenování se dlouho diskutovalo, neboť význam Bohumíra Šmerala byl značný. Brněnská ulice v délce 200 metrů nedaleko supermarketu Kaufland byla v roce 2017 rekonstruována. Dále pak proběhla první část rekonstrukce mostku při výpadovce na Vladislav. V květnu 2019 byly zahájeny práce na nové, 26 metrů v průměru velké, kruhové křižovatce s ulicemi Cyrilometodějská a Velkomeziříčská. V roce 2020 by měla být ulice opravena, od nového kruhového objezdu až po supermarket Lidl. V květnu 2020 byl na ulici Brněnskou položen nový povrch. |
| Hrotovická | Severní pohled do Hrotovické ulice | Kožichovice | 785911 | Kategorie „Hrotovická (Třebíč)“ na Wikimedia Commons | Hrotovická ulice vychází jižně z nadjezdu nad Sportovní ulicí, druhá větev vychází z křižovatky Riegrovy a Sedlákovy ulice, tyto větve se spojují na kruhovém objezdu. Hrotovická ulice pak pokračuje až k jižnímu okraji města. Prochází převážně průmyslovými areály. Pojmenována je podle směru, na který míří, ulice byla výpadovkou na Hrotovice. Její část leží v bývalé městské části Kožichovice, další část pak v městské části Střítež – tam je nazvána jako Hrotovická-Průmyslová zóna. U areálu PBS bylo v listopadu 2022 otevřeno nové parkoviště i s cvičištěm pro autoškoly. |
| Žďárského  | Východní pohled do Žďárského ulice | Kožichovice | 785920 | Kategorie „Žďárského“ na Wikimedia Commons           | Obec leží v katastru obce Kožichovice, kdy však je integrální součástí městského celku Třebíče, je poslední ulicí, která uzavírá město ve směru na Kožichovice. Vychází východně z Hrotovické ulice a konči u výrobního areálu společnosti Jitona. Prochází kolem areálu SOU zemědělského, kde se také nachází Muzeum staré zemědělské techniky. Je pojmenována po Matyáši Žďárském, který je rodákem z Kožichovic a je znám jako zakladatel alpského lyžování. Žil na statku v Hobernreithu u Lilienfeldu v Rakousku, kde také zemřel. Lilienfeld je sesterským městem města Třebíče. V druhé polovině roku 1991 byla ulice přejmenována na ulici Žďárského, do té doby byla pojmenována jako ulice Požárníků. Původně se spekulovalo o použití názvu ulice M. Žďárského. |

## Střítež
V katastru obce Střítež, která se od Třebíče osamostatnila dne 1. ledna 1995 leží jedna ulice, která náležela městu Třebíč a je součástí celku města Třebíče, ale leží mimo jeho území, dále pak je jeho součástí jedna ulice, která částečně leží i na území města Třebíče.
| Název                      | Obrázek                                            | Umístění | Kód    | Galerie                                              | Poznámka |
| -------------------------- | -------------------------------------------------- | -------- | ------ | ---------------------------------------------------- | --- |
| Hrotovická-Průmyslová Zóna | Západní pohled do ulice Hrotovická-průmyslová zóna | Střítež  | 767395 | Kategorie „Hrotovická (Třebíč)“ na Wikimedia Commons | Hrotovická ulice vychází jižně z nadjezdu nad Sportovní ulicí, druhá větev vychází z křižovatky Riegrovy a Sedlákovy ulice, tyto větve se spojují na kruhovém objezdu. Hrotovická ulice pak pokračuje až k jižnímu okraji města. Prochází převážně průmyslovými areály. Pojmenována je podle směru, na který míří, ulice byla výpadovkou na Hrotovice. Její část leží v bývalé městské části Kožichovice, další část pak v městské části Střítež – tam je nazvána jako Hrotovická-Průmyslová zóna. |
| Spojovací                  | Východní pohled do Spojovací ulice                 | Střítež  | 792519 | Kategorie „Spojovací (Třebíč)“ na Wikimedia Commons  | Spojovací ulice vychází západně z Hrotovické ulice, následně vyúsťuje do Znojemské ulice, slouží také jako spojka mezi silnicemi II/360 a II/351. Nachází se částečně také na katastru obce Střítež. Pojmenována je právě z toho důvodu, že spojuje dvě důležité ulice a patří k nejvytíženějším ulicím ve městě Třebíč. V roce 2020 by měla být ulice rekonstruována. V září roku 2020 byla ulice rekonstruována.                                                                                 |

## Zaniklé ulice
| Název        | Obrázek                           | Umístění    | Kód    | Galerie                                                | Poznámka |
| ------------ | --------------------------------- | ----------- | ------ | ------------------------------------------------------ | --- |
| Hájek        | Pohled na park Hájek              | Nové Dvory  | 677132 |                                                        | Ulice zanikla dle RUIAN k 30. listopadu 2015, fakticky však zanikla dříve. Její území bylo zřejmě přejmenováno. Dříve vedla na území sídliště Hájek nedaleko parku Hájek. |
| Šárovská     |                                   | Nové Město  | 677175 |                                                        | Ulice zanikla dle RUIAN k 30. listopadu 2015, fakticky však zanikla dříve. Ulice vycházela severně z Brněnské ulice a vedla směrem k návrší Na spravedlnosti. Dle RUIAN se ulice jmenovala Sárovská, dle jiných zdrojů Šárovská, dříve i Šáreckágasse. Ulice měla být pojmenována dle Šárky, manželky Jana Chroustevského z Malovar. |
| Tyršovy sady | Pohled na park Tyršovy sady       | Horka-Domky | 677191 | Kategorie „Tyršovy sady (Třebíč)“ na Wikimedia Commons | Ulice zanikla dle RUIAN k 30. listopadu 2015, fakticky však zanikla dříve. Ulice se nacházela na území parku Tyršovy sady. |
| Zelený kopec |                                   | Horka-Domky | 820415 |                                                        | Ulice zanikla dle RUIAN k 30. listopadu 2015, fakticky však zanikla dříve. Na území někdejší ulice v roce 2017 vznikla ulice s názvem ZK Zelený kopec. |
| Žďárského    | Západní pohled do ulice Žďárského | Jejkov      | 605611 | Kategorie „Žďárského“ na Wikimedia Commons             | Ulice zanikla dle RUIAN k 30. listopadu 2015, fakticky však zanikla dříve. Její území přešlo do území obce Kožichovice, kde existuje jako ulice. |

## Vesnice s nepojmenovanými ulicemi
Ve vesnických částech Budíkovice, Pocoucov, Račerovice, Řípov, Slavice a Sokolí nejsou ulice pojmenovány. 